# Protestes del 2013 a Turquia
Les protestes a Turquia del 2013 es van iniciar a la ciutat turca d'Istanbul el 28 de maig de 2013, després que al voltant de 50 ecologistes es manifestessin per salvar el Parc Taksim Gezi, el qual havia de desaparèixer i ser transformat en un centre comercial. No obstant això, després de ser violentament reprimits per la policia mitjançant canons d'aigua i gasos es van guanyar l'atenció de les xarxes socials i la societat turca en general, que es va unir a les manifestacions, amb la qual cosa ha sorgit un moviment social i antigovernamental que s'ha expandit a altres ciutats.

## Escenari

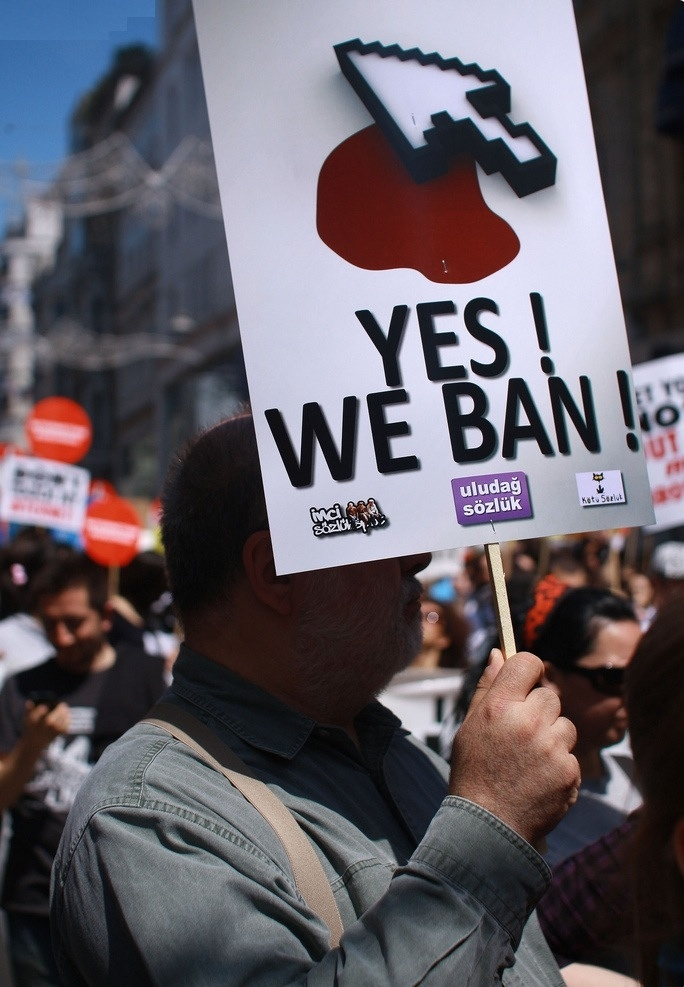
Protestes a Turquia contra la censura a Internet (2011).

### Situació política

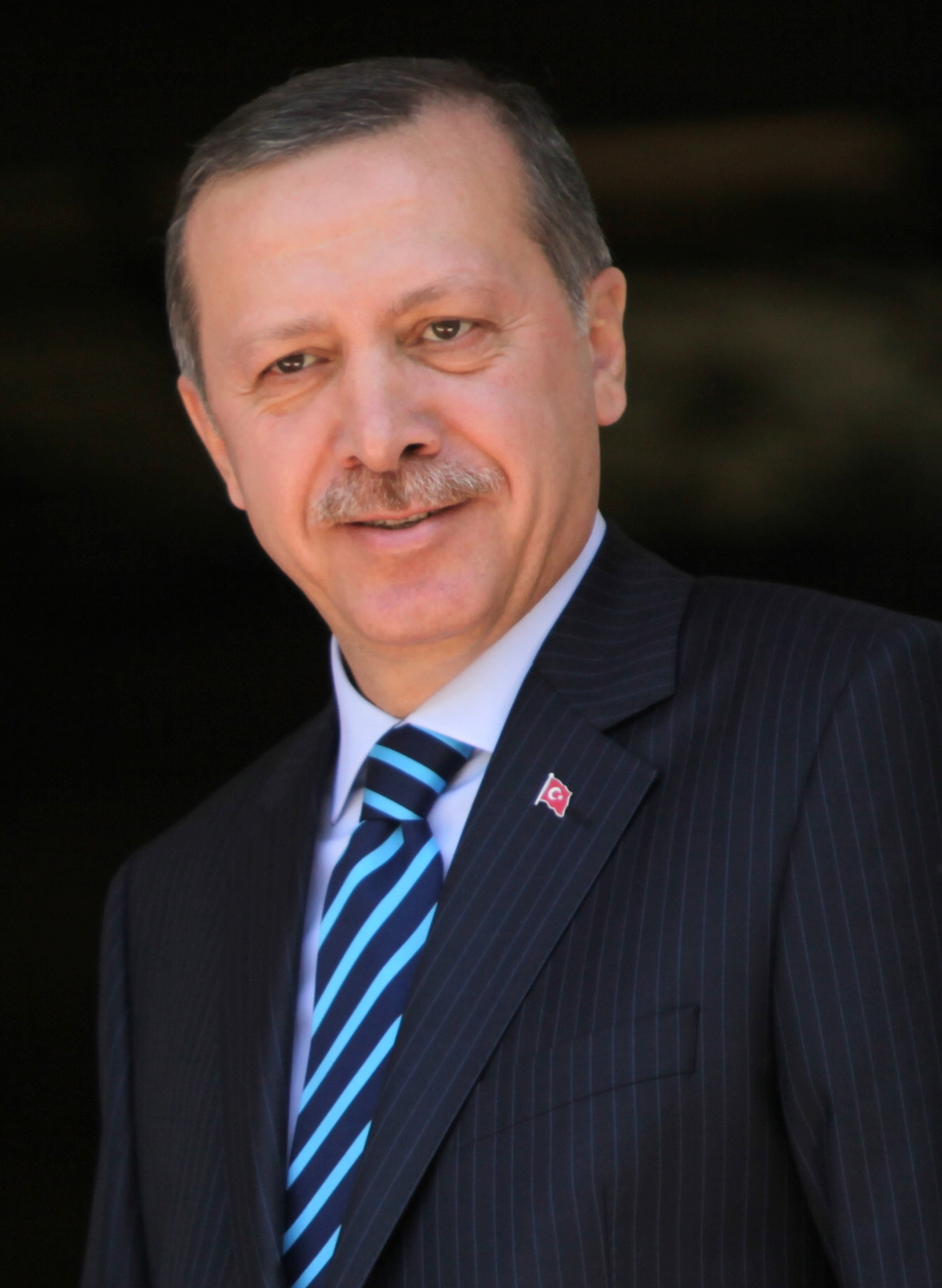
Recep Tayyip Erdoğan, primer ministre de Turquia.

El Partit de la Justícia i el Desenvolupament (AKP) liderat per Recep Tayyip Erdoğan porta en el poder des de 2002, i ha estat reelegit en tres ocasions amb una gran majoria, l'última d'elles en 2011. Mentre que en el terreny de l'economia el govern d'Erdoğan ha aconseguit treure el país d'una recessió econòmica el 2001, en el pla social i polític ha iniciat un procés per donar més protagonisme a l'islam en el país, mitjançant el debilitament dels sectors ultraliberals turcs de l'Exèrcit, la retallada d'alguns drets humans, la censura de la premsa, etc.

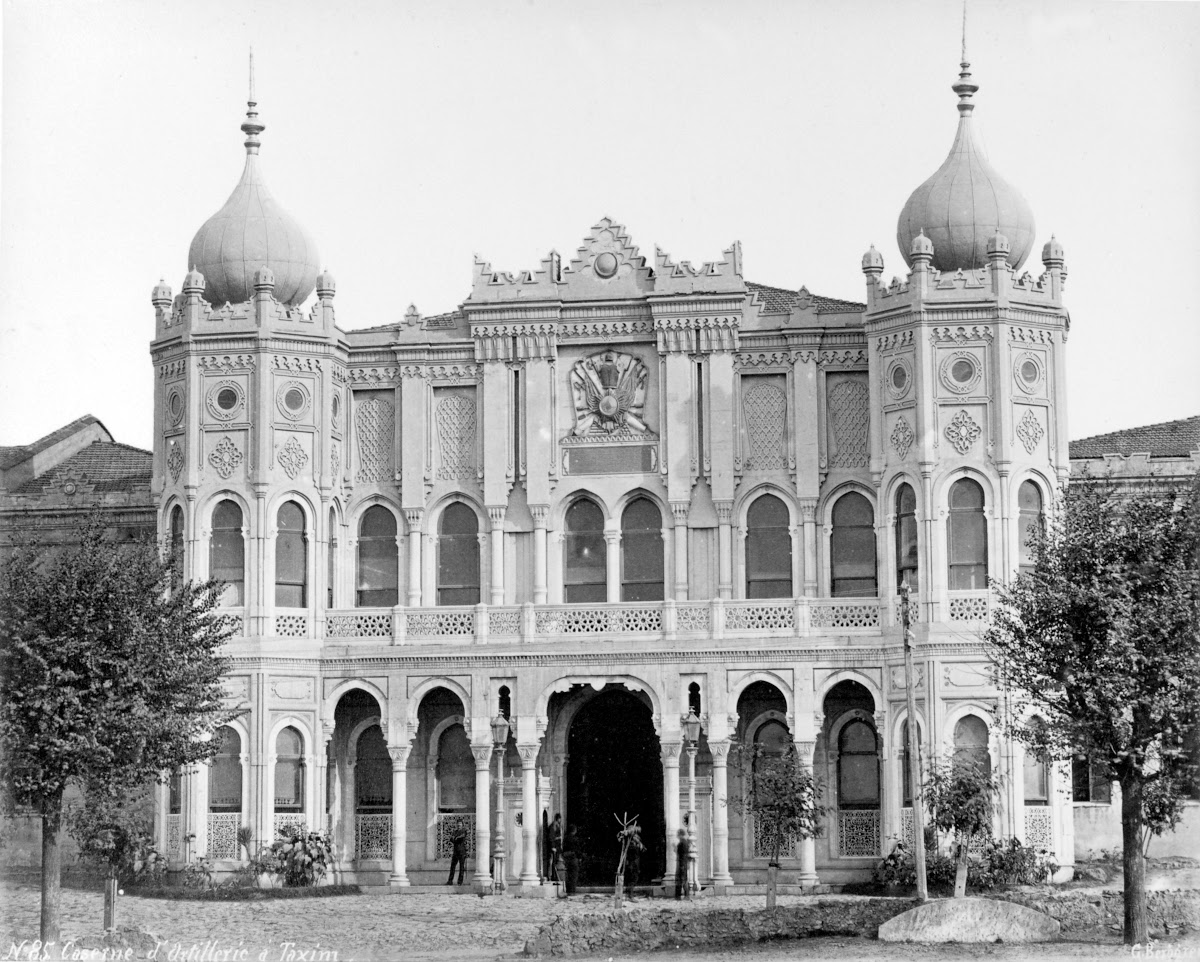
Al parc Taksim Gazi s'espera construir un centre comercial inspirat en unes casernes del.

Des de 2011, l'AKP ha incrementat les restriccions sobre la llibertat d'expressió, la llibertat de premsa, el contingut de la televisió, l'ús d'Internet i el dret de reunió. També ha pres mesures legals contra els mitjans crítics al govern, com per exemple una multa de 2.500 milions de dòlars a un mitjà de comunicació. Per això el govern ha estat vist cada cop més com a islamista i autoritari. Entre les mesures regressives destaquen: l'aprovació d'una reforma educativa a favor de la introducció d'elements islàmics en l'ensenyament, la limitació del consum de l'alcohol, la prohibició total de l'avortament en la pràctica, l'oposició a la comunitat LGTB, la detenció d'algunes persones acusades de blasfèmia, la prohibició de besar-se en llocs públics i la construcció d'un pont en honor del controvertit sultà otomà Selim I, un fet força criticat per la comunitat alevi de Turquia, que representa entre un 15 i un 30% de la població total del país, atès que els alevis consideren el Sultà responsable de les morts de desenes de milers d'alevis durant la Batalla de Çaldiran.

### El Parc Taksim Gezi

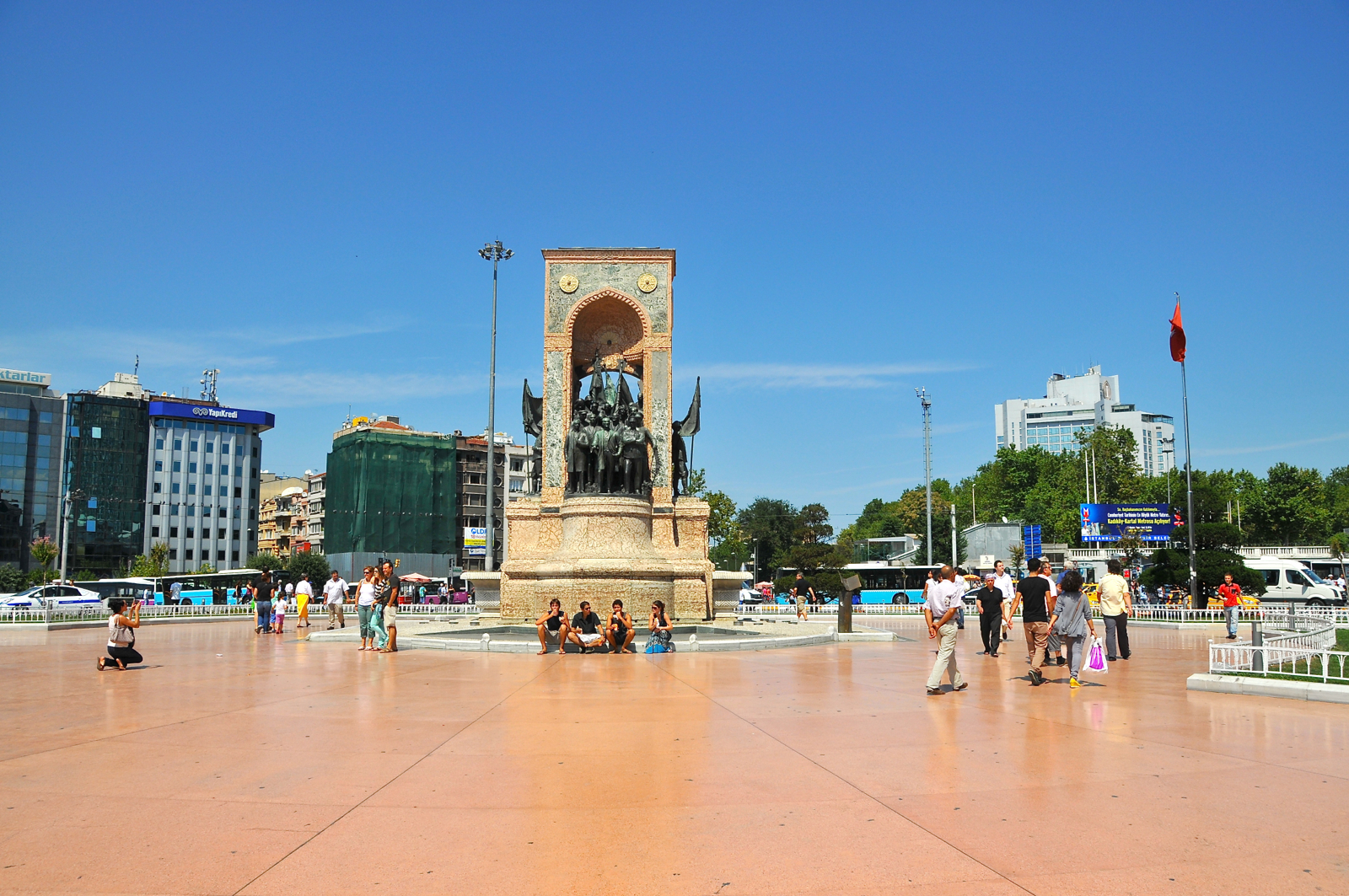
La Plaça de Taksim amb el Monument a la República al mig.

La causa inicial de les protestes fou el projecte d'eliminar el Parc Taksim Gezi, una de les poques illes verdes que queden al centre de la part europea d'Istanbul. El pla incloïa la conversió en illa de vianants de la Plaça de Taksim i la reconstrucció de la Caserna Taksim, un edifici de l'època otomana que havia estat enderrocat el 1940. El desenvolupament de projectes a Turquia inclou «comissions de preservació cultural», que se suposa que són independents del govern, i al gener una comissió va rebutjar el projecte, en no considerar-lo d'interès general. No obstant això, una comissió superior revocà aquesta decisió l'1 de maig, en un gest on els activistes del parc van veure la influència subreptícia del govern.
S'esperava que la planta baixa de la reconstruïda caserna tingués un centre comercial, i a les plantes superiors hi hauria apartaments de luxe, tot i que en resposta a les protestes, la probabilitat d'un centre comercial va perdre pes enfront de la construcció d'un museu. El principal contractista del projecte és el Grup Kalyon, descrit el 2013 per la BBC com «una companyia que té estrets lligams amb el governamental Partit de la Justícia i el Desenvolupament (AKP)».
Les protestes del Parc de Gezi començaren a l'abril, però s'havien endegat amb una petició el desembre del 2012. Les protestes es renovaren el 27 de maig, i culminaren amb la creació d'un campament que ocupà el parc. Una incursió en aquest campament el 29 de maig va causar indignació i protestes més àmplies. Tot i que Turquia té un llarg historial de brutalitat policial, l'atac als ecologistes que estaven acampats pacíficament a la plaça, era prou diferent com per estimular una major indignació que aquests tipus d'incidents anteriors, i va esdevenir la major protestaa Turquia de les últimes dècades

## Cronologia de les protestes

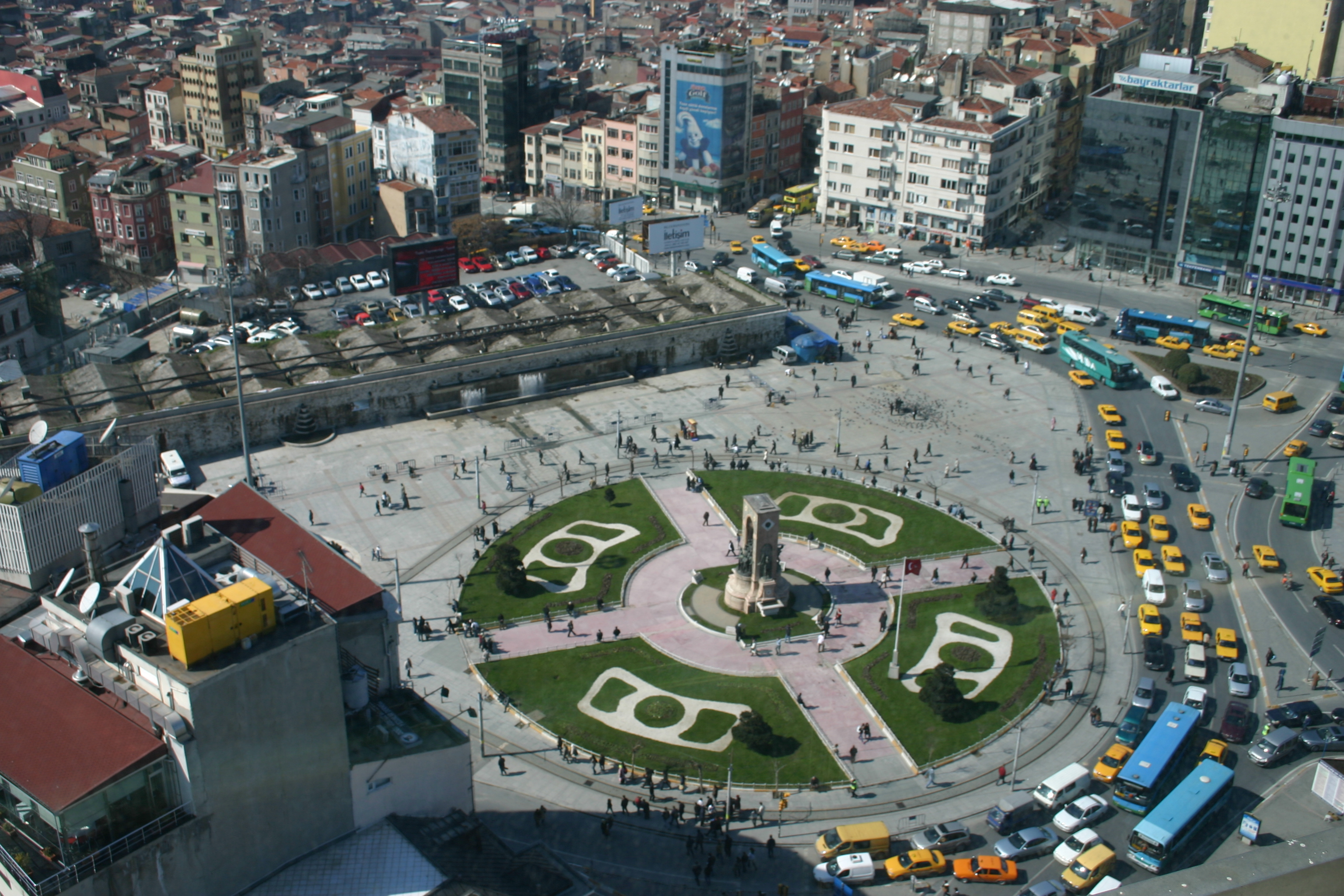
Vista aèria de la Plaça de Taksim a Istanbul.

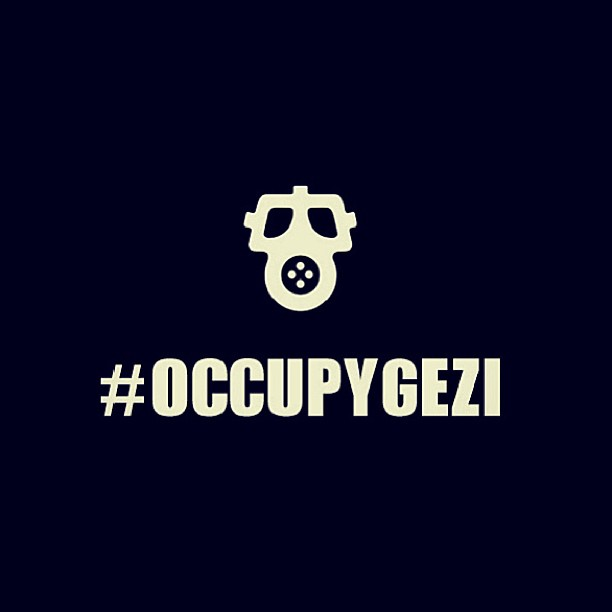
Hashtag # OccupyGezi (ocupa Gezi) usat a Twitter

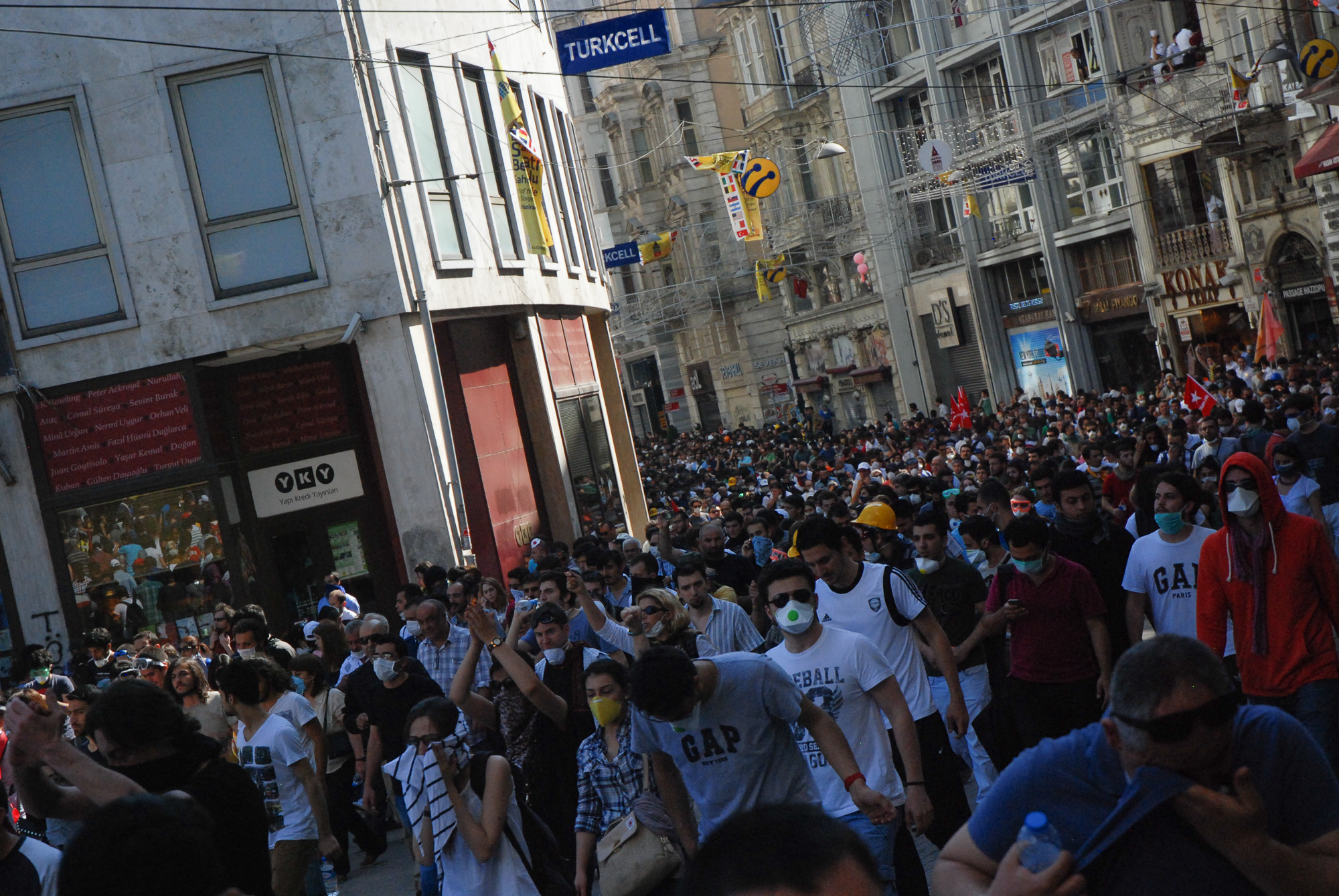
Protestes a l'Avinguda d'Istiklâl.

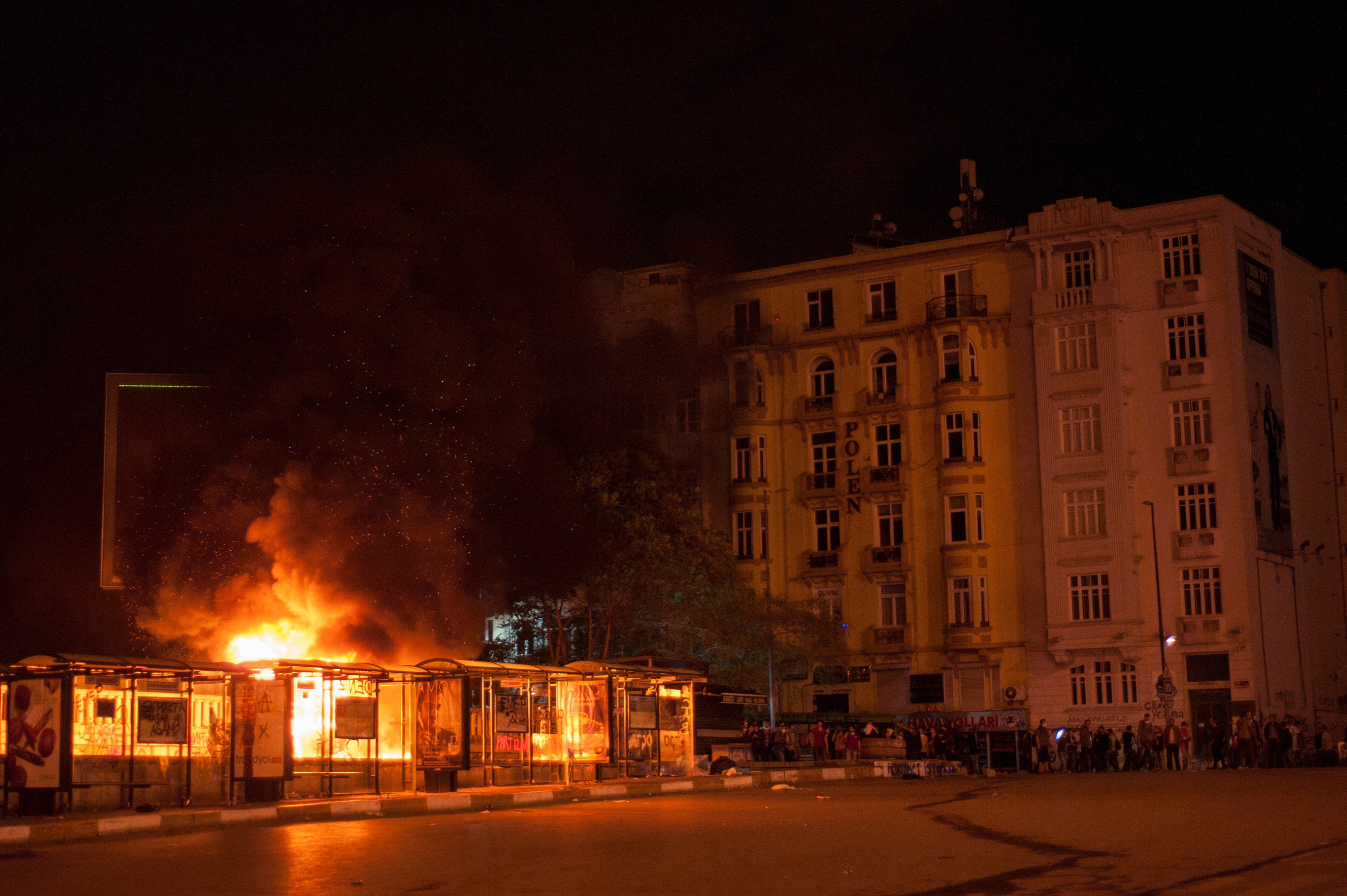
Foc a Taksim després dels aldarulls nocturns.

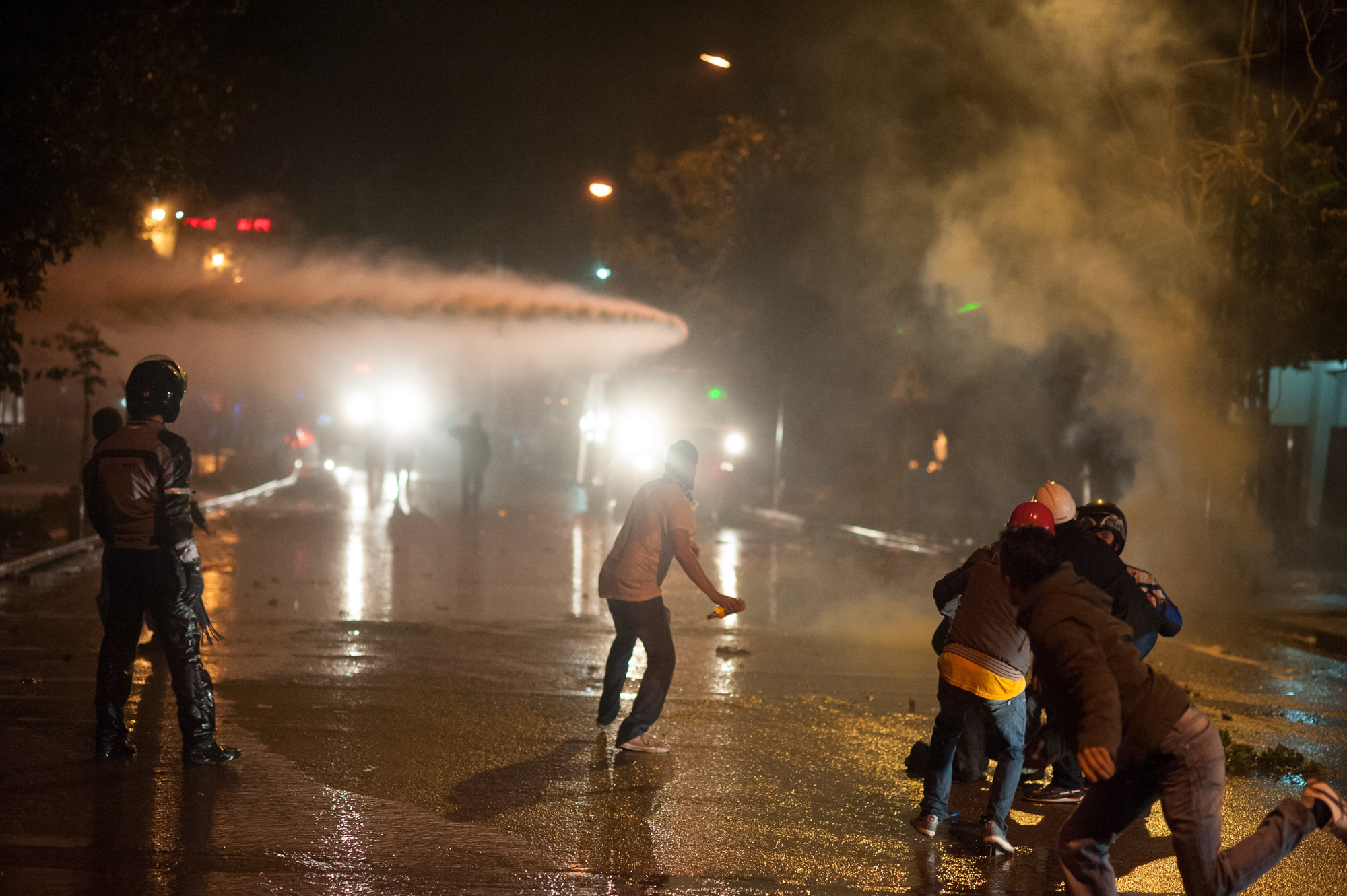
Xocs nocturns amb la policia.

### Maig
Al matí del dia 28 de maig uns 50 ecologistes van acampar al Parc Gezi per prevenir la seva destrucció. Inicialment, la seva idea era quedar-s'hi fins que els buldòzers se n'anessin. No obstant això, la policia va utilitzar gasos lacrimògens i va calar foc a les tendes de campanya perquè les màquines continuessin amb la seva feina. Les imatges d'aquest dia (entre elles la de l'anomenada "dama de vermell" Arxivat 2013-06-15 at Archive.is, que roman en peu tot i ser agredida amb un esprai per un policia) van fer la volta al món i es van difondre pels mitjans de comunicació.
El 29 de maig el nombre de manifestants va créixer com a conseqüència d'una campanya en les xarxes socials. Així, van arribar més persones al parc Gezi per instal·lar-hi les seves tendes. A més, diverses persones conegudes es van unir al moviment, incloses el vicepresident del Partit Republicà del Poble Gürsel Tekin, el cantant Can Bonomo, els actors i actrius Gonca Vuslateri, Memet Ali Alabora, Okan Bayülgen i Şebnem Sönmez.
El 30 de maig la policia va assaltar els campaments instal·lats pels manifestants però, lluny de disminuir en nombre, van sortir més protestes al carrer, motivades per les xarxes socials.
El 31 de maig la policia va tornar al campament, i aquesta vegada va recórrer a canons d'aigua, gasos lacrimògens i esprais de pebre per expulsar la gent, la qual cosa va provocar més de 100 ferits. A més, van posar barricades al voltant del parc per evitar que entressin més persones en ell.
Paral·lelament, aquest mateix dia es van estendre les protestes a Ankara i Esmirna. A Ankara la policia va recórrer a porres elèctriques i va llançar gas lacrimogen des d'un helicòpter per dispersar els manifestants. Es van produir xocs entre manifestants i agents de l'ordre que van durar fins a la nit. A Esmirna es va convocar una marxa a la qual van assistir més de 10.000 persones sota el lema "Taksim està a tot arreu, la resistència està a tot arreu" i "Erdoğan el químic" que va ser reduïda amb canons d'aigua, bales de plàstic i gasos lacrimògens.

### Juny

#### 1 de juny
L'1 de juny els manifestants de la part asiàtica d'Istanbul van creuar en una gran marxa el Pont del Bòsfor per unir-se als manifestants de Taksim. També a Antalya i a Ankara es van aplegar milers de manifestants, que de nou van ser reprimits amb violència. No obstant això, a les 15:45 la policia va abandonar la plaça, i va deixar via lliure per als manifestants. El primer ministre turc, Recep Tayyip Erdoğan va exigir als manifestants que cessessin les seves accions immediatament, mentre poc després el ministre de l'Interior, Muammer Güler, informava de la detenció de 939 persones en les manifestacions, i xifrava en 79 el nombre de ferits

#### 2 de juny
El 2 de juny la policia va prendre els ponts d'Istanbul per impedir la mobilització ciutadana, i de nou hi va haver manifestacions per tot el país que van ser reprimides. Durant aquests aldarulls es va produir el primer mort de les protestes: una dona que va morir quan un pot de gas de la policia li va impactar al cap.

#### 3 de juny
El 3 de juny es van produir violents xocs nocturns, i suposadament membres de la policia acompanyats de militants del partit AKP al poder van apallissar diversos manifestants. A la ciutat d'Esmirna, els opositors van calar foc a l'oficina del partit d'Erdoğan. Paral·lelament, la Confederació de Sindicats de Treballadors Públics de Turquia, amb uns 240.000 afiliats, va convocar una vaga de dos dies en protesta per la repressió policial Tot i la situació del país, el president va abandonar Turquia per fer una gira pels països del Magrib.
Mentrestant, un jove va ser envestit per un vehicle particular quan intentava col·locar una barricada per tallar el trànsit. A conseqüència d'això el jove, de dinou anys, va morir. Fou la primera víctima mortal reconeguda des del començament de les protestes.

#### 4 de juny
El 4 de juny les protestes van continuar estenent-se per tot el país, especialment a la tarda. El grup Anonymous va piratejar més de 150 pàgines del Govern en suport als manifestants, que van sortir a parcs i places.
Segons va informar la televisió privada NTV, un jove de 22 va morir per l'impacte d'un tret de bala.
Aquell mateix dia, el viceprimer ministre turc (i temporalment primer ministre en funcions a causa del viatge d'Erdoğan), Bülent Arınç, en una roda de premsa a Ankara, va demanar disculpes pels excessos policials

#### 5 de juny
El 5 de juny la policia va detenir 25 persones per "incitar" a manifestar-se via Twitter." Les protestes van seguir congregant a milers de persones, moltes de les quals van ser detingudes. A més, amb motiu de la vaga, es van congregar molts professors, advocats i treballadors municipals per protestar contra el govern en ciutats com Ankara, Istanbul, Bafra, Kocaeli, Antalya, Giresun, Hopa i Siirt entre d'altres. El nombre de manifestants a Taksim fou el més alt des del començament de les protestes, just el dia abans de la tornada d'Erdoğan a Turquia, procedent de la seva gira pel Magrib.

#### 6 de juny
El 6 de juny Erdoğan va tornar al país, i va pronunciar un incendiari discurs a l'Aeroport Internacional Atatürk, davant milers de seguidors. Va reclamar la fi de les protestes tot afirmant que havien degenerat en actes vandàlics. Anteriorment havia afirmat que entre els manifestants hi havia persones fitxades per activitats terroristes.
Aquest dia les manifestacions no van ser reprimides amb violència, ja que el 6 de juny és un dia festiu per a l'islam.

#### 7 de juny
El 7 de juny es van unir a les protestes diversos grups musulmans, i van convocar una gran pregària pels morts durant els altercats.

#### 8 de juny
Les protestes continuen a la Plaça Taksim amb el suport dels seguidors dels clubs de futbol més importants d'İstanbul. Aquests van col·laborar amb la col·locació de bengales al capdamunt del Centre Cultural Atatürk.
L'AKP va decidir celebrar dues concentracions de la "unitat i la solidaritat", a Ankara el 15 de juny i a Istanbul el 16 de juny. Erdoğan va dir "No farem el que fan els saquejadors: ells cremen i destrueixen propietats públiques; 'saquejadors' (çapulcu) és la definició exacta"
Un article publicat a Reuters assenyalà que "fonts properes a l'AKP parlen d'una sensació de setge dins de la direcció del partit, amb influència si les forces dispars volen trencar files públicament però encara preocupats per l'abast del poder d'Erdoğan i la seva resposta sense concessions a les protestes."
Es va dur a terme una reunió executiva privada de l'AKP que va durar més de 4 hores. Damunt la taula hi havia, entre d'altres, l'exigència d'alguns partits de l'oposició (Devlet Bahceli, del Partit del Moviment Nacionalista) que es convoquessin eleccions anticipades. No obstant això, després de la reunió, el vicepresident de l'AKP, Hüseyin Çelik, va manifestar que "el govern està funcionant com un rellotge. No hi ha res que exigeixi eleccions anticipades".

#### 9 de juny
Erdoğan diu en un discurs a Adana que "fins i tot la paciència té un límit". Es va observar com alguns simpatitzants de l'AKP llançaven pedres contra els manifestants.
Segons Faruk Sezer, cap del sindicat de policia Emniyet-Sen, almenys 6 policies s'haurien suïcidat a Istanbul, a causa de les dures condicions de treball a conseqüència de la seva feina. Va ser citat dient: "La violència que es veu al final és el reflex de la violència soferta pels policies. No només estan sotmesos a la violència dels manifestants, sinó que a més han de suportar períodes de 120 hores consecutives de treball, pa i menjar rancis. La policia ja és objecte de violència a dins mateix de la mateixa organització". Si bé el departament de policia va acceptar que s'havien produït els suïcidis, va negar tanmateix qualsevol relació amb les protestes, per bé que tot havia passat en les dues últimes setmanes.

#### 10 de juny
Kemal Kilicdaroglu, líder del principal partit de l'oposició, el Partit Republicà del Poble (CHP), acusà Erdoğan de fer escalar la tensió de manera deliberada i de dur Turquia "al foc".
L'agència d'avaluació de crèdit Moody's advertí Turquia que les protestes que s'estaven duent a terme podrien comportar riscos de crèdit significatius
El viceprimer ministre Arinç va afimar que Erdoğan estava d'acord a reunir-se amb els organitzadors de la protesta el dimecres 13 de juny. Va advertir també que el govern "a partir d'ara no permetrà actes il·legals i el que cal fer d'acord amb la llei es durà a terme", i va assegurar també que "s'han adoptat totes les mesures necessàries contra els actes il·legals. Tot plegat ho veurem pel cap de setmana", en una clara referència a un més que probable desallotjament forçós de la Plaça Taksim.
El President de Turquia, Abdullah Gül, aprova formalment el controvertit projecte de llei que limita les vendes d'alcohol entre les deu de la nit i les sis del matí, un fet que, en gran manera, és considerat com una de les gotes que fa vessar el got de la indignació dels manifestants sobre la intervenció governamental sense precedents en el seu estil de vida i la "islamització progressiva".

#### 11 de juny
La policia havia deixat la plaça lliure des de l'1 de juny. Però a les 4 de la matinada, les barricades construïdes pels manifestants a la plaça de Taksim es van trencar per la força de la policia i centenars de policies van entrar de nou a la plaça per expulsar-hi la població civil. Van continuar disparant gasos lacrimògens amb el resultat de, com a mínim, dues persones greument ferides. La policia va començar a tornar a prendre part de la plaça al voltant de les 7.30 del matí, amb una força sense precedents de gasos lacrimògens, bales de goma i canons d'aigua, el que va forçar la majoria dels manifestants a retirar-se al Parc Gezi. L'oficina del governador va dir que l'objectiu era "netejar de banderes el Centre Cultural Atatürk i l'estàtua d'Atatürk".
Al voltant de les dues de la tarda, la policia antiavalots va entrar al Parc Gezi, però en va sortir al cap d'uns deu minuts.
L'Associació Mèdica Turca va dir que hi havia hagut centenars de ferits els esdeveniments del dia, incloses desenes de persones amb traumatismes cranials causats per les càpsules de gas lacrimogen, i cinc ferits en estat crític. Erdoğan va elogiar l'operació policial i el governador d'Istanbul Mutlu va dir que la plaça s'havia netejat d'"elements marginals".
Durant l'intent de reprendre la plaça per part de la policia, es va veure com diverses persones llançaven còctels molotov mentre els manifestants estaven construint una zona d'amortiment entre el Parc Gezi i la policia en direcció al Centre Cultural Atatürk. Els manifestants van dir que no reconeixien aquesta gent. Posteriorment, el governador d'Istanbul va declarar que els llançadors de còctels molotov duien grans banderes del Partit de la Democràcia Socialista (SDP), però la direcció d'aquest partit va negar en fossin membres. Els fotògrafs van suggerir que els que van llançar còctels molotov duien la mateixa mena de sofisticades màscares anti-gas que feia servir la policia. El periodista de The Guardian Luke Harding va observar que "els seus intents són sospitosament teatrals i ineptes - amb els 'manifestants' que en un moment avancen en un assalt d'estil romà sense esperança.", I va afegir que "els 'manifestants' eren de fet, policies encoberts d'edat madura, organitzant un "atac" no gaire plausible pel seu compte, per treure profit de la presència de les càmeres."

Al voltant de les 20:20, la policia carregà de nou amb canons d'aigua i gas lacrimogen contra les desenes de milers de persones que s'havien congregat altre cop a la Plaça de Taksim. Una furgoneta per impulsar la recepció del telèfon mòbil va ser vista en flames. Els manifestants havien fet un gran ús de telèfons mòbils per a l'ús de Twitter i altres xarxes socials. El governador d'Istanbul, Hussein Avni Mutlu, va anunciar que les càrregues policíaques continuarien 'nit i dia' fins que els manifestants ja no hi tornessin.
Un funcionari de seguretat de Turquia va dir que la policia havia utilitzat tant gas lacrimogen en els tres primers dies de les protestes, com el que utilitzen normalment en un any.

#### 12 de juny
Els enfrontaments van continuar entre la policia i milers de manifestants a la plaça de Taksim tot i la promesa d'Erdoğan just el dia anterior que se celebraria un referèndum sobre el futur del parc.
Els manifestants del Parc Gezi van donar els primers auxilis a un oficial de policia que va ser colpejat al cap per una fusta que havia caigut de més amunt.
El Consell Suprem de la Ràdio i la Televisió (RTÜK) va multar diversos canals, inclosos Halk TV, Ulusal TV, Cem TV i EM TV; se'ls acusava de "perjudicar el desenvolupament físic, moral i mental dels infants i els joves" mitjançant la difusió de la cobertura de les protestes del Parc Gezi. Com a resposta, Anonymous va piratejar el web del RTÜK.
Dos reporters de CBC/Radio-Canada van ser detinguts, però van ser alliberats al cap de poques hores. Reporters Sense Fronteres va afirmar que els periodistes s'estaven convertint en bocs expiatoris de la crisi.
L'agència estatal de notícies Anadolu Ajansı va proporcionar àmplia informació de les protestes a Londres sobre el G8, i va tractar de crear una campanya de Twitter amb el hashtag #occupylondon, que va ser repiulat pels seguidors de l'AKP.

#### 14 de juny
El govern, després que Erdoğan es reunís amb representants dels manifestants, va dir que respectaria les decisions judicials que aturen el projecte del Parc Gezi.
El Ministeri de Salut va preguntar al Col·legi de Metges d'Istanbul sobre l'organització dels primers auxilis durant les protestes.

#### 15 de juny

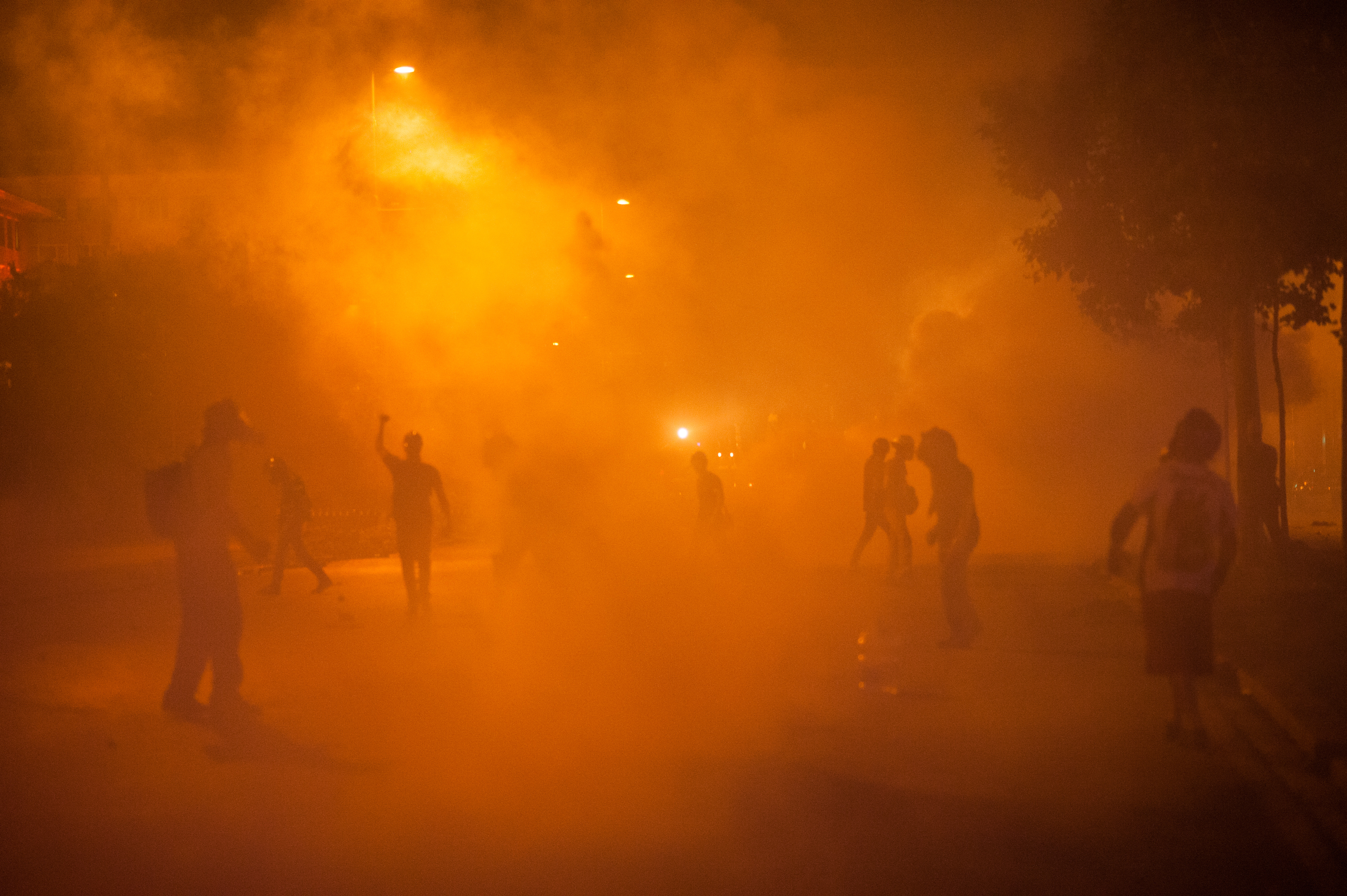
Actuacions de la policia amb gas lacrimogen durant les protestes del Parc de Gezi. Esdeveniments del 15 de juny del 2013

1000 efectius addicionals de la policia anti-avalots, procedents d'un lloc tan llunyà com Diyarbakır, al sud-est de Turquia, van ser enviats per reforçar els efectius que ja actuaven a la zona, i també es va cridar la Jandarma perquè aportés canons d'aigua addicionals i efectius humans.
Cap al tard, la policia es va desplaçar al Parc Gezi, en va fer fora els manifestants i va començar a desmuntar amb un buldòzer tota la infraestructura (tendes de campanya, carpes i casetes) que aquells havien anat muntant durant els divuit dies anteriors.
 Un testimoni va dir: "Hi havia un concert, d'un músic ben conegut amb centenars de persones i famílies en un ambient de festial a la plaça quan, de sobte, la policia va venir per ambdues bandes amb canons d'aigua i gasos lacrimògens." La policia va intentar trencar les portes de la rodalia de l'hotel Divan İstanbul, que estaven sent usades com a centre primers auxilis pels manifestants, i va llançar repetidament gasos lacrimògens a dins.Claudia Roth, co-líder del Partit Verd d'Alemanya, es trobava a l'Hotel Divan d'Istanbul, i va ser víctima del gas lacrimogen. Roth va dir: "Això és com una guerra. Van caçant la gent pels carrers i s'engresquen apuntant la gent amb granades de gas lacrimogen." El líder del CHP, Kemal Kılıçdaroğlu, descrigué l'operació com un "crim contra la humanitat".Ramis Topal, un diputat a la Gran Assemblea Nacional de Turquia per Amasya, va dir que li havien trencat el nas quan es trobava amb la gent que va escapar a l'entrada de l'Hotel Divan. Va assenyalar que un policia li va donar un cop de casc directe a la cara i de manera intencionada. El Ministre per a la Unió Europea, Egemen Bağış, va dir que després que el parc i la plaça haguessin estat netejats, tothom que entrés a la Plaça Taksim seria tractat com un terrorista. La policia va utilitzar gas lacrimogen contra la multitud que tractava de creuar pel Pont del Bòsfor a darreres hores de la nit.
Un grup de diputats del principal partit de l'oposició, el Partit Republicà del Poble (CHP) va organitzar una asseguda per evitar una intervenció policial contra milers de manifestants aplegats a Ankara. El Col·legi de Metges d'Istanbul va afirmar que hi havia "un alt, però indeterminat nombre, de cremades de primer i segon grau a causa d'alguna substància barrejada en els canons d'aigua a pressió"; El Corriere della Sera va informar que la policia havia afegit esprai de pebre Jenix als canons d'aigua.

#### 16 de juny
La policia va acordonar la plaça Taksim. Es va informar que no es va permetre a ningú entrar a la plaça i el parc. Es va informar que els arbres al parc Gezi estaven sent trets pels treballadors de la municipalitat d'Istanbul.
A Ankara, Hürriyet Daily News va informar que "La policia ha començat a utilitzar canons d'aigua i gasos lacrimògens contra els periodistes i també contra la gent al voltant dels periodistes.". El funeral d'Ethem Sarısülük, que va ser declarat mort l'endemà que rebés un tret al cap per part d'un policia a Ankara, fou bloquejat per la policia turca. La policia va envoltar el cotxe fúnebre. La seva família, amics, advocats i els seus companys manifestants es disposaren a deixar Ethem Sarısülük, després d'un aplec commemoratiu, a la Plaça Kızılay d'Ankara. La concentració prevista a Kızılay pretenia commemorar Sarısülük en el lloc exacte on va ser presumptament assassinat per un oficial de policia, amb les persones que volguessin deixar clavells vermells al lloc. No obstant això, els disturbis a Ankara encara estaven en curs, i la policia estava utilitzant gas lacrimogen i canons d'aigua contra els manifestants.
Algunes fonts van dir que els partidaris de l'AKP estaven treballant braç a braç amb la policia per vèncer els manifestants. Un grup de 35 a 40 persones armades amb pals va atacar la seu del CHP a Şişhane, i va trencar les finestres. Alguns manifestants s'havien refugiat a l'immoble. De la mateixa manera, la policia va detenir els metges, encara amb les seves bates blanques, a l'interior de l'Hotel Ramada, on s'atenien els manifestants ferits. Igualment, membres dels Çarşı, la coneguda branca radical d'afeccionats del Beşiktaş, havien estat detinguts als seus respectius domicilis. Berkin Elvan, un nen de 14 anys, va rebre un tret al cap durant les protestes per un oficial de policia a Okmeydanı, İstanbul. Va ser greument ferit i portat a l'hospital immediatament. Els metges van informar que el crani estava fracturat per un projectil de gas i que patia d'una hemorràgia cerebral i que el seu estat era crític.
L'Associació d'Advocats Turcs va llançar una crida al Consell d'Europa perquè fes ús de l'article 52 de la Convenció Europea de Drets Humans per demanar Turquia que expliqués l'excessiu ús de la força en la repressió de les protestes Cinc associacions professionals, incloses la KESK, DISK, la Unió de Cambres d'Enginyers i Arquitectes de Turquia i Associació Mèdica Turca, van fer una crida a una jornada de vaga per al dia 17 juny. El Ministre de l'Interior, Muammer Güler, advertí de les "conseqüències" d'una vaga que ell qualificava d'il·legal. El viceprimer ministre, Bülent Arınç, va dir que si calgués es cridaria l'exèrcit perquè aturés les protestes.
L'AKP va organitzar un míting a Istanbul, on parlaria Erdoğan, alhora que evitava la manifestació prevista a la Plaça Taksim. Els organitzadors de la protesta havien demanat un milió de persones en una forta manifestació a la plaça Taksim, però tota la zona va ser acordonada, la qual cosa va fer impossible l'accés. Diversos trams de les autopistes que envolten Istanbul també van ser tancats per la policia per tractar d'evitar que els manifestants arribessin al centre de la ciutat. Tot just el contrari del que es van trobar els partidaris del govern que es dirigien en massa a escoltar el primer ministre: el municipi d'Istanbul i l'AKP estableriren un servei d'autobusos i altres mitjans de transport per ajudar a augmentar el nombre d'assistents.

 A la concentració, Erdoğan acusà la BBC, la CNN i l'agència Reuters de "fabricar" notícies, i relacionà les protestes al Parc Gezi amb un recent atemptat amb bomba a Reyhanli: "Em pregunto què estaven fent aquests estrangers que van arribar a la plaça de Taksim de tots els racons del món ... hem vist les mateixes conspiracions a Reyhanli." L'AKP va contractar autobusos municipals i ferris per transportar els seus partidaris. La Municipalitat d'Istanbul després va publicar algunes factures, inclosa una de gairebé 200,000 lires turques.

#### 17 de juny
La policia utilitzà la violència a Istanbul, i impedí que la gent pogués entrar al Parc Taksim Gezi i a la Plaça de Taksim. A més dels manifestants, alguns periodistes també van ser víctimes de la indiscriminada brutalitat policial i l'ús de la violència.
Funcionaris del govern van dir que ara el parc ja podia ser utilitzar per part de la gent, després del tempestuós desallotjament que havia tingut lloc el 15 de juny. Però el cert era que des d'aquest violent desallotjament, ningú no havia pogut entrar al parc i la plaça principal, excepte la policia. I abans del desallotjament, el parc i la plaça eren d'ús públic. Aquest discurs va ser criticat a les xarxes socials per il·lògic.
Desenes de milers de persones reunides, van caminar i van protestar sobretot a Istanbul, Ankara, Esmirna, Antalya, Mersin, Sinope, İzmit, Adapazarı, Samsun, Niğde, Manisa, Antioquia, Tunceli (Dersim), Sivas i Eskişehir, incloent a milers de treballadors de totes les classes, que havien declarat una vaga general. Les protestes i la vaga van continuar durant tot el dia.
Al vespre, els Çarşı, un grup d'afeccionats radicals del Beşiktaş J.K., van anunciar que el Parc Abbasağa a Beşiktaş, era el nou Parc Taksim Gezi fins que aquest últim no fos reobert per a ús públic. Milers de persones s'hi van aplegar per protestar.

1. duranadam

Un home, en concret un coreògraf, de nom Erdem Gündüz, va començar un nou tipus de protesta. Pels volts de les 19:00, va posar la seva motxilla als peus i va començar a mirar les banderes turques i el pòster d'Atatürk que hi havia al Centre Cultural Atatürk (AKM). Va romandre en aquesta postura, immòbil i amb les mans a les butxaques, durant diverses hores. Pels volts de les 23:00, la gent va començar a adonar-se'n, i després que les seves fotos s'haguessin penjat a Internet, milions van començar a donar-li suport. Els hashtags #duranadam (duran adam, "L'home dempeus", "l'home dret") i #direnduranadam (diren duran adam, "La resistència de l'home dret") van ser usats i ràpidament es van convertir en trending topics mundials. Centenars de persones, convocades per Twitter, es van aplegar a Taksim, per posar-se al costat de l'Home Dret. També gent d'altres ciutats, com Ankara, Esmirna, Zonguldak, Eskişehir, Adana, Antioquia, etc. van començar a imitar la seva protesta. A Ankara, una dona es va mantenir dempeus a la plaça on la policia havia disparat Ethem Sarısülük. Per a ella es va fer servir el hashtag #durankadin (duran kadin "La Dona Dreta"). A Antioquia, un home es va estar dempeus al lloc on la policia va disparar Abdullah Cömert. Algunes celebritats restaren dempeus a diferents parts d'Istanbul. A Taksim, centenars de persones uniren les seves mans i formaren una rotllana al voltant de l'original Home Dret. El periodista Levent Uzumcu va escriure a Twitter que, si el govern ataca un home que simplement està dempeus, està patològicament malalt.
Poc després la policia va ordenar als centenars que s'havien reunit que abandonessin la zona i els va donar 20 minuts per anar-se'n a casa. Van advertir que, en cas contrari, hi hauria un atac. No obstant això, les persones romanien a la plaça. Halk TV, Ulusal Kanal i +1 TV, emetien els avisos i les protestes dempeus en viu. Tot i que la gent no se'n va anar, l'home que estava dret va acabar a les 02:06. Va dir que havia de marxar perquè la policia es disposava a atacar una vegada més les persones que estaven simplement aturades. Un home continuà dempeus a Beşiktaş, prop del Parc Abbasağa i el Basar Beşiktaş fins al matí.
Finalment, la policia va dissoldre la concentració pacífica de la Plaça Taksim, i va detenir una dotzena de persones.

#### 18 de juny
Les protestes dels "Homes i Dones Drets" es van reproduir a tots els racons de Turquia, començant per la policialment blocada Plaça de Taksim (davant de l'edifici del Centre Cultural Atatürk, on l'Home Dret Erdem Gündüz va començar primer), i especialment en alguns indrets específics:
- Allà on Ethem Sarısülük fou tirotejat a Ankara
- Allà on Abdullah Cömert fou disparat a Antioquia
- Allà on Mehmet Ayvalıtaş fou disparat a Istanbul
- Allà on l'oficial de policia Mustafa Sarı va caure d'un pont a Adana (el govern havia intentat culpar els manifestants de la seva mort),
- Al Cavall de Troia a Çanakkale,
- A l'Hotel Madımak de Sivas (on va tenir lloc la massacre de Sivas el 1993),
- Davant de la seu central del Grup Doğuş Yayın, propietat de Ferit Şahenk (la majoria dels canals i diaris dels quals el món s'ha queixat més per la seva censura i les seves normes de mitjans de comunicació pertanyen a aquest grup)
- El lloc on Hrant Dink fou tirotejat a Şişli, Istanbul, etc.[161][162]

Les manifestacions de persones dempeus van tenir lloc fins i tot en moltes parts religioses de Turquia, per exemple el centre de la ciutat de Konya, etc.
Començant des del primer dia, les protestes d'aturar-se i restar dempeus també es van estendre a tot el món, i es va rebre el suport des de molts països, la majoria des de punts específics com la Torre de Pisa, Catedral de Colònia, Times Square, etc.
El diari pro-governamental Takvim, va crear una notícia falsa i la va posar com a titular. S'hi deia que un periodista del diari, Mevlüt Yüksel, havia fet una entrevista a la periodista de la CNN Christiane Amanpour i que aquesta li havia dit que la CNN va fer totes aquelles transmissions de protesta en directe per diners. A dins del diari, Takvim hi posà una petita nota a una pàgina on es deia que s'havien inventat la història per donar una lliçó a la CNN i van confessar que l'entrevista de Mevlüt Yüksel no era real. Aquests esdeveniments van rebre fortes crítiques a les xarxes socials. Christiane Amanpour va tuitejar "Quina vergonya, Takvim, que hagis publicat una entrevist fals amb mi !" els periodistes estrangers avaluaren les notícies com un nou exemple de la parcialitat i la censura dels mitjans de comunicació turcs.
Un periodista que treballava per al pro-governamental diari Sabah (de qui es va parlar molt per raó de les seves informacions falses), anomenat Alper Bahçekapılı, es va posar dempeus davant de la seu del diari durant 6 hores i després va renunciar. Gaudeix d'un gran suport a les xarxes socials.
Les protestes van continuar durant tot el dia a la major part de Turquia.

#### 19-21 de juny
La Policia Nacional de Turquia va anunciar una oferta planificada de 100.000 cartutxos de gas lacrimogen i 60 vehicles amb canons d'aigua.
Kadir Topbaş, alcalde d'Istanbul, va dir que en el futur tots els grans projectes de la ciutat tindrien una consulta pública. També va dir que set treballadors municipals van ser suspesos, ja que van ser acusats de cremar tendes dels manifestants el 30 de maig.
Es va anunciar el 20 de juny que si un tribunal es pronunciava a favor de la reurbanització del Parc Gezi, hi hauria un referèndum, en el qual tots els residents de l'àrea metropolitana d'Istanbul participarien. Donat el fort suport de l'AKP en alguns dels suburbis d'Istanbul, un referèndum a aquesta escala, en comptes de fer-lo només a nivell local, en el districte de Beyoğlu, és molt més fàcil que doni suport a la reconstrucció.
El Ministre per a la Unió Europea, Egemen Bağış, advertí la cancellera alemanya Merkel que no hauria de jugar amb la candidatura de Turquia a la Unió Europea. En concret va declarar que "si la senyora Merkel està buscant qüestions de política interna, llavors no hauria de fixar-se en Turquia". En declaracions recollides per l'agència de notícies Reuters assegurà: "Si la senyora Merkel es fixa en la qüestió, veurà que el que es fiqui en els assumptes de Turquia accepta un munt de promeses sense fi"
El Ministre d'Afers Exteriors d'Alemanya, Guido Westerwelle comentà el mateix dia si les declaracions de Bağış s'havien reproduït correctament. En dir-li que ho podia comprovar, Westerwelle es va declarar "sorprès i pertorbat". "Aquest és un llenguatge que no s'ha d'associar entre si. Un govern no hauria de tenir por del sorgiment de la societat civil, sinó que més aviat se n'hauria d'alegrar, especialment aquell que vol entrar a Europa".
Des de la nit del 17 de juny fins a la nit del 20 de juny, l'Assocació Mèdica Turca (TTB) va arribar a compatibilitzar nou ferits més a Ankara, quatre a Eskişehir i quatre ferits greus a Istanbul.
Divuit membres del Partit Socialista dels Oprimits (ESP Arxivat 2013-06-21 a Wayback Machine.) van ser detinguts per la seva presumpta pertinença a una organització terrorista.

#### 22 de juny
Tot i que la nit anterior hi havia hagut persones protestant en silenci a la Plaça de Taksim la nit anterior i no havien arribat als enfrontaments amb la policia, la situació es va agreujar de nou el 22 de juny. Segons va especificar un periodista de l'agència de notícies AFP, milers d'opositors al govern s'han reunit a la plaça. Segons els testimonis, la manifestació va ser pacífica fins a l'ús de canons d'aigua. Durant el nou desallotjament de la plaça per part de la policia, els manifestants cridaren consignes com Taksim és a tot arreu i Això és només el començament i ocasionalment llançaren ampolles. Molts dels manifestants "es llançaren" a la policia i als canons d'aigua amb flors. Anteriorment s'havia fet una crida via Twitter per portar clavells vermells a la plaça, considerats un símbol del moviment obrer.

## Manifestants per ciutat
Les protestes més importants fora d'Istanbul han tingut lloc a Ankara;
Altres ciutats a Turquia on s”han produït protestes són (Entre l”1–5 juny del 2013):
- 100,000+ (Istanbul)[181]
- 40,000 (Ankara)[182]
- 30,000 (Bursa)[183]
- 30,000 (Çorlu)[184]
- 30,000+(Esmirna)[185]
- 20,000 (Antioquia)[186]
- 20,000 (Eskişehir)[187]
- 20,000 (Gaziantep)[188]
- 20,000 (Denizli)[189]
- 18,000 (Adana)[190]
- 15,000 (Bodrum)[191]
- 15,000 (Antalya)[192]
- 15,000 (Çorum)[193]
- 10,000 (Trebisonda)[194]
- 10,000 (Kayseri)[195]
- 10,000 (Bolu)[196]
- 10,000 (İzmit)[197]
- 10,000 (Tunceli)[198]
- 10,000 (Kocaeli)[183]
- 10,000 (Tuzla)[199]
- 8,000 (Milas)[183]
- 7,000 (Isparta)[200]
- 7,000 (Tekirdağ)[201]
- 7,000 (Edirne)[202]
- 7,000 (Alanya)[203]
- 5,000 (Mersin)[204]
- 5,000 (Sivas)[183]
- 5,000 (Aydın)[183]
- 2,500 (Samsun)[205]
- 2,000 (İskenderun)[183]
- 2,000 (Fethiye)[183]
- 700 (Balıkesir)[206]
- 600 (Erzincan)[207]
- 500 (Çanakkale)[208]
- 500 (Bartın)[209]
- 500 (Şanlıurfa)[183]
- 500 (Erzurum)[207]
- 500 (Kars)[210]
- 300 (Mardin)[211]
- 150 (Tsolakert)[207]
- 100 (Gölbaşı, Adıyaman)[212]
- 100 - 300 (Sinope)[213]
- 100 (Afyonkarahisar)[214]

## Participants en les protestes
Fins al moment, la informació disponible per part d'organitzacions turques que recolzen les protestes és de signe variat; des del Partit Republicà del Poble, el Partit Comunista de Turquia, conjuntament amb diversos col·lectius laics, anarquistes i de caràcter progressista.

## Reaccions internacionals

### Institucions internacionals
- Unió Europea: el Parlament europeu va criticar el dijous 13 de juny l'ús "excessiu" de la força a Turquia, amb "violència excessiva" i la "intervenció brutal de la policia" per part del govern turc.[216]
- Les Nacions Unides han expressat la seva preocupació per les denúncies d'ús excessiu de la força pels agents de l'ordre contra manifestants a Turquia.[217] Segons la cap de l'Oficina de l'Alt Comissariat de les Nacions Unides per als Drets Humans Navi Pillay "l'ús de força excessiva per la policia ha portat a l'ampliació de les protestes a altres aspectes de la governança, els drets humans fonamentals, la llibertat de reunió i la llibertat d'opinió i d'expressió".[218]

### Estats
- Alemanya: En un primer moment, el ministre alemany d'Afers Estrangers, Guido Westerwelle, va dir: "Esperem que el primer ministre tranquil·litzi la situació d'acord amb l'esperit dels valors europeus i mitjançant un intercanvi constructiu d'opinions constructiu i el diàleg pacífic"[219] Amb posterioritat, la cancellera alemanya Angela Merkel va qualificar la repressió de les autoritats turques de "massa dura", i el ministre d'afers europeus de Turquia, Egemen Bagis, va respondre que els conservadors alemanys estaven utilitzant la situació turca amb finalitats electorals. Les rèpliques i contrarèpliques següents van conduir a una escalada de tensió verbal entre el govern turc i l'alemany, fins al punt que aquest últim va convocar formalment l'ambaixador turc a Berlín per demanar-li explicacions sobre el dur llenguatge utilitzat per les autoritats turques en parlar del govern alemany. Cal tenir en compte que a Alemanya hi viu una important comunitat d'origen turc.[220]
- Itàlia: La ministra de Relacions Exteriors d'Itàlia, Emma Bonino, va dir que la policia havia utilitzat força excessiva contra els manifestants. també va dir que és la primera prova per a l'estructura democràtica del país, el qual intenta ingressar a la Unió Europea.[221]
- Espanya – El Ministre d'Afers Exteriors José Manuel García-Margallo y Marfil va demanar a la Unió Europea que no "intenti donar lliçons" sobre el que ha de fer per resoldre la situació i va oferir l'"entesa" i "ajuda" d'Espanya al "país amic".[222]

### Persones conegudes que han donat suport a la protesta
Can Bonomo, Demet Evgar, Ayşegül Aldinç, Gonca Vuslateri, Zülâl Kalkandelen, Gürsel Tekin, Memet Ali Alabora, Okan Bayülgen i Şebnem Sönmez, Devrim Evin, Halit Ergenç i la seva dona, Bergüzar Korel, Cem Yılmaz i Gülse Birsel han expressat el seu suport a les protestes.,Şebnem Ferah, Tarkan, i Sezen Aksu han fet declaracions.
Els esportistes Didier Drogba, Manuel Fernandes, Gökhan Gönül, Selçuk İnan, Salih Uçan, Burak Yılmaz, Juan Pablo Pino, Wesley Sneijder, Colin Kâzım Richards, Yekta Kurtuluş, Dany Nounkeu, Sercan Yıldırım, Recep Niyaz, Felipe Melo, Deron Williams, Ersan Gülüm, Tomáš Ujfaluši i Pascal Nouma han manifestat el seu suport a l'acció a través de les xarxes socials.
Els basquetbolistes Mehmet Okur, Işıl Alben, Carlos Arroyo, Deron Williams, Jaka Lakovič, Josh Shipp, İbrahim Kutluay, İlkan Karaman, Jamon Gordon, Angel McCoughtry, Doğuş Balbay, Ufuk Sarıca, Cappie Pondexter, Eda Erdem i Sinan Güler han compartit els seus punts de vista sobre el tema a les xarxes socials.
Mehmet Ali Alabora, Ahmet Şık, Nasuh Mahruki, Okan Bayülgen, Erdal Beşikçioğlu, Halit Ergenç, Bergüzar Korel, Can Bonomo, Cem Adrian, Fazıl Say, Sezen Aksu, Levent Üzümcü, Nejat İşler, Duman, Hayko Cepkin a través de les xarxes, són alguns dels personatges famosos que han donat el seu suport.
L'historiador İlber Ortaylı va dir; "Cap home que estigués bé del cap, d'aquí a quatre o cinc segles, quan del centre comercial només en quedin les restes, no faria aquesta construcció." Va indicar que estava en contra de la destrucció del Parc Gezi.

## Galeria

Imatges del moviment de protesta turc de 2013
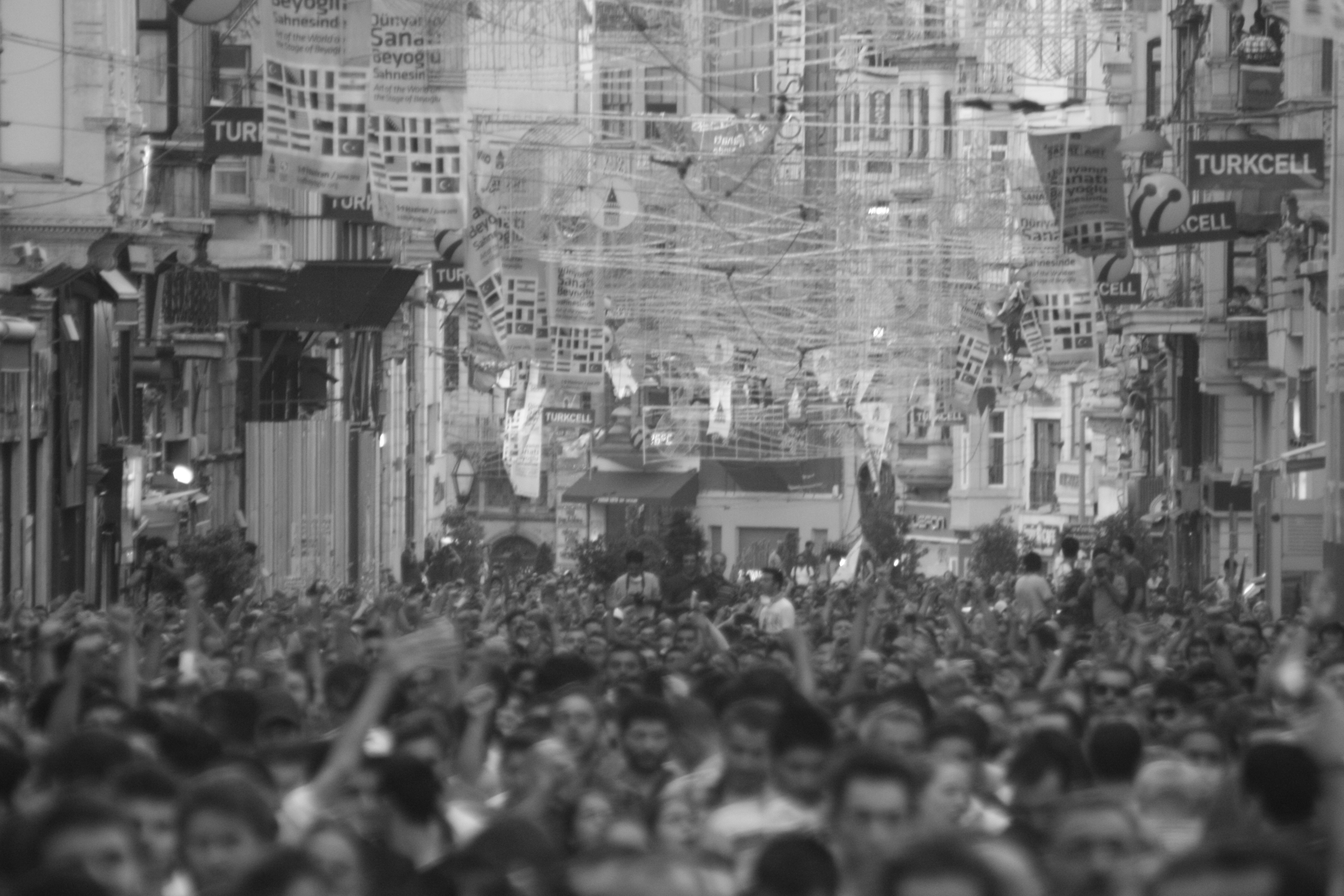
İstiklal Caddesi (Avinguda d'Istiklal), 31 de maig
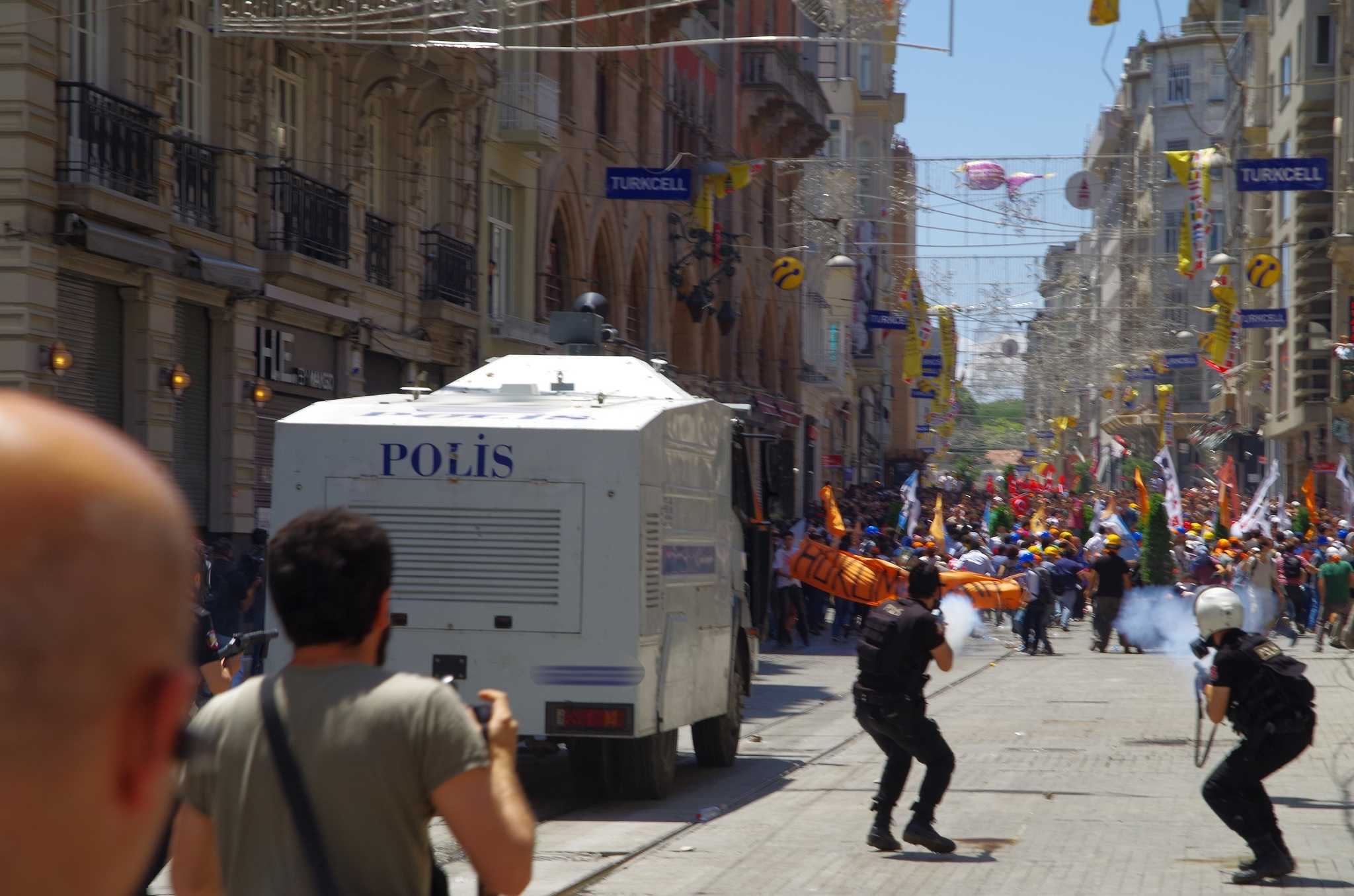
1 de juny, la policia llança gasos lacrimògens sobre l'Istiklal Caddesi.
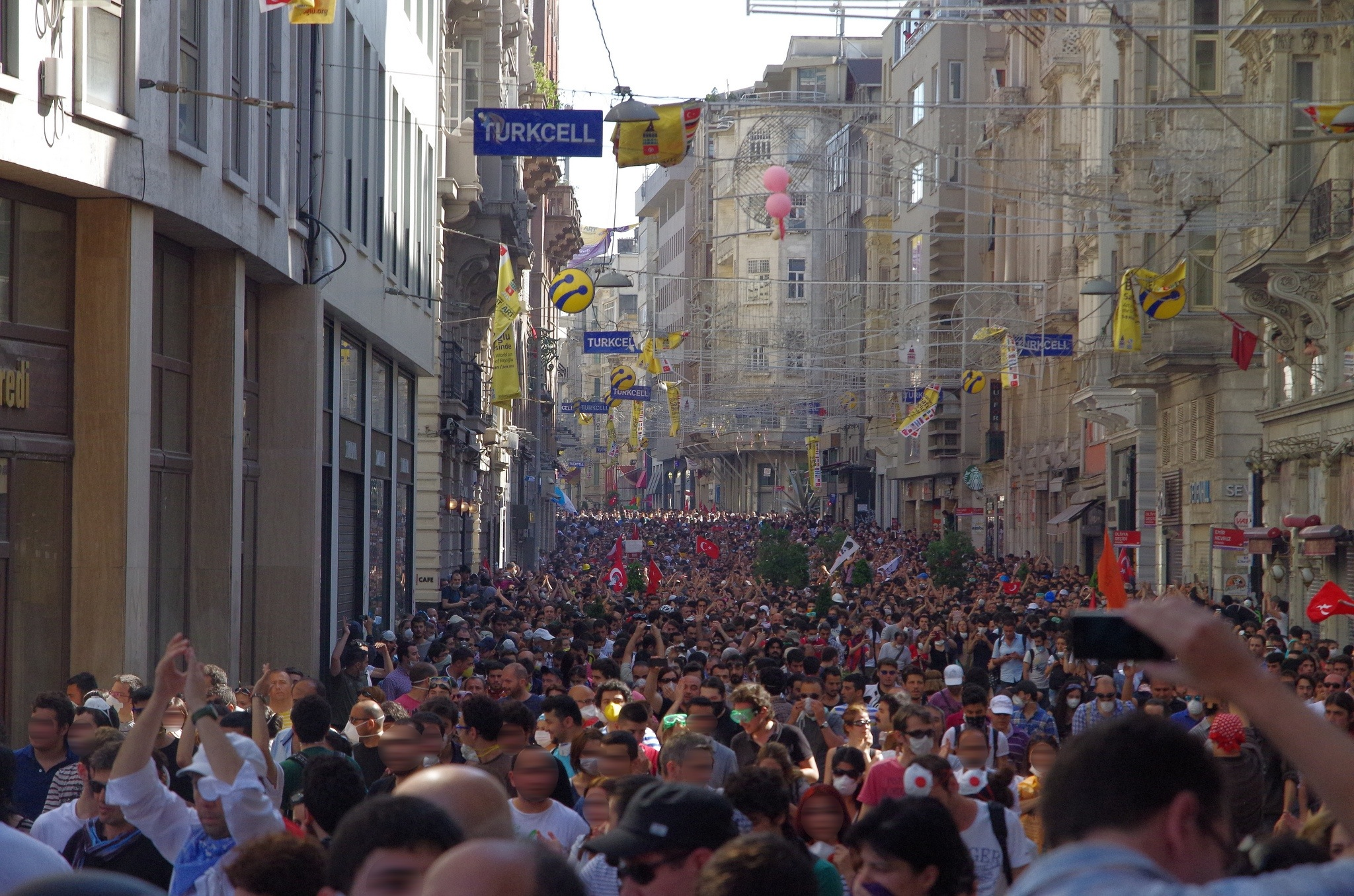
1 de juny: manifestants a la Istiklal Caddesi.
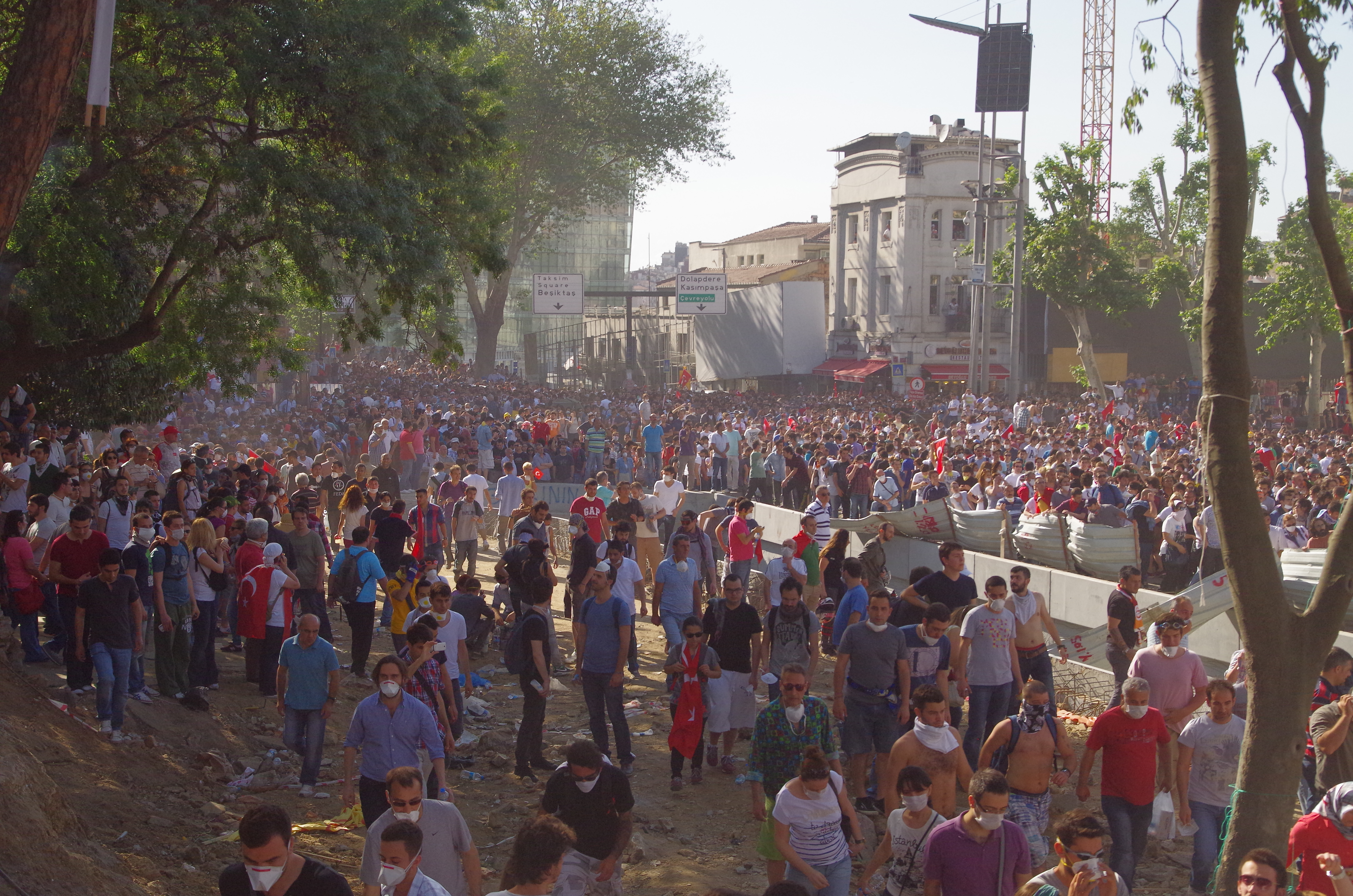
1 de juny: manifestants al Parc Gezi.
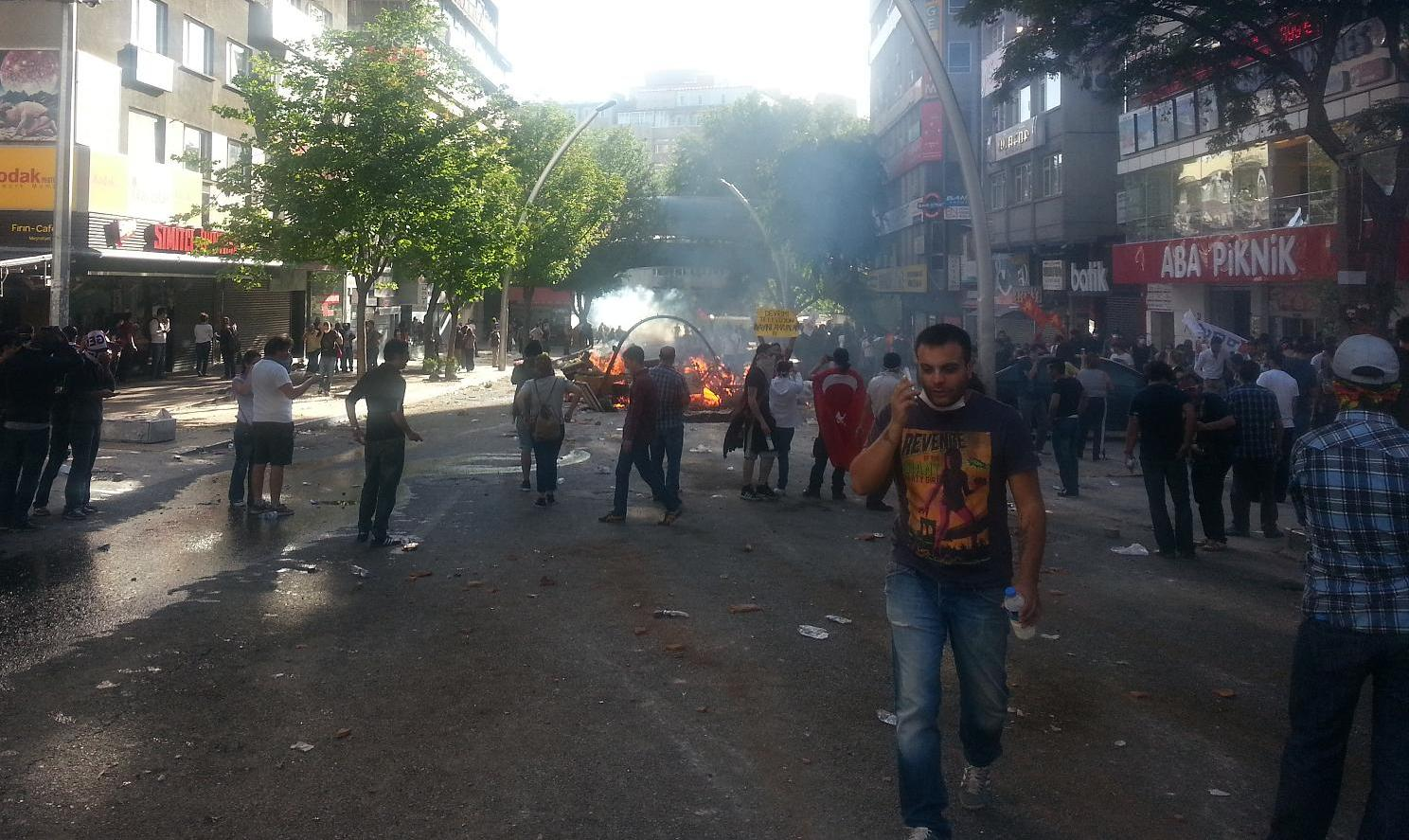
Les manifestacions a Ankara, 1 de juny
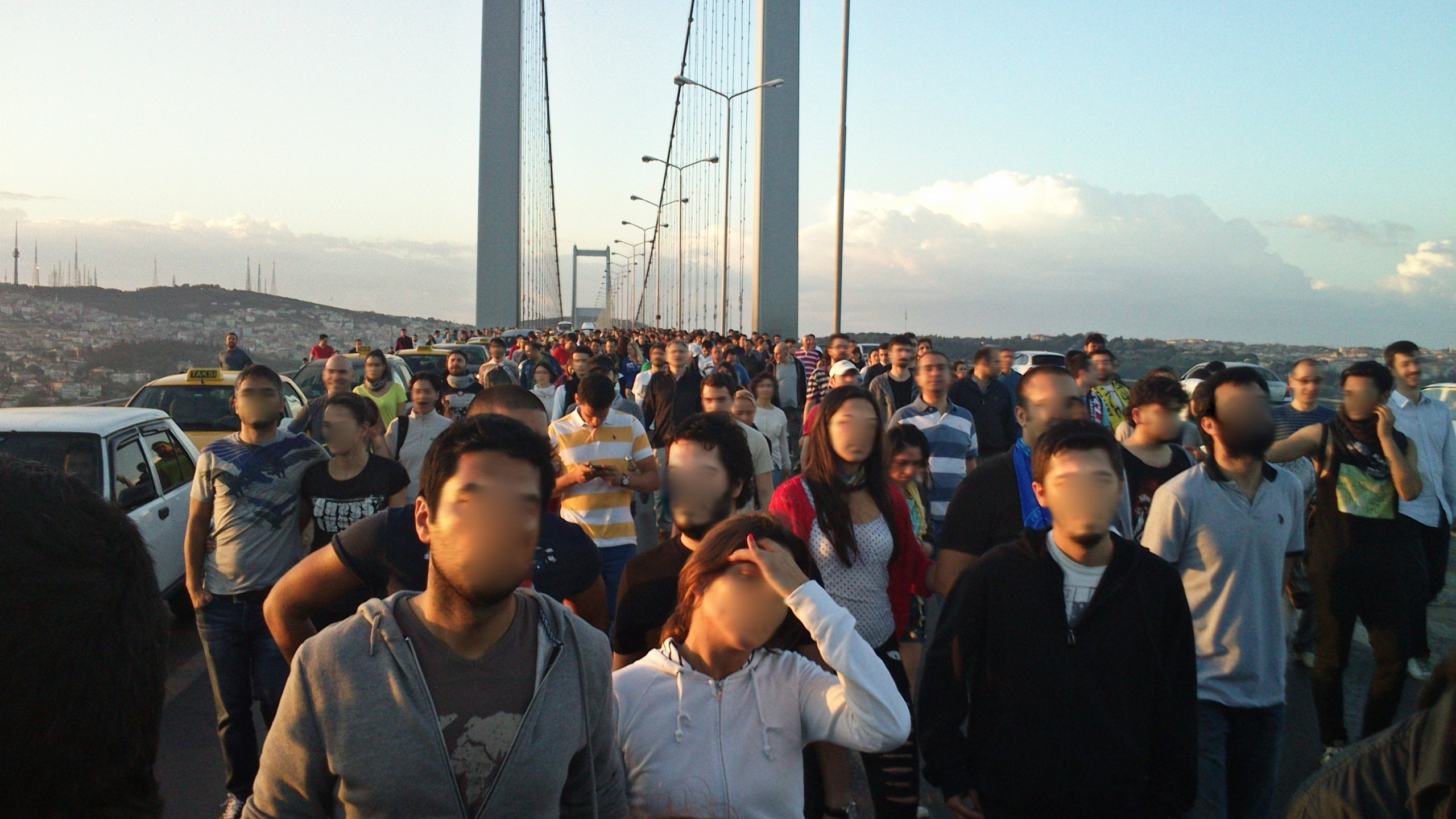
Manifestants al pont del Bòsfor des de Kadıköy, 1 de juny
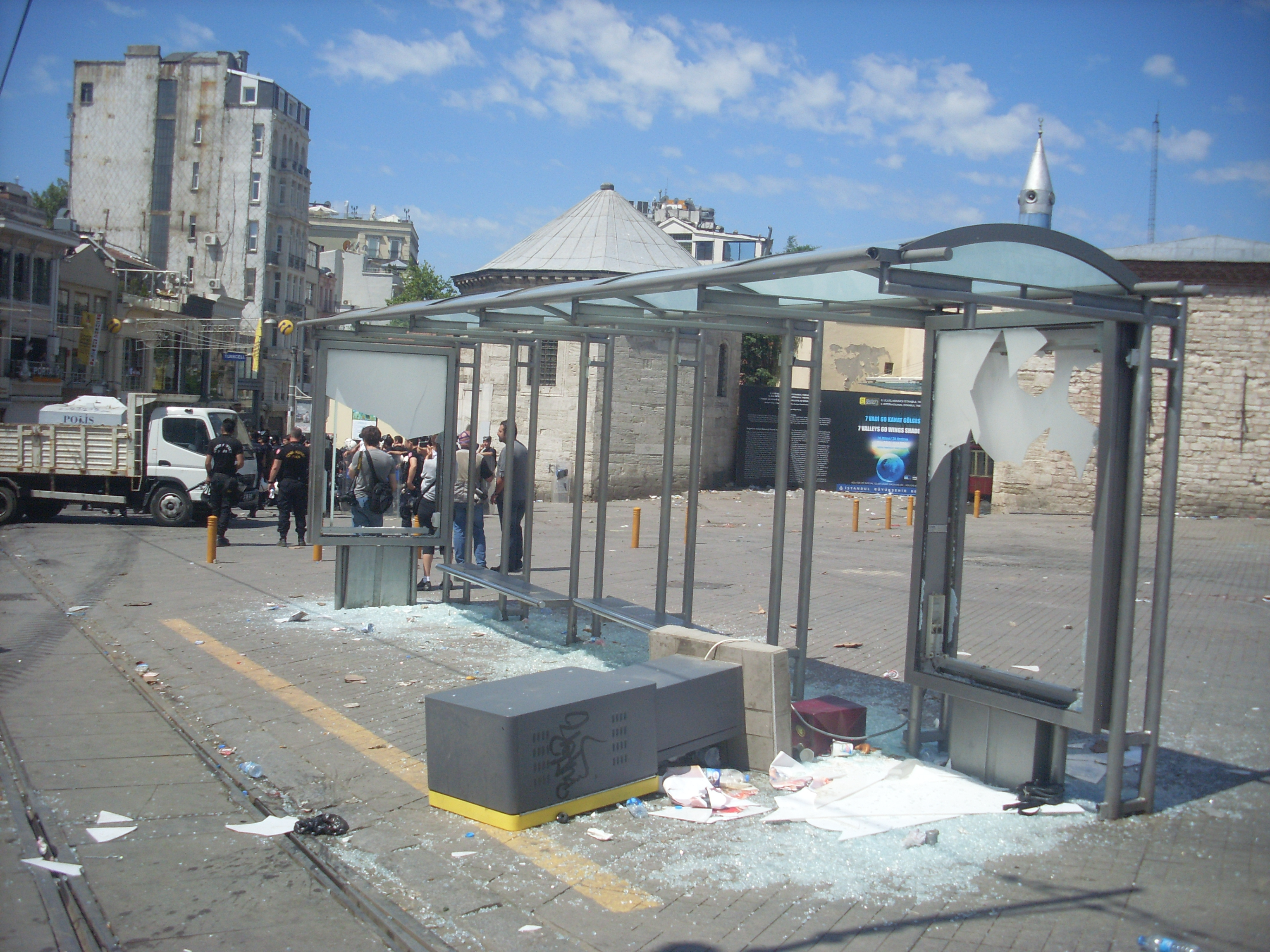
Vidres trencats a una marquesina. Tramvia nostàlgic aturat a la Plaça Taksim, 1 de juny
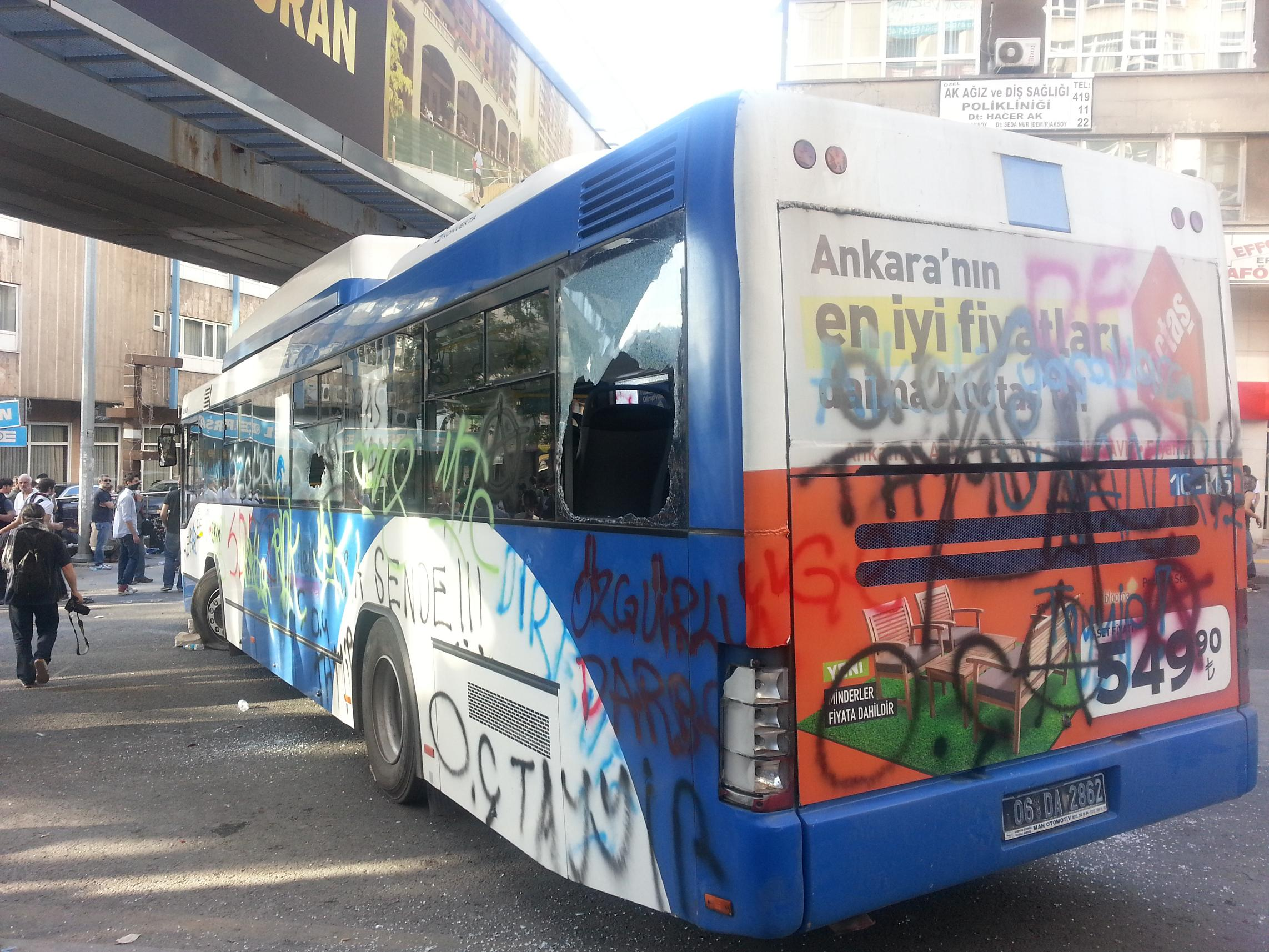
Greus danys a un autobús de la ciutat d'Ankara, 1 de juny
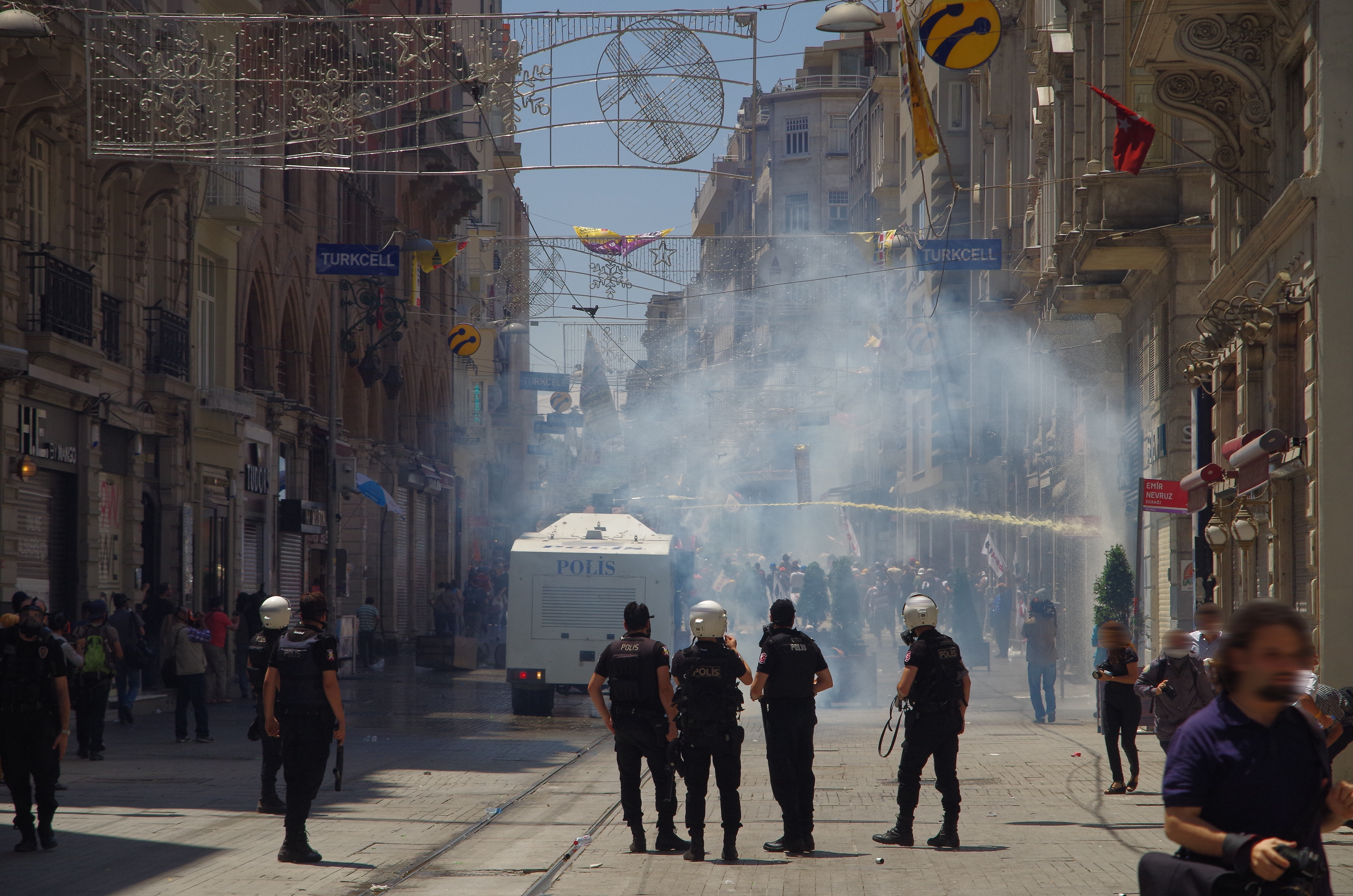
1 de juny: La policia utilitza canons d'aigua i gasos lacrimògens.
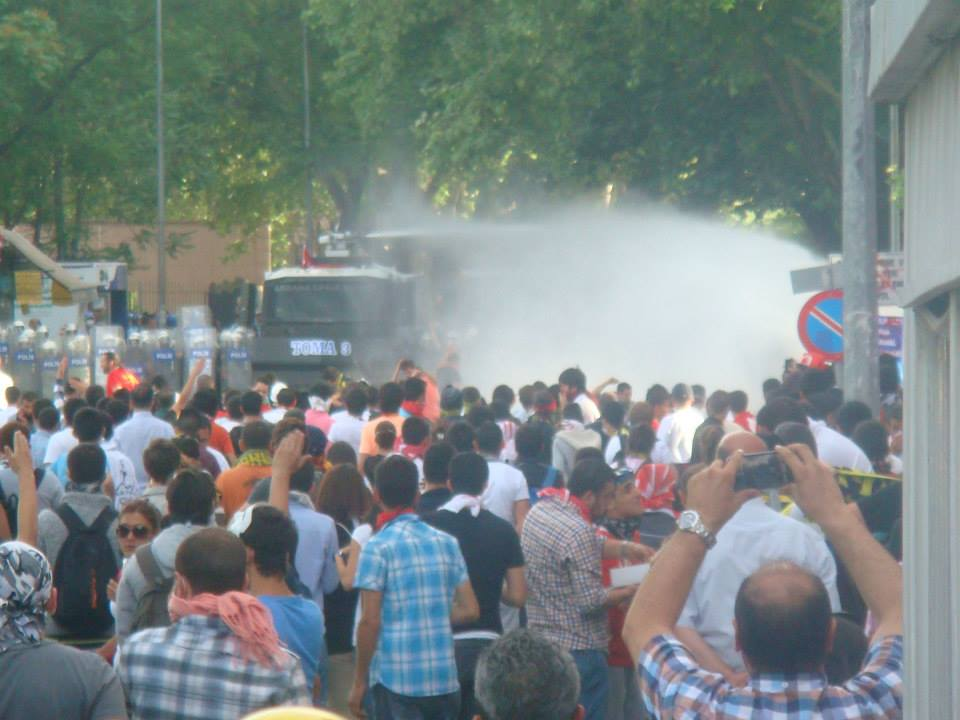
Actuació policial contra els activistes a Ankara, 2 de juny
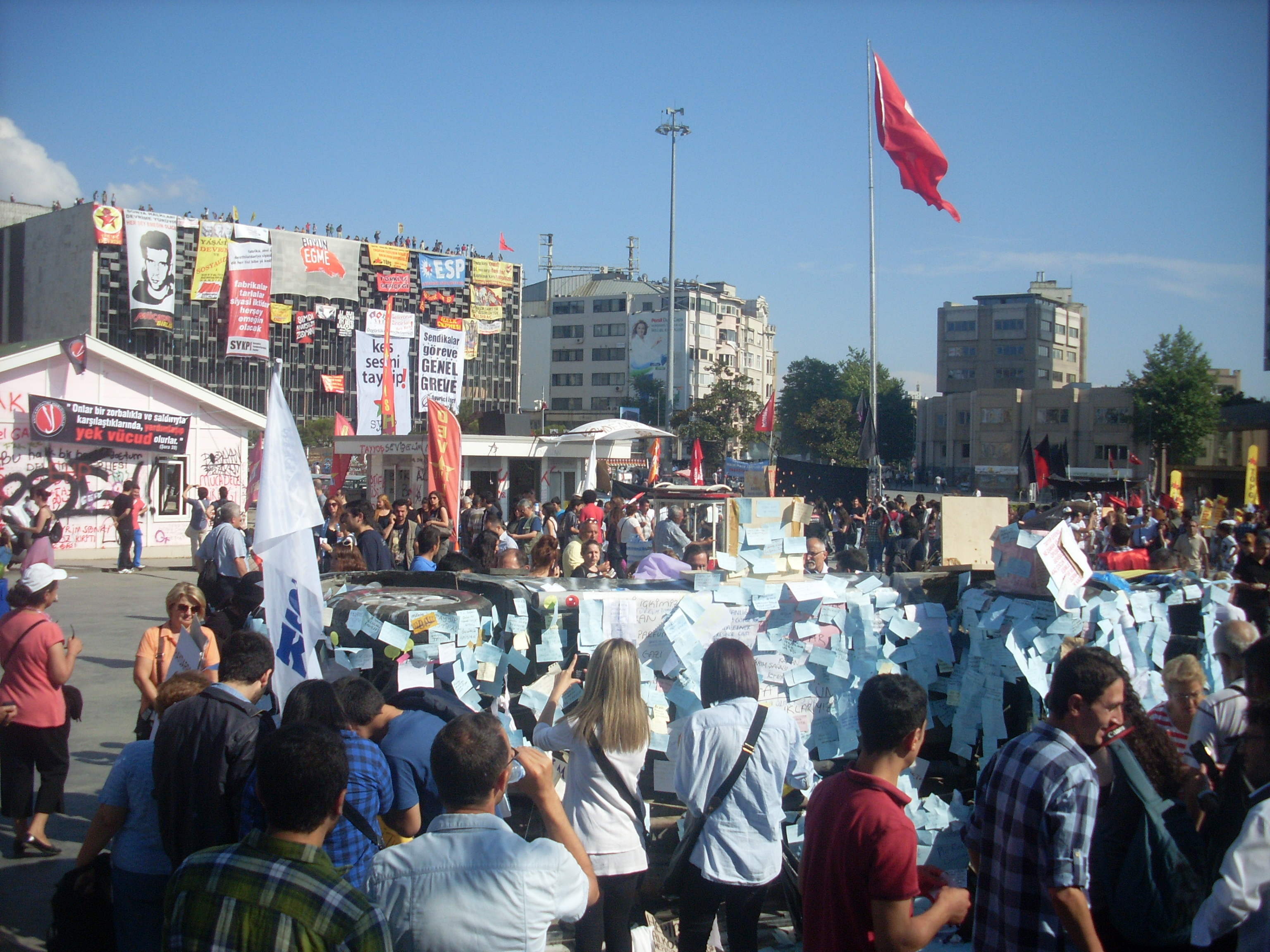
Manifestants a la plaça de Taksim, del 2 al 4 de juny del 2013
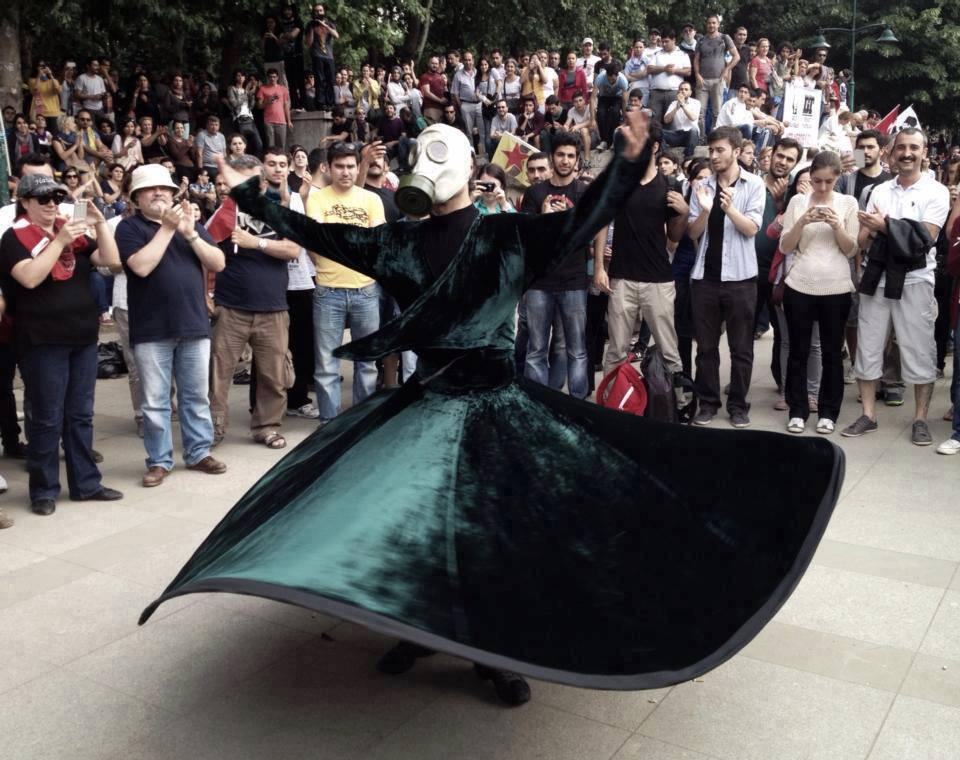
Ziya Azazi balla a l'estil derix, mentre rep el suport dels manifestants, 3 de juny
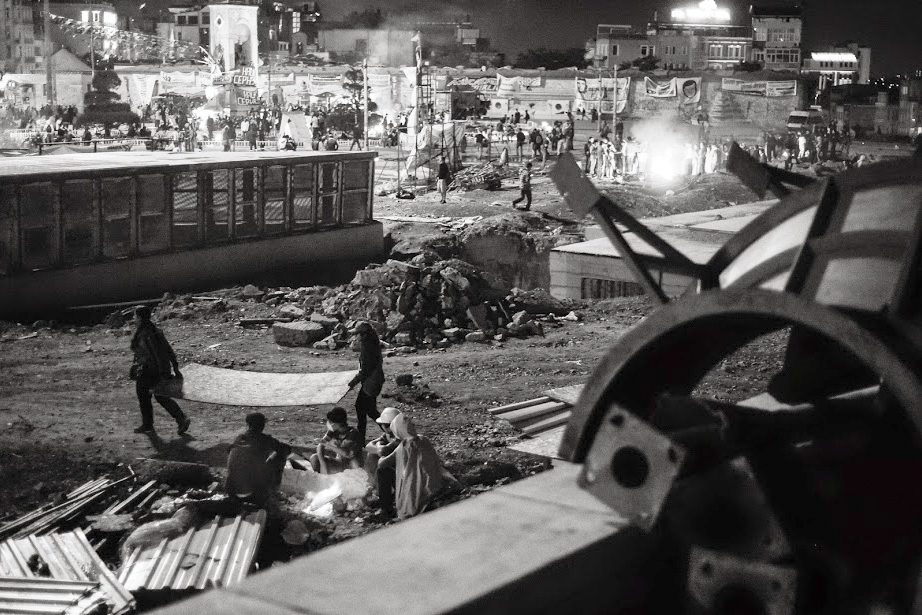
Durant les manifestacions a Taksim, 3 de juny
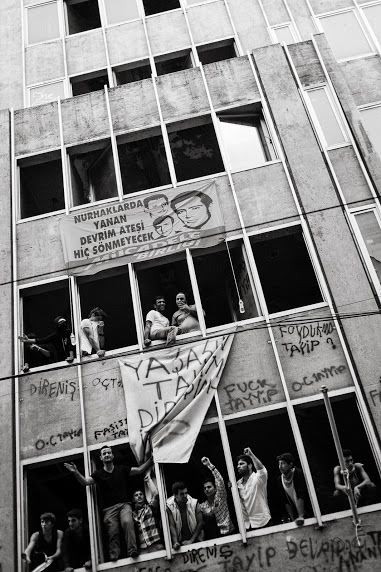
Un edifici ocupat a Taksim, 3 de juny
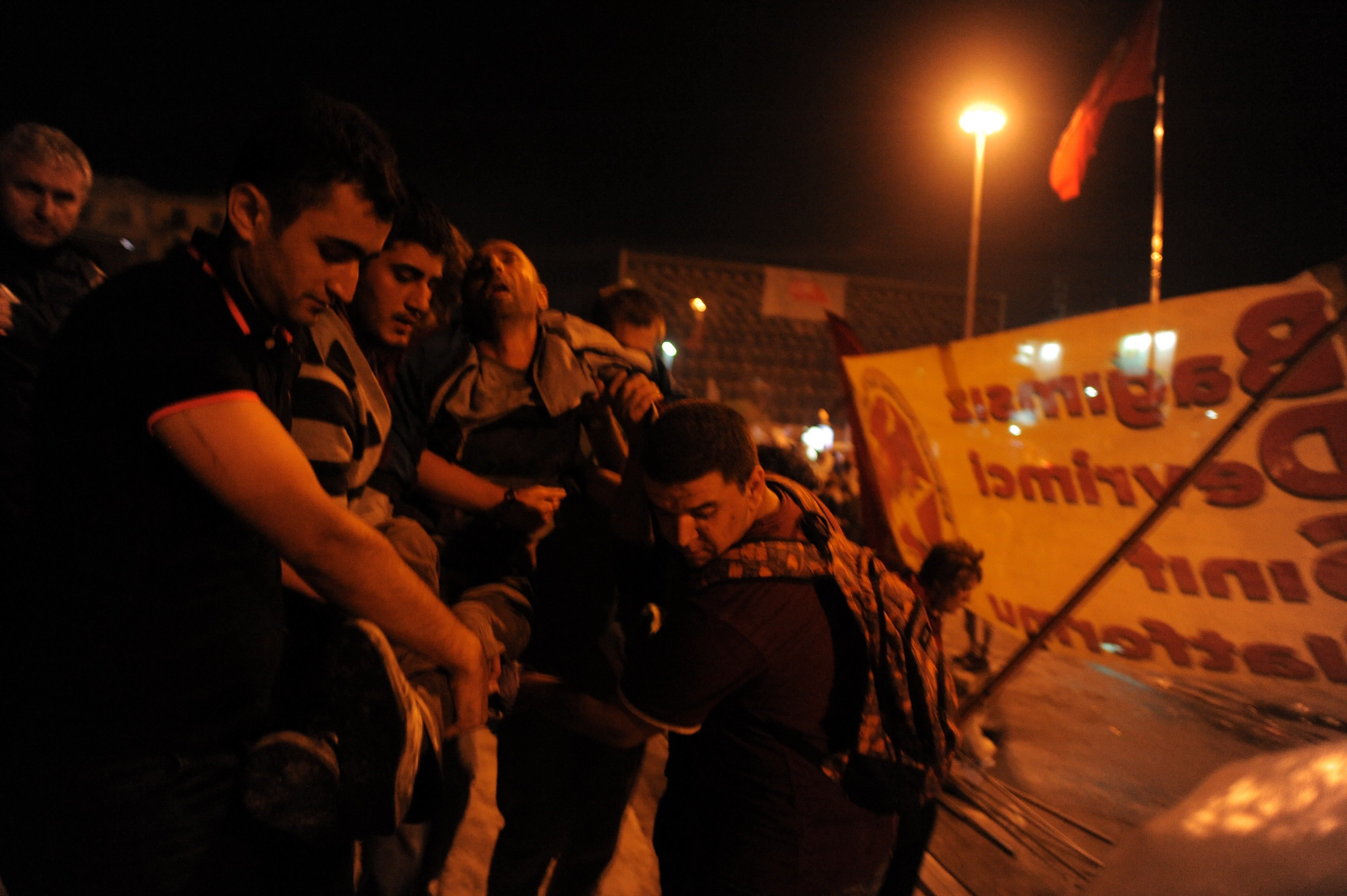
Manifestants a Taksim, 3 de juny
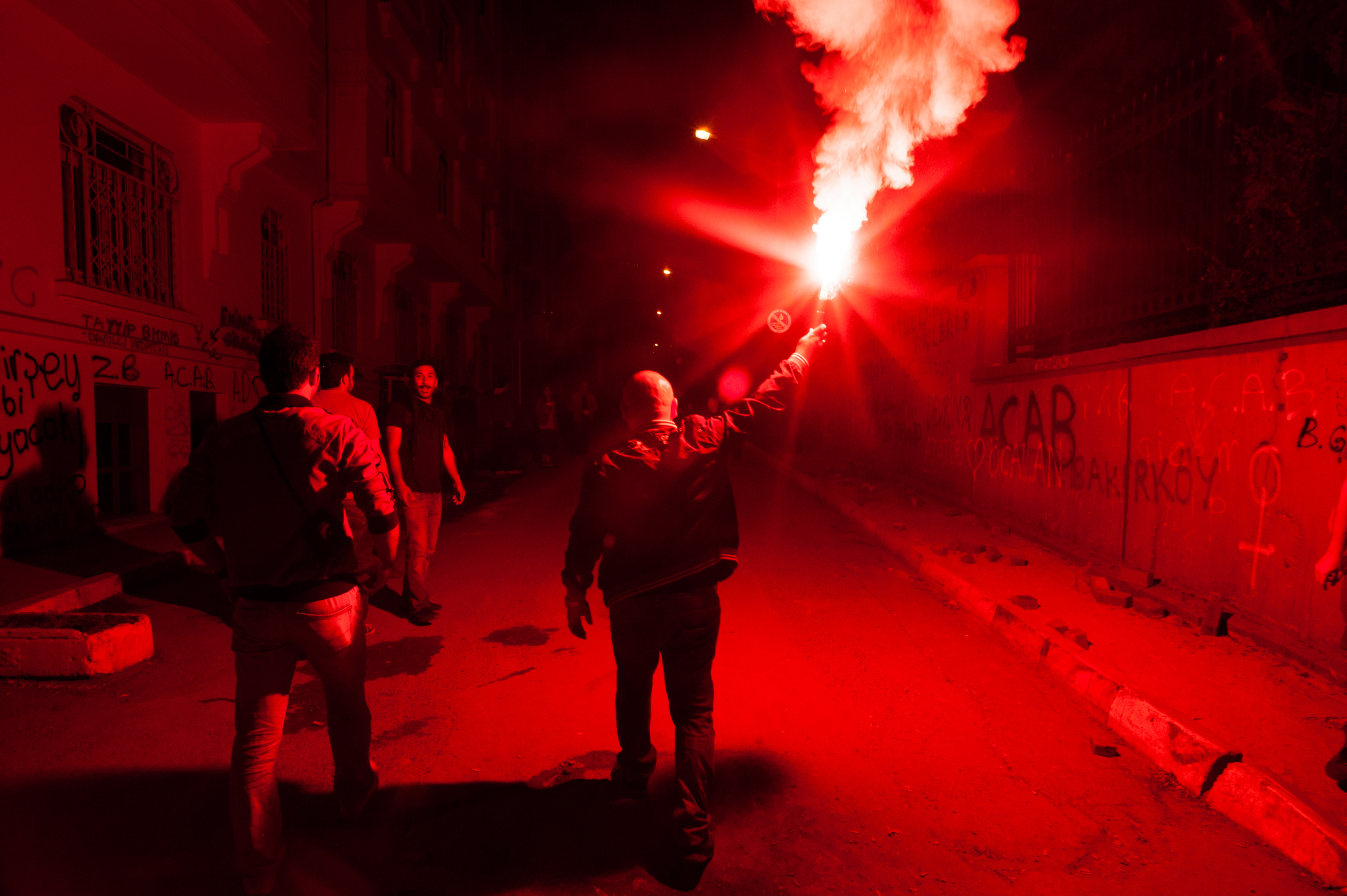
Manifestants a Taksim, 3 de juny
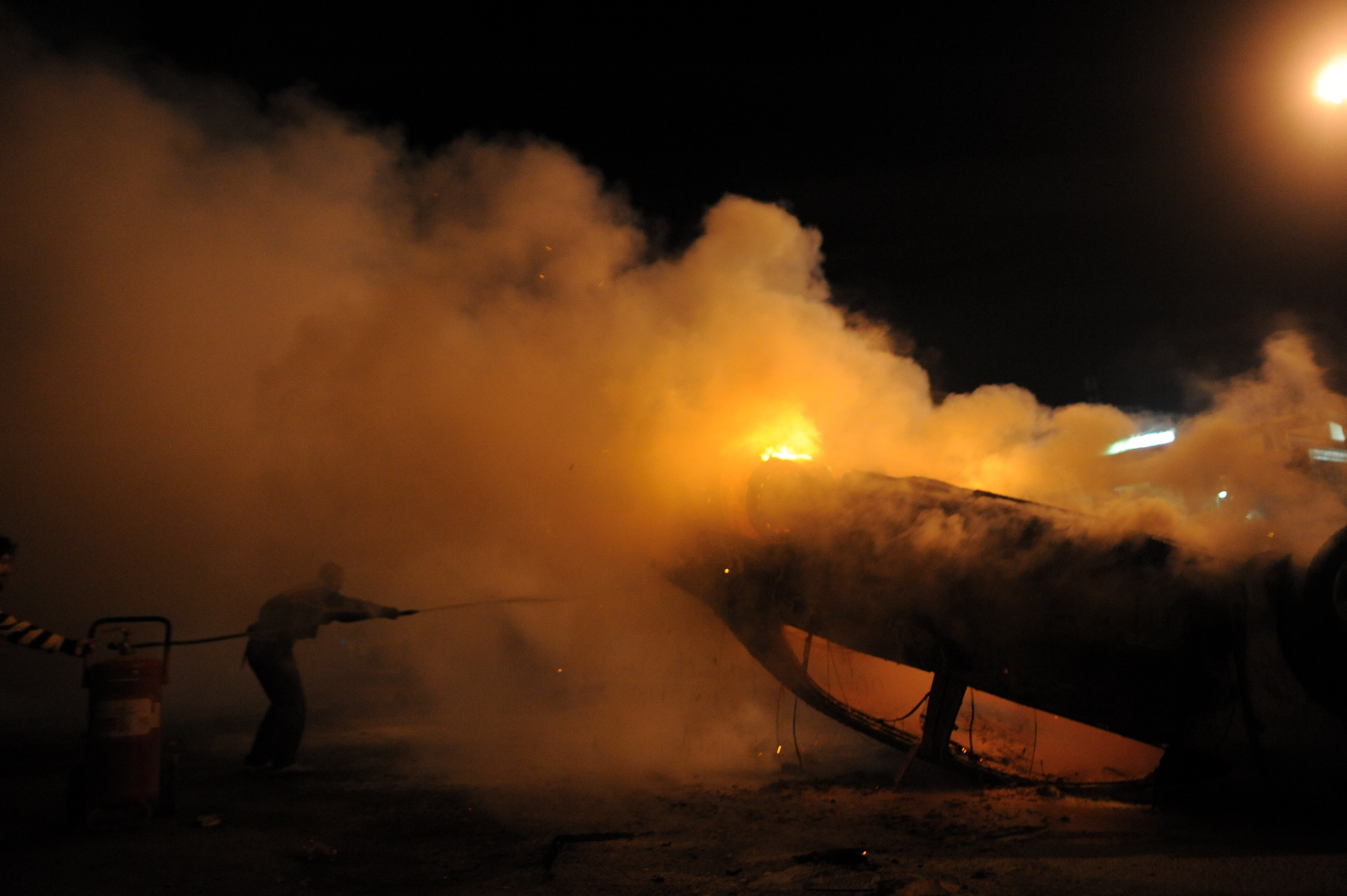
Taksim, un vehicle en flames el 3 de juny
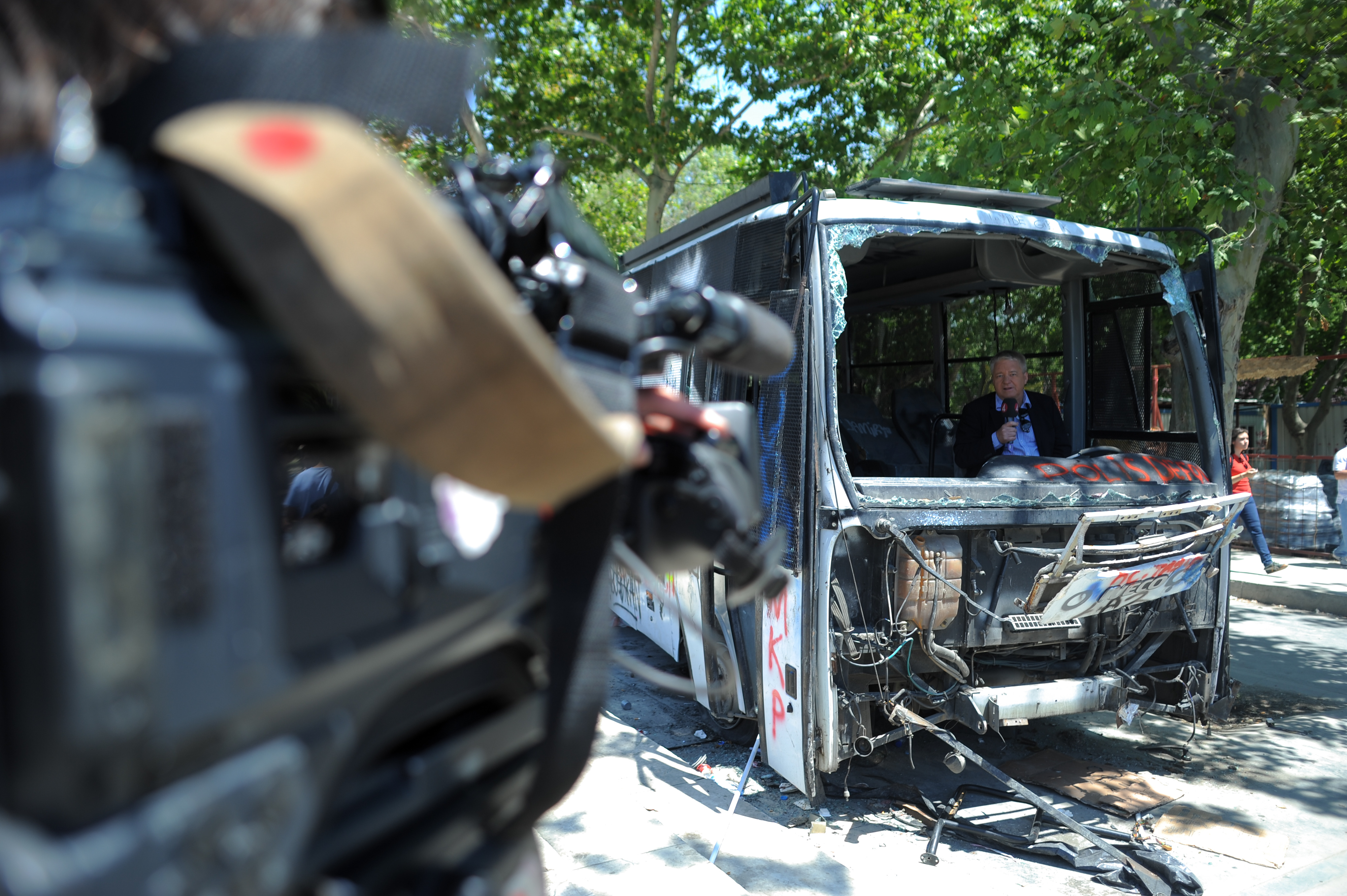
Autobús de la policia destrossat el 3 de juny
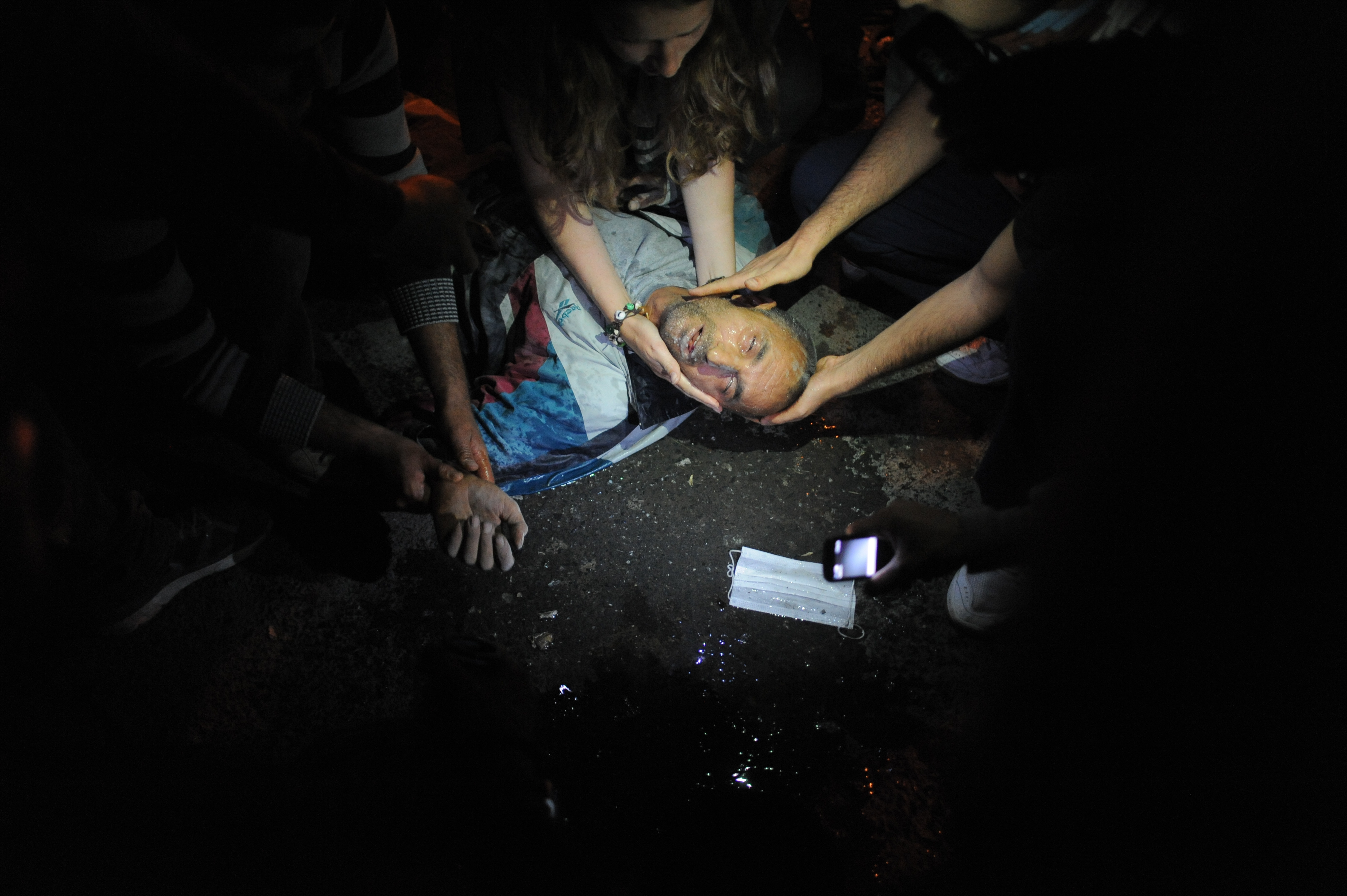
3 de juny: civils ajuden un home ferit.
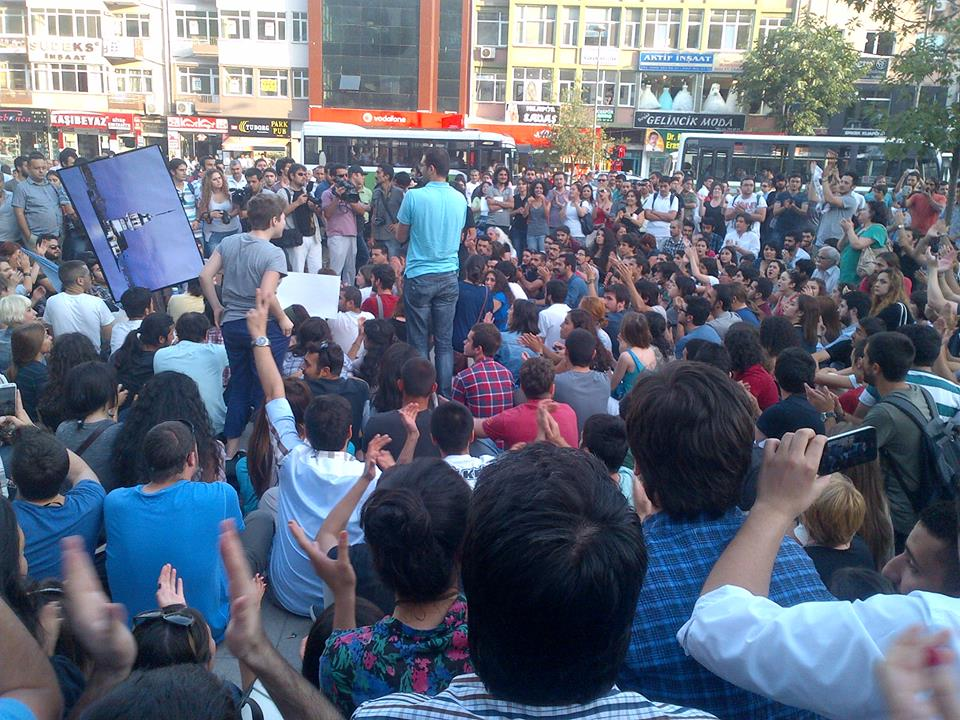
Una plaça a İzmit durant les protestes del Parc de Gezi.
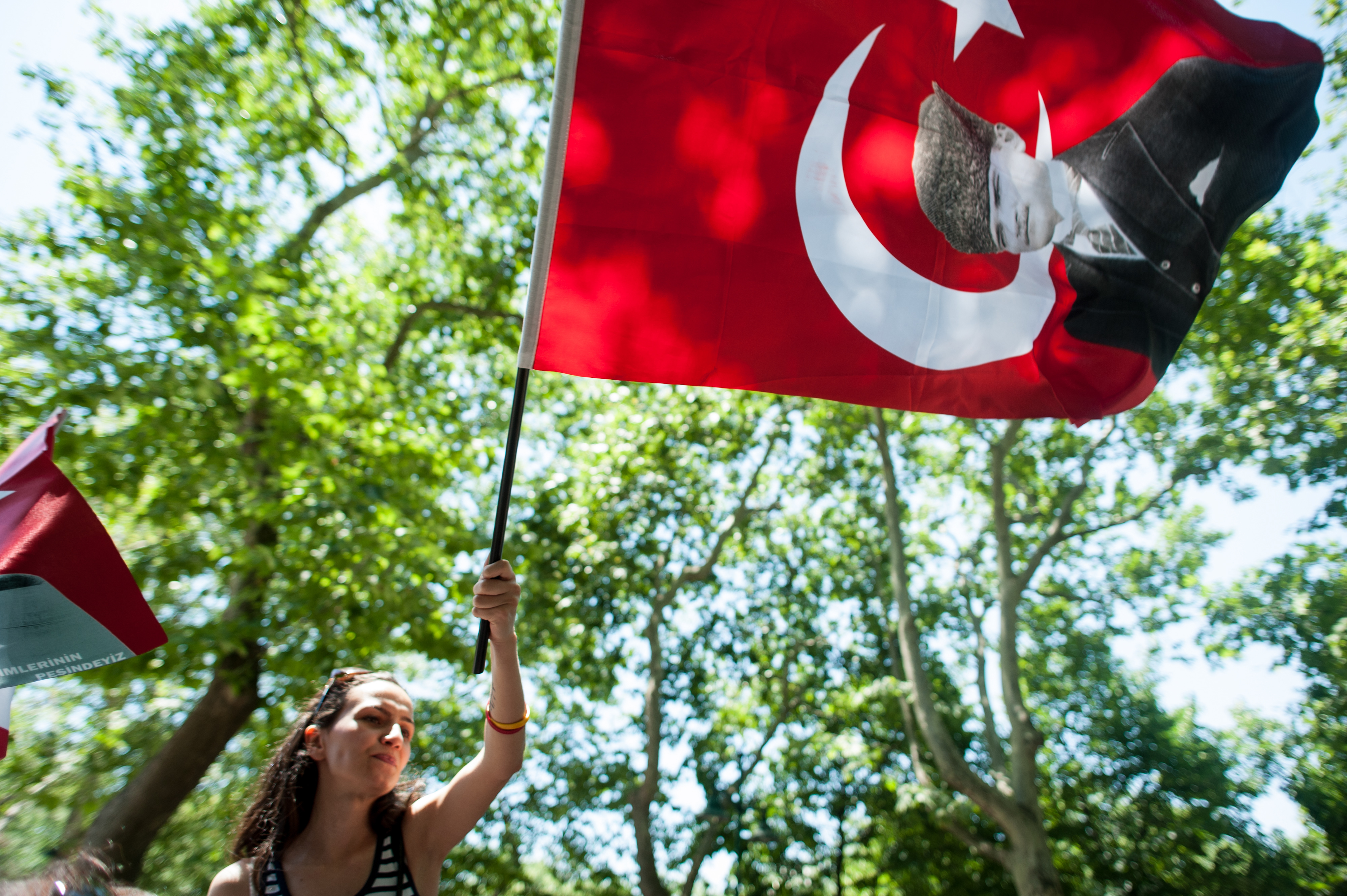
3 de juny: una dona agita una bandera d'Atatürk al parc Gezi.
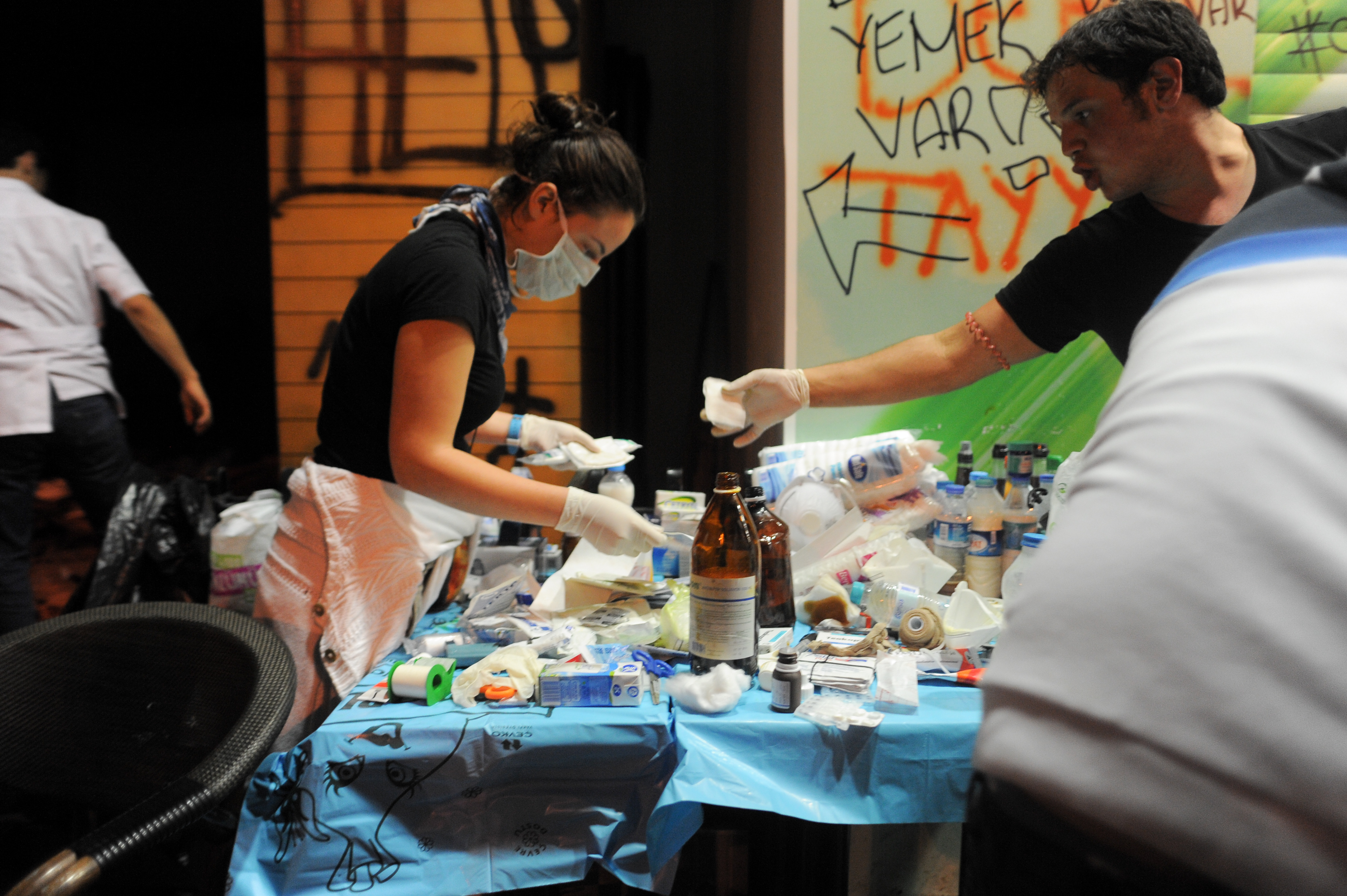
3 de juny: un voluntari que ofereix assistència mèdica, plaça Taksim.
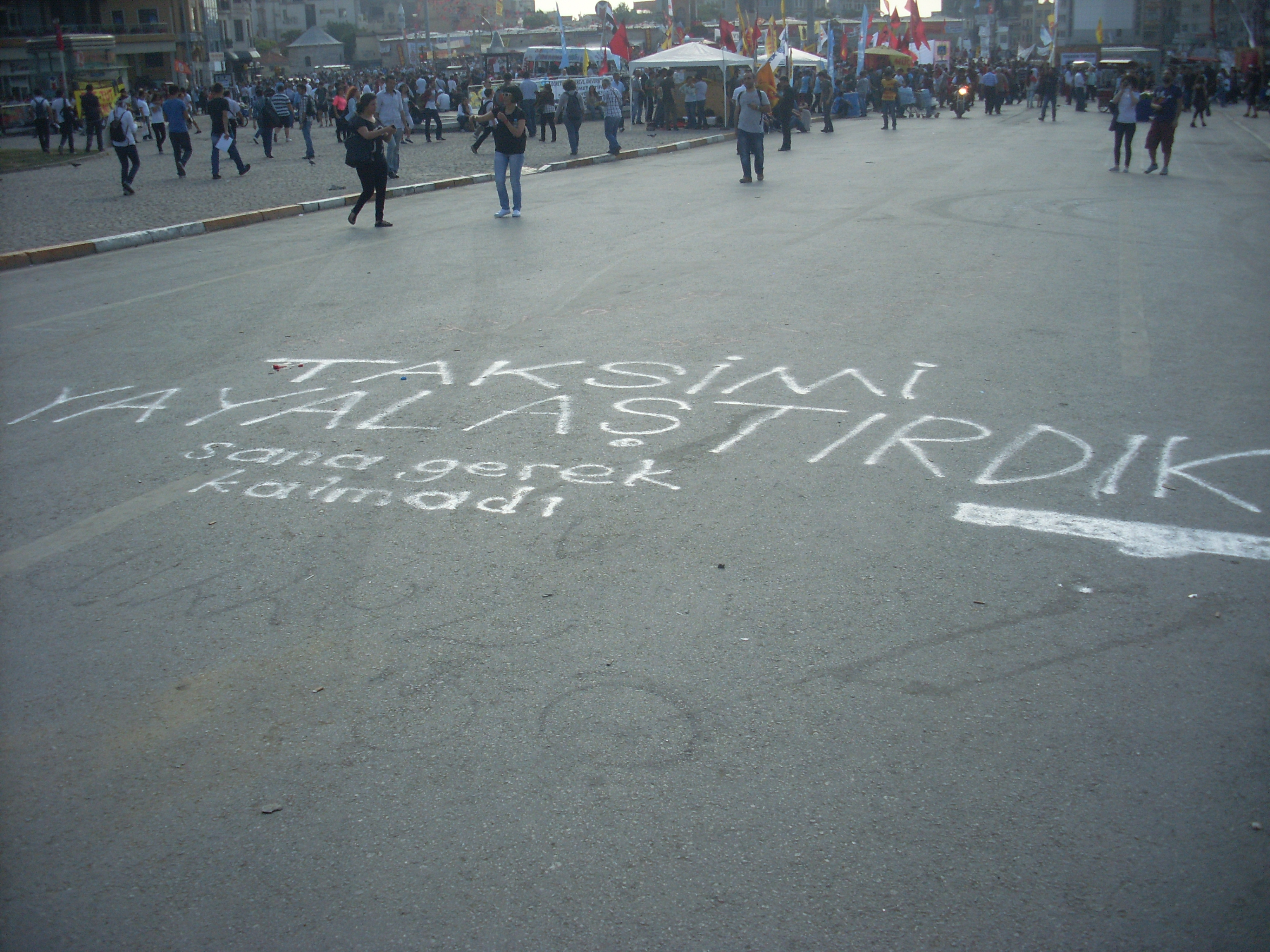
Un dels eslògans escrits pels manifestants de la plaça de Taksim. S'hi pot llegir: "vianants ja", 4 de juny
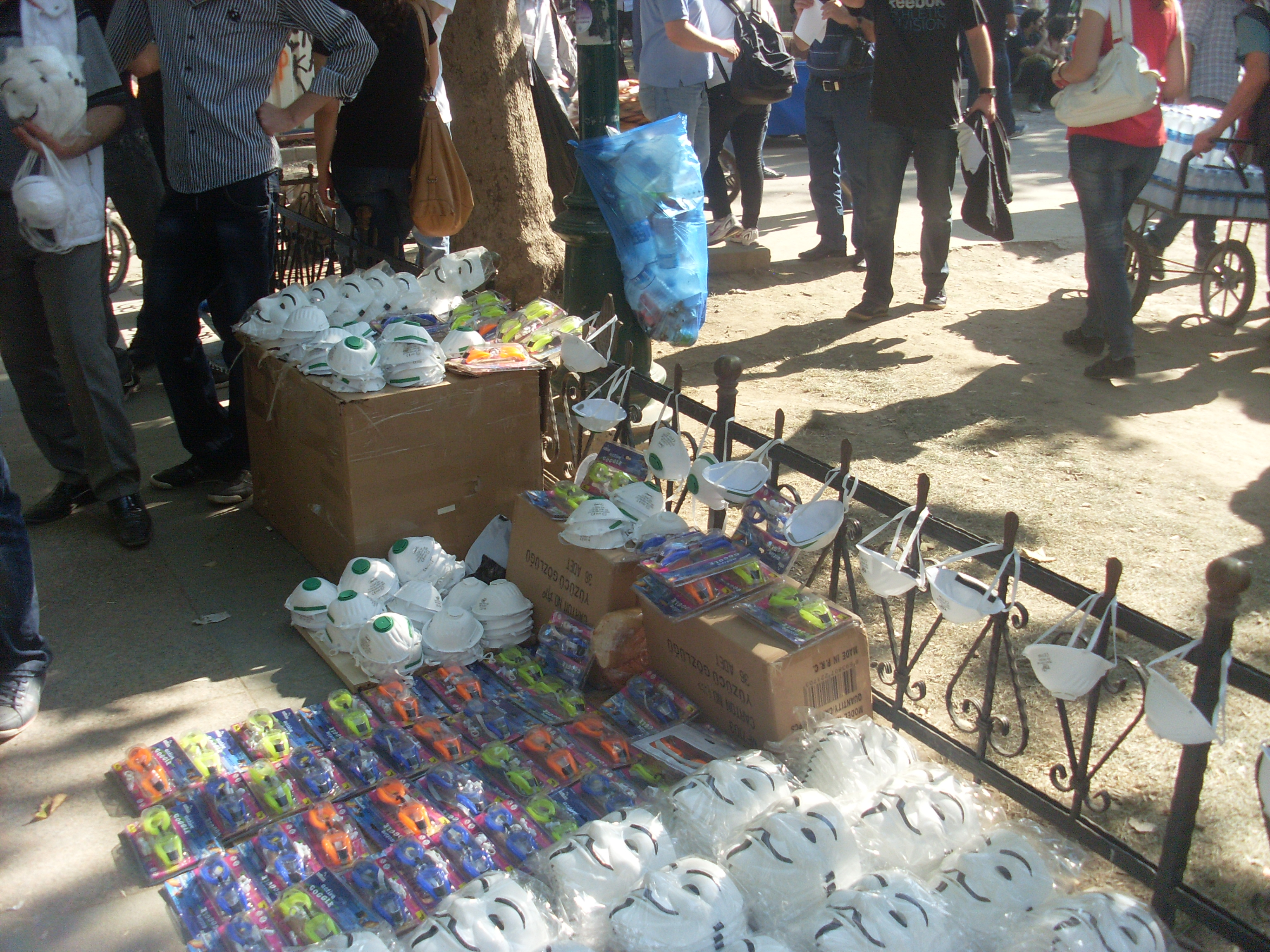
4 de juny: màscares de Guy Fawkes, mascareta i ulleres a la venda al Parc Gezi.
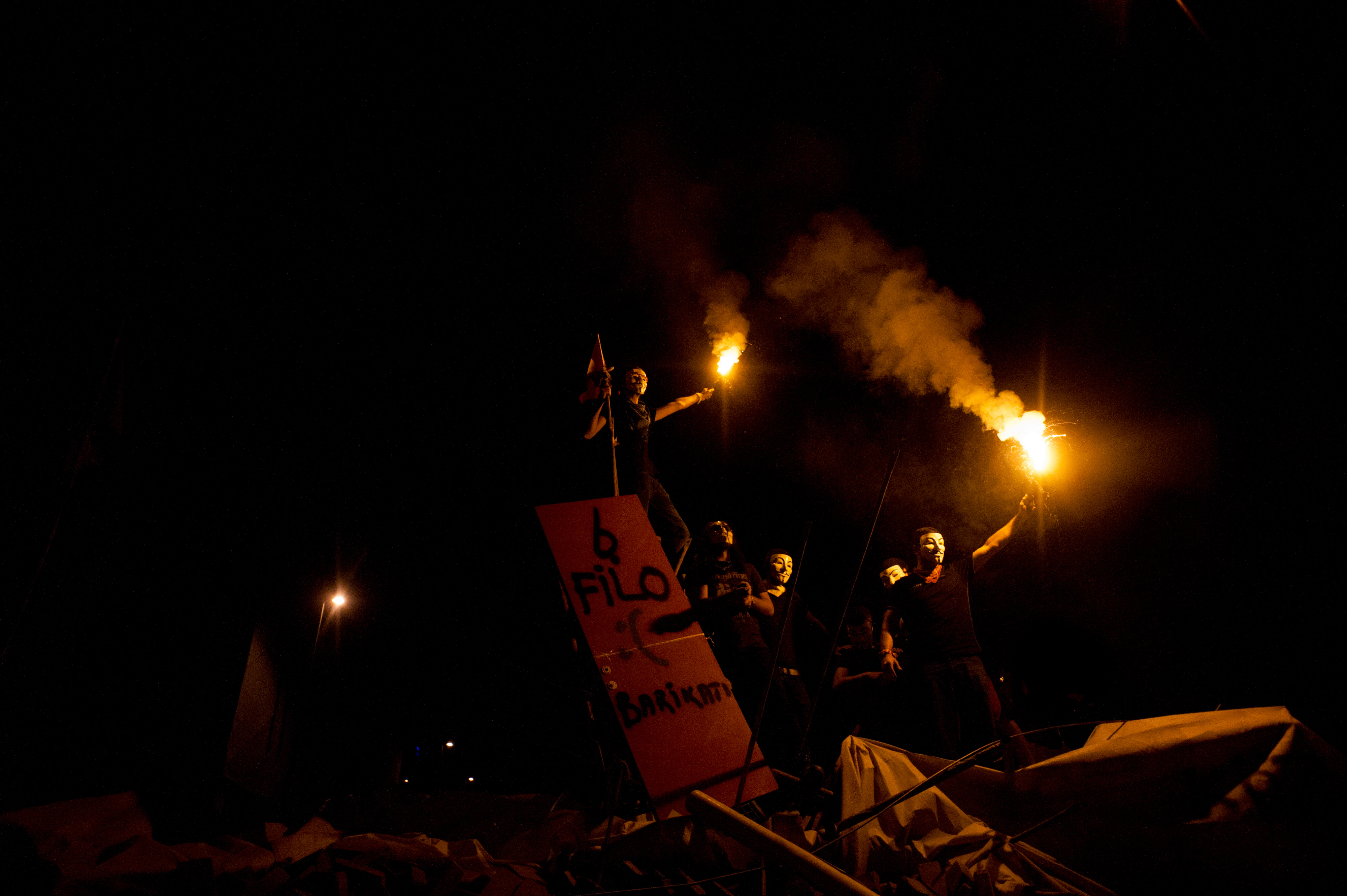
6 de juny: els manifestants mantenen al seu lloc les barricades.
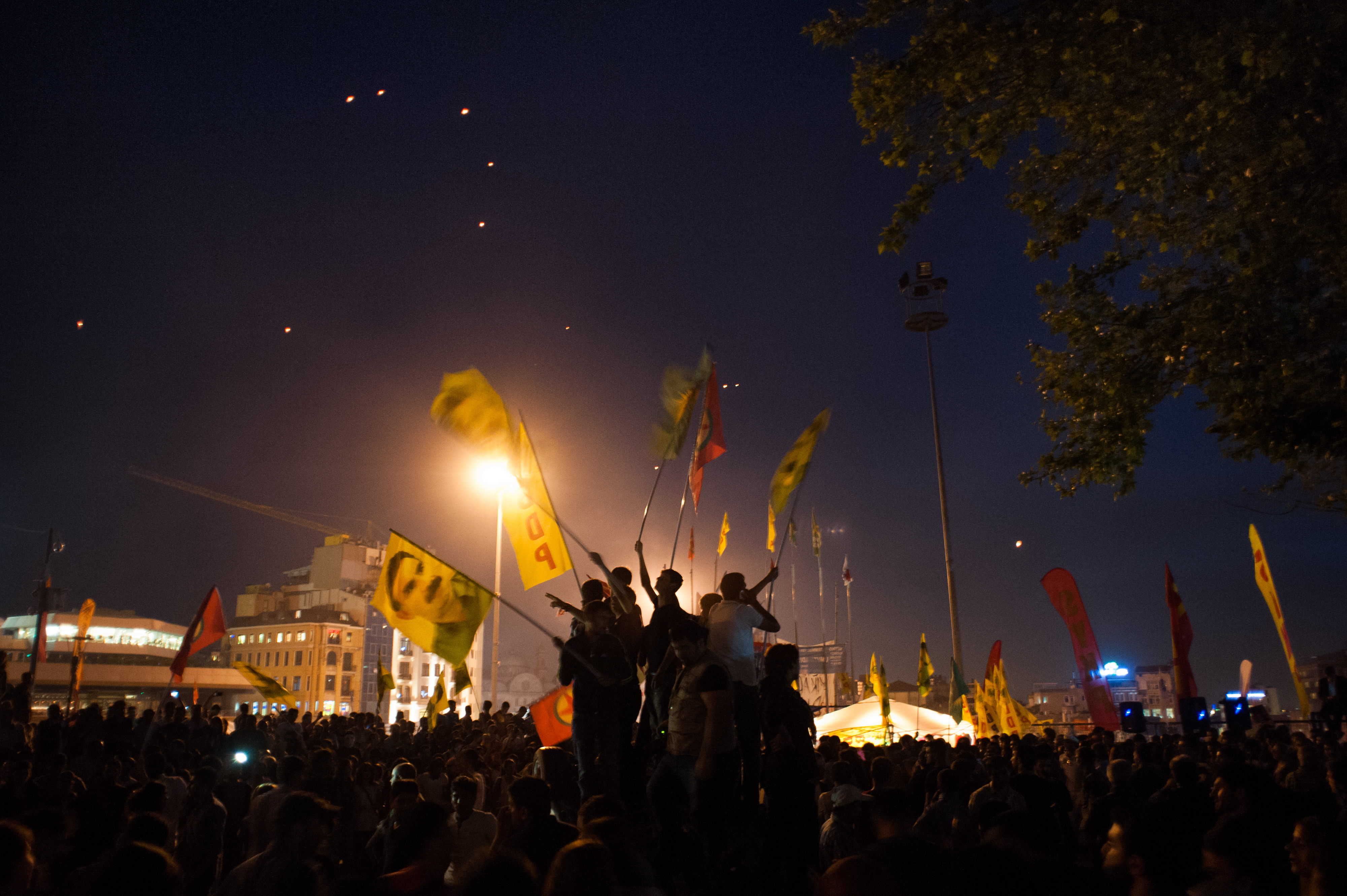
7 de juny: manifestants kurds agiten pòsters d'Öcalan.
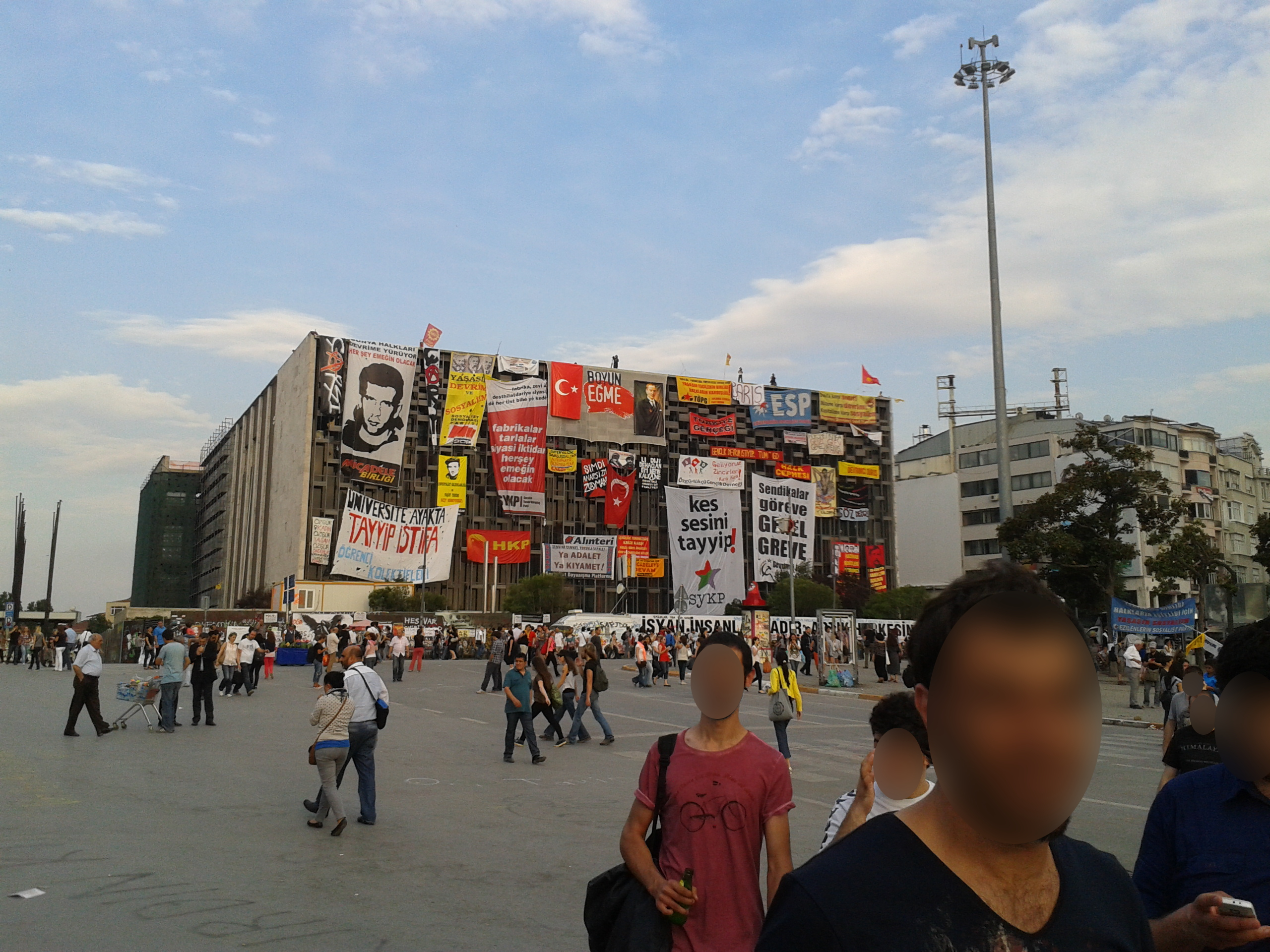
7 de juny: vista dels cartells gegants que cobreixen el Museu Atatürk a la plaça de Taksim.
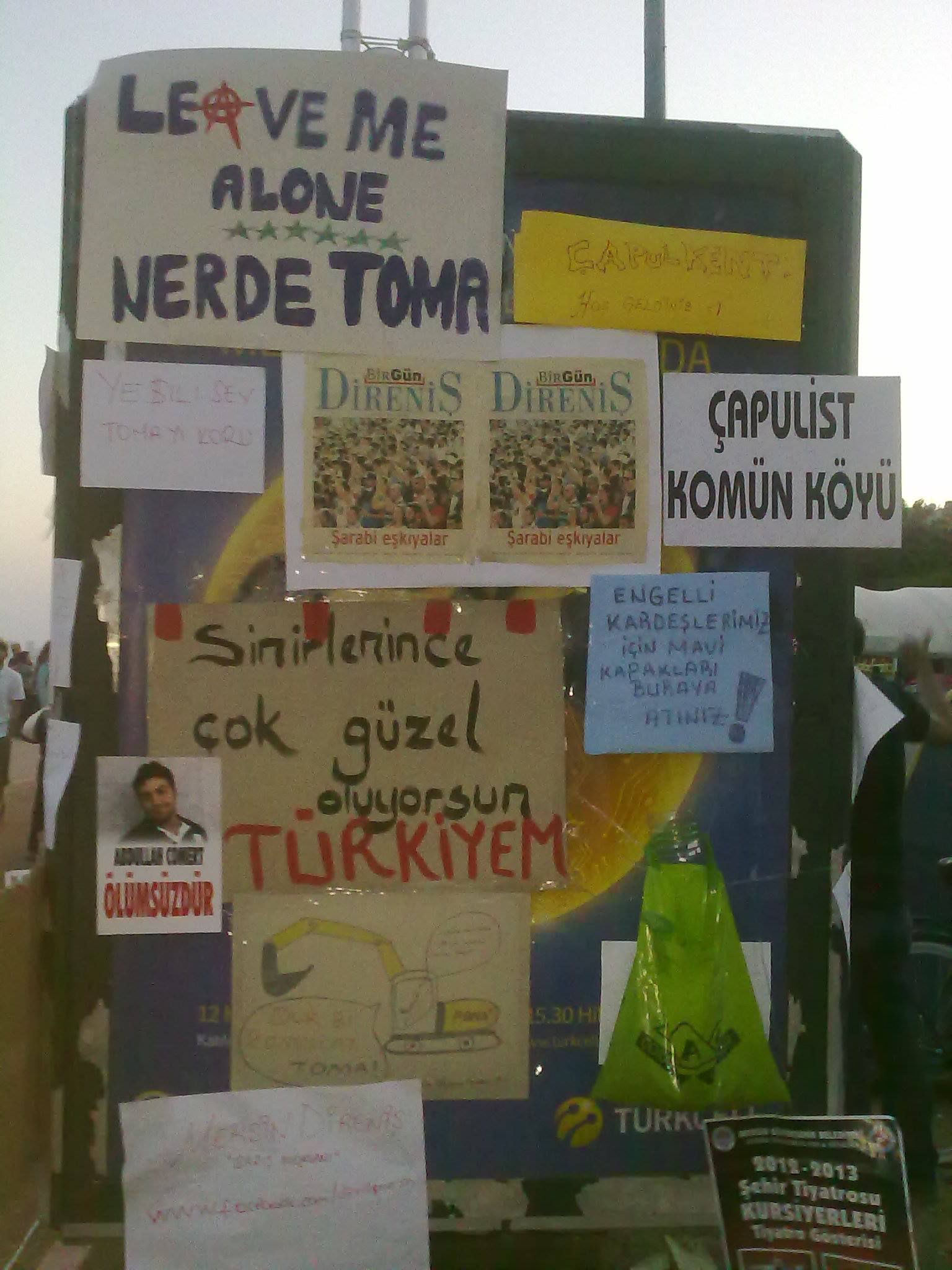
Fundada pels insurgents de la plaça del poble, una foto de la Comuna Txapulista Mersin.
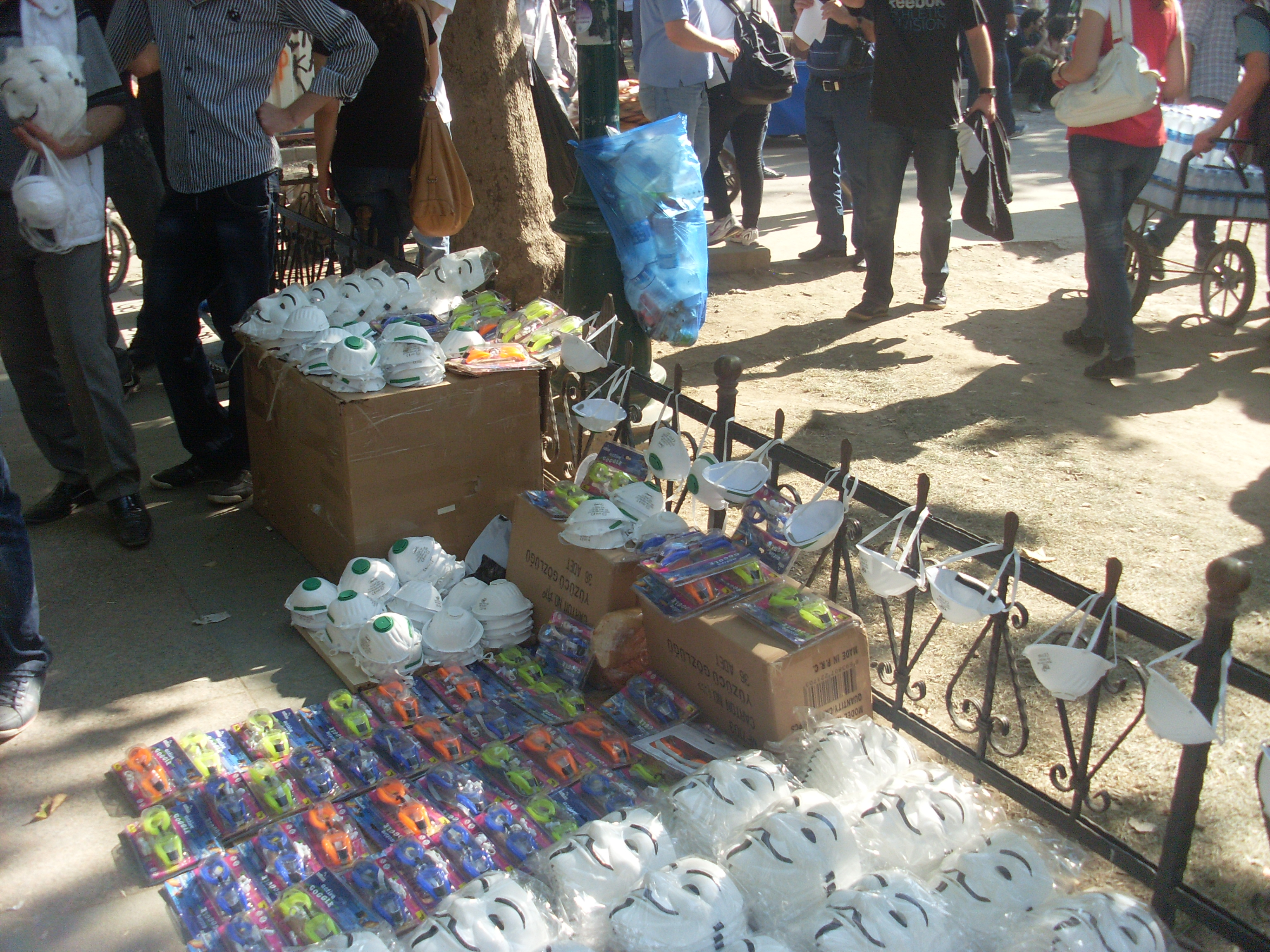
Venda de màscares antigàs i ulleres protectores a la plaça de Taksim, 4 de juny
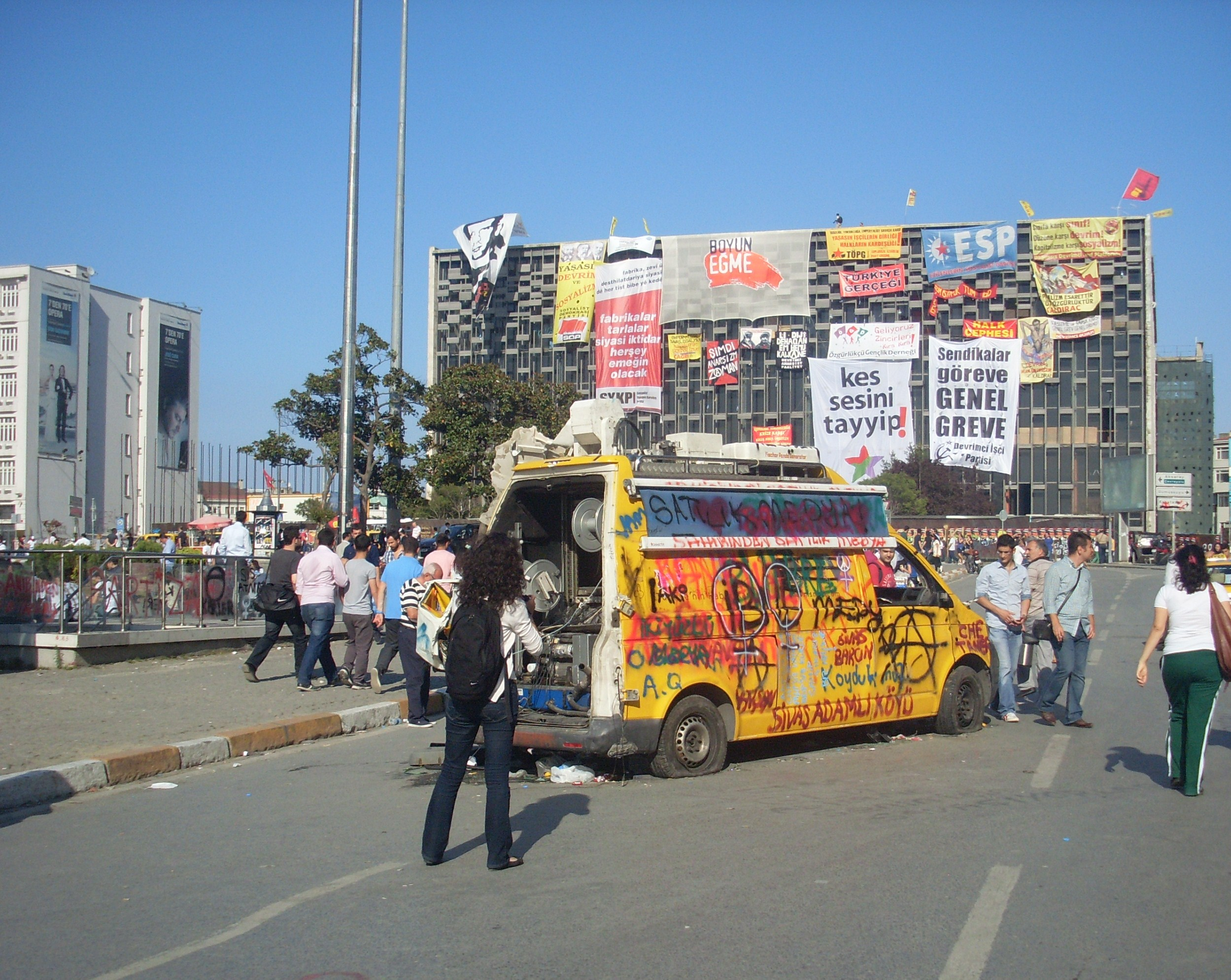
Una furgoneta vandalitzada a la rodalia de la plaça de Taksim, 4 de juny
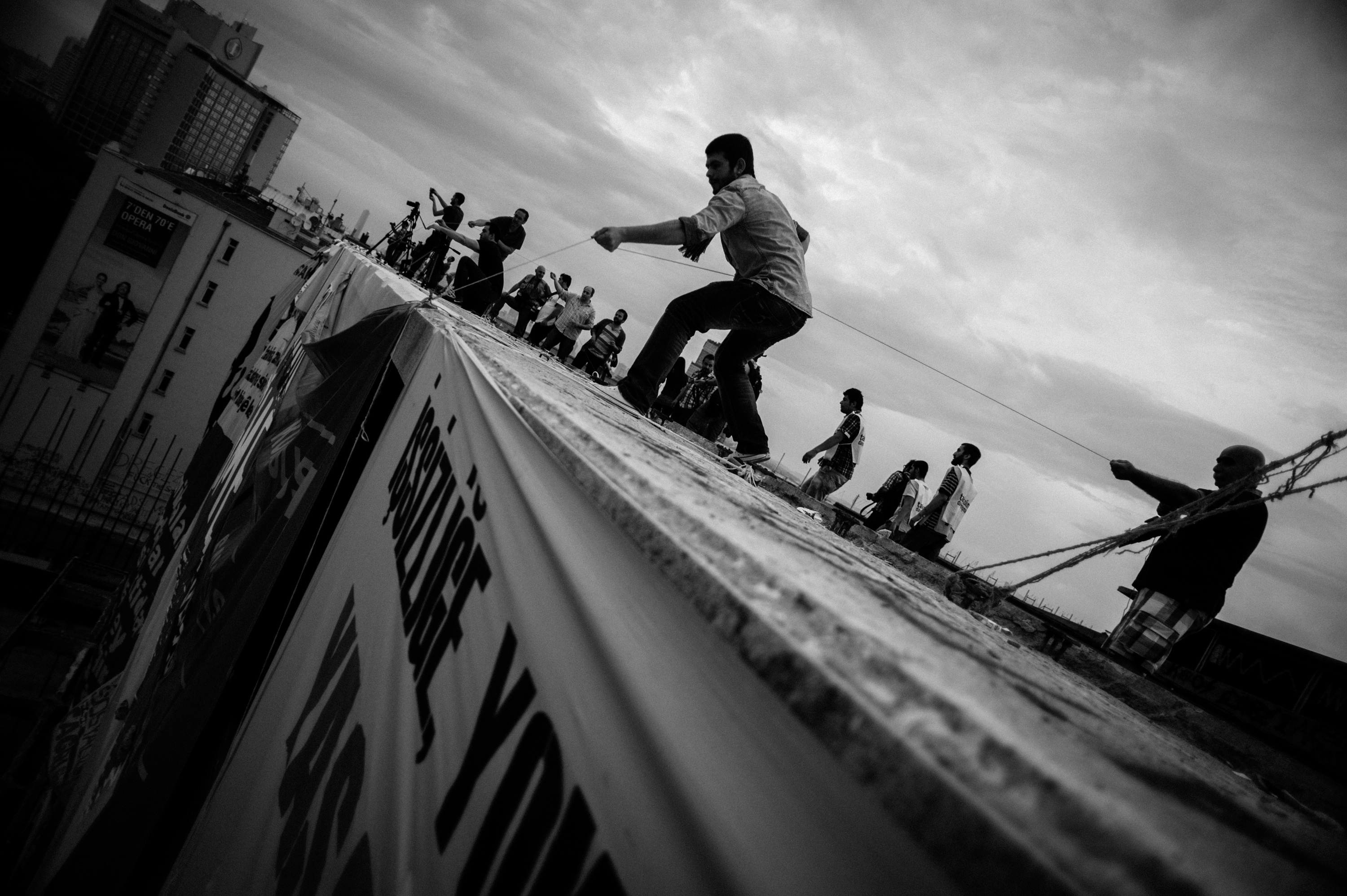
5 de juny: els manifestants ocupen els edificis que hi ha al voltant de la Plaça Taksim.
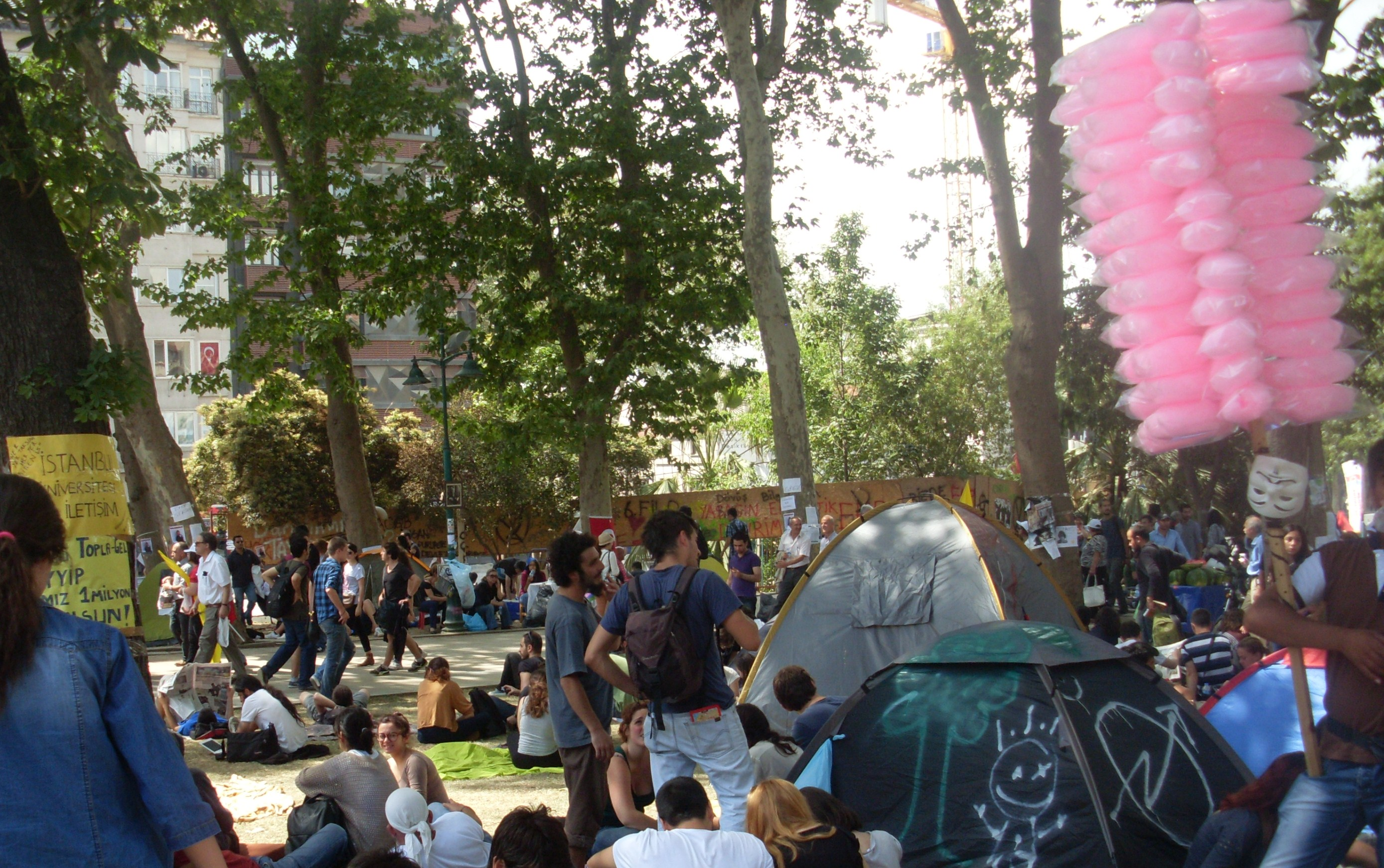
Gent asseguda a la plaça de Taksim, 5 de juny
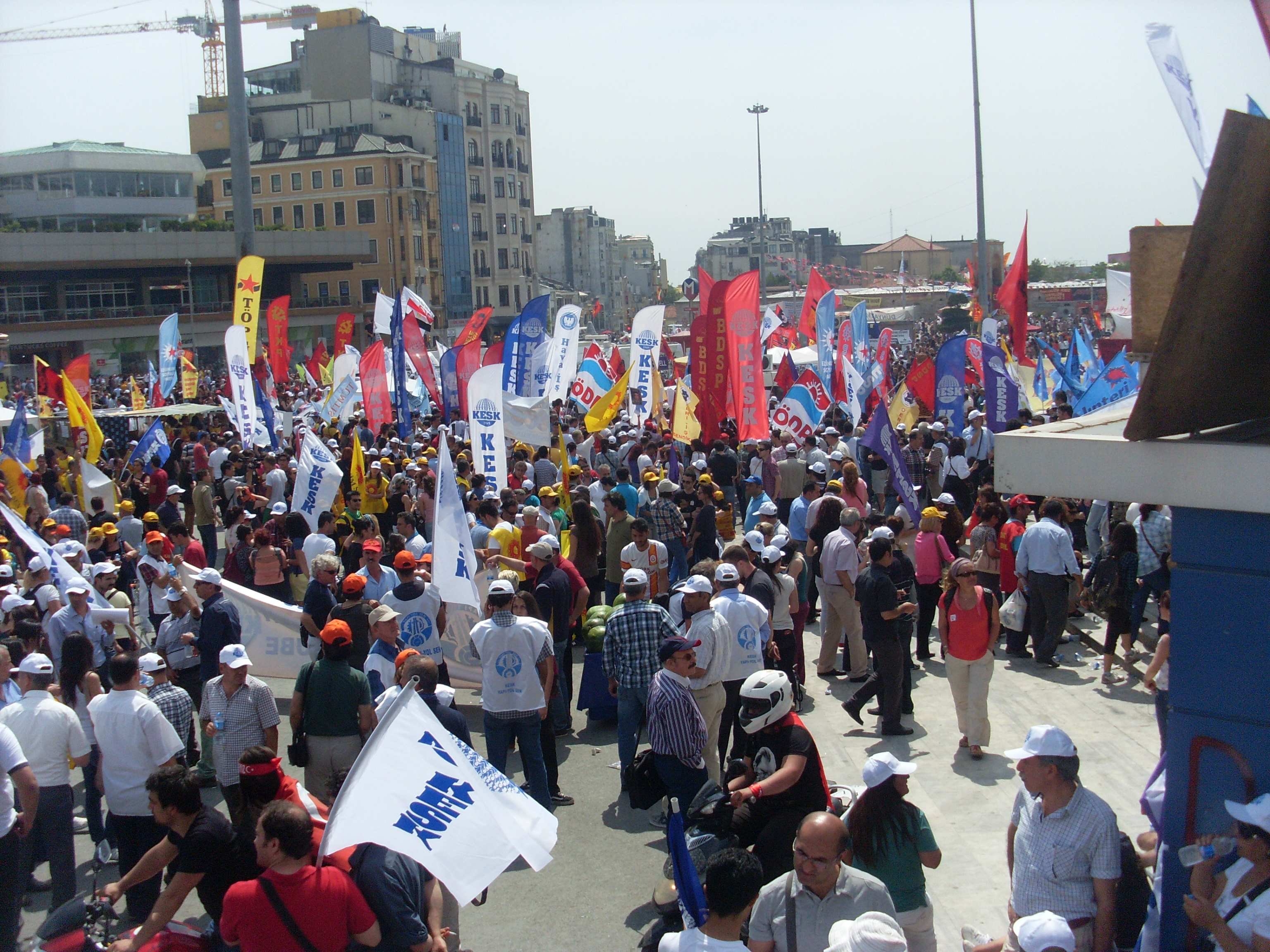
Manifestants a la Plaça Taksim el 5 de juny
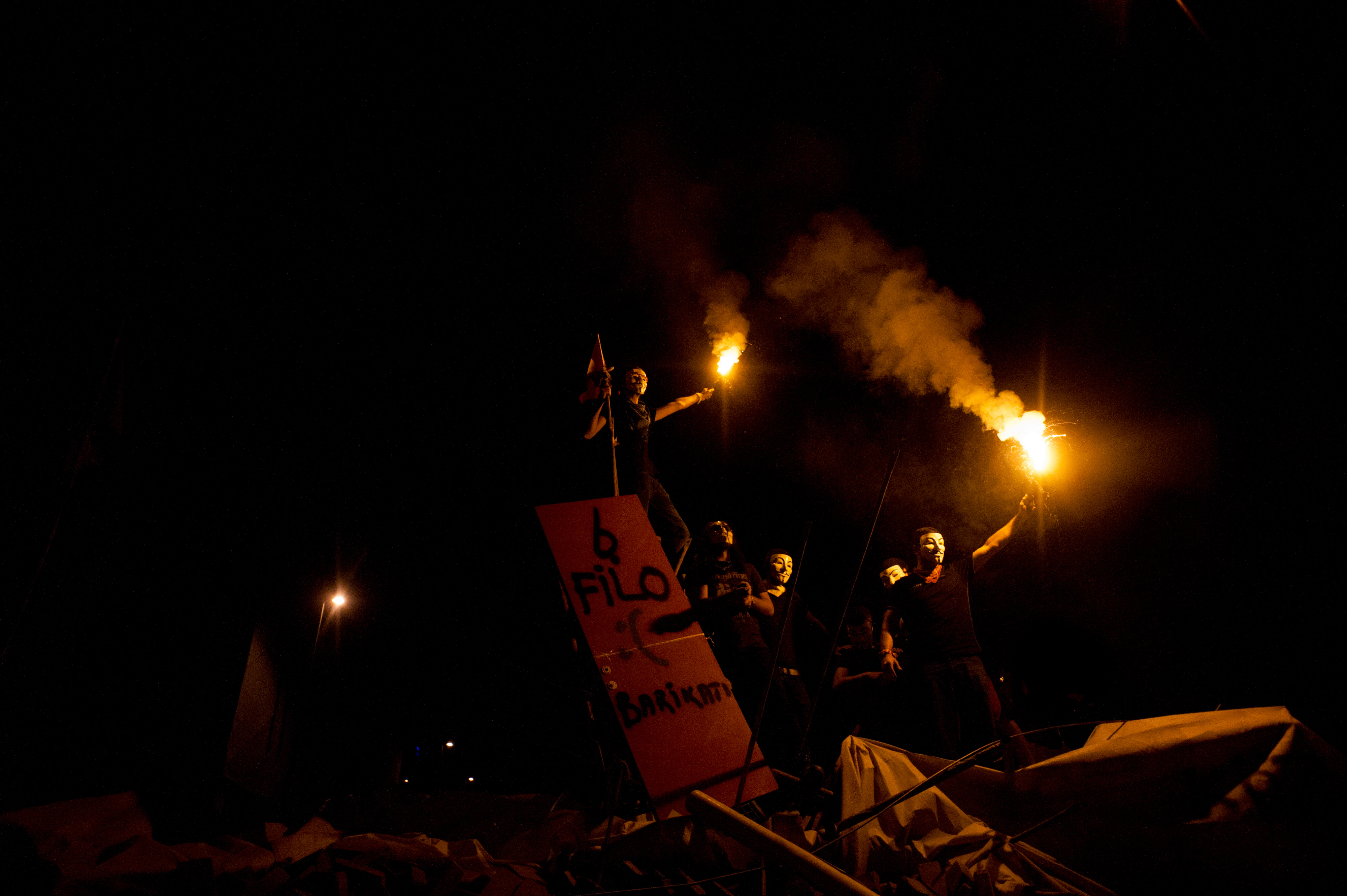
6 de juny: els manifestants mantenen al seu lloc les barricades.
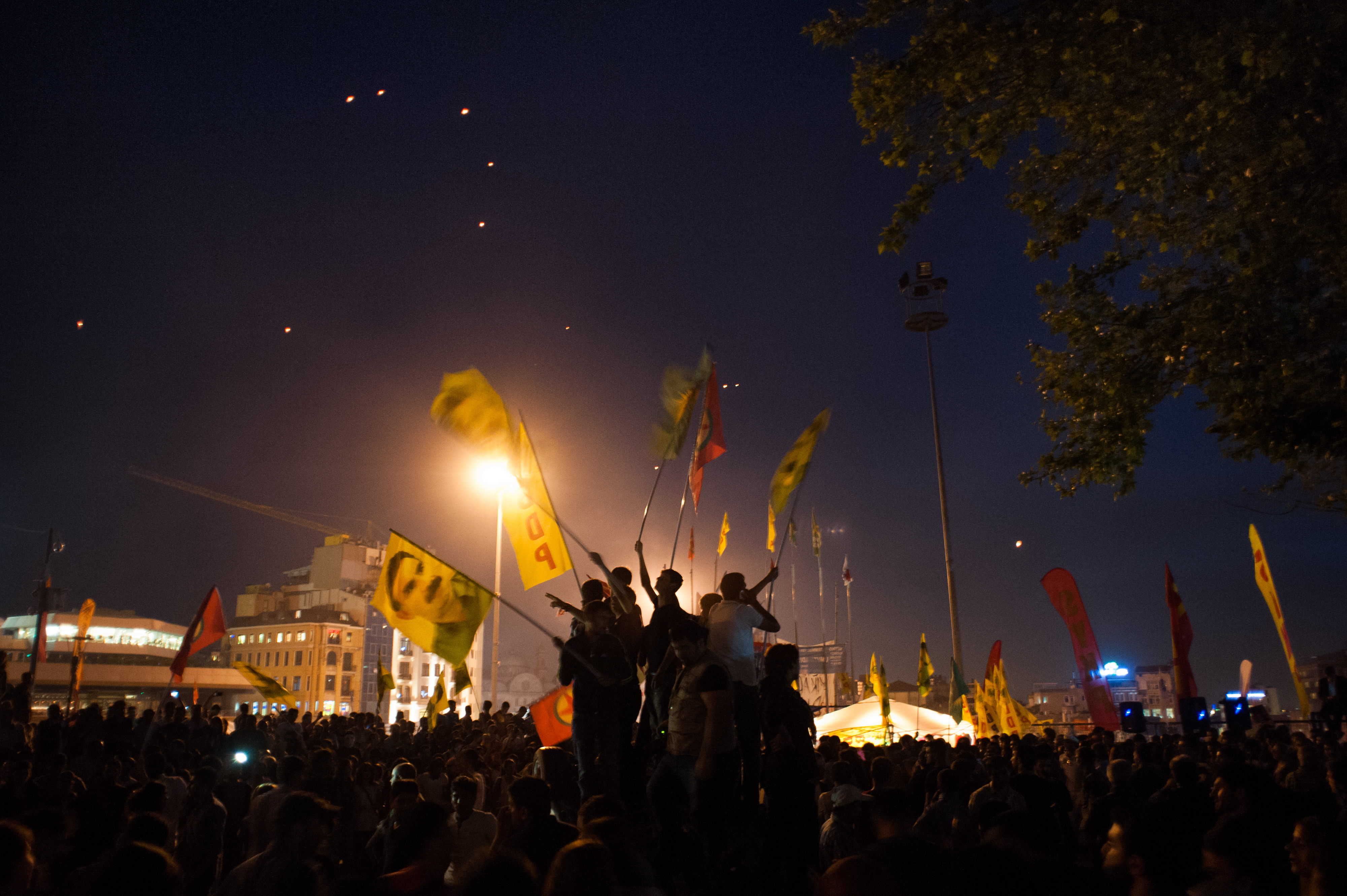
7 de juny: manifestants kurds agiten pòsters d'Öcalan.
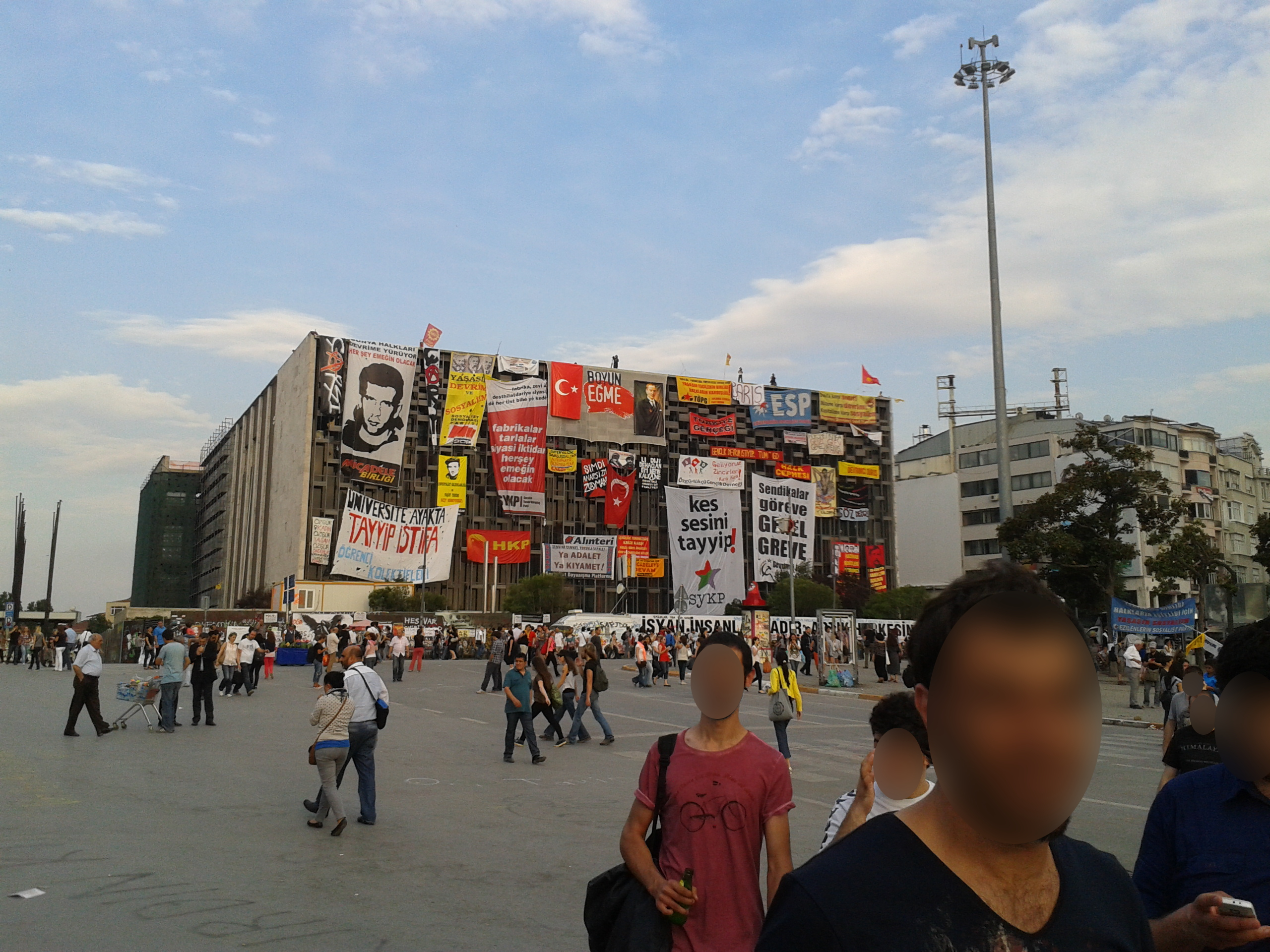
7 de juny: vista dels cartells gegants que cobreixen el Museu Atatürk a la plaça de Taksim.
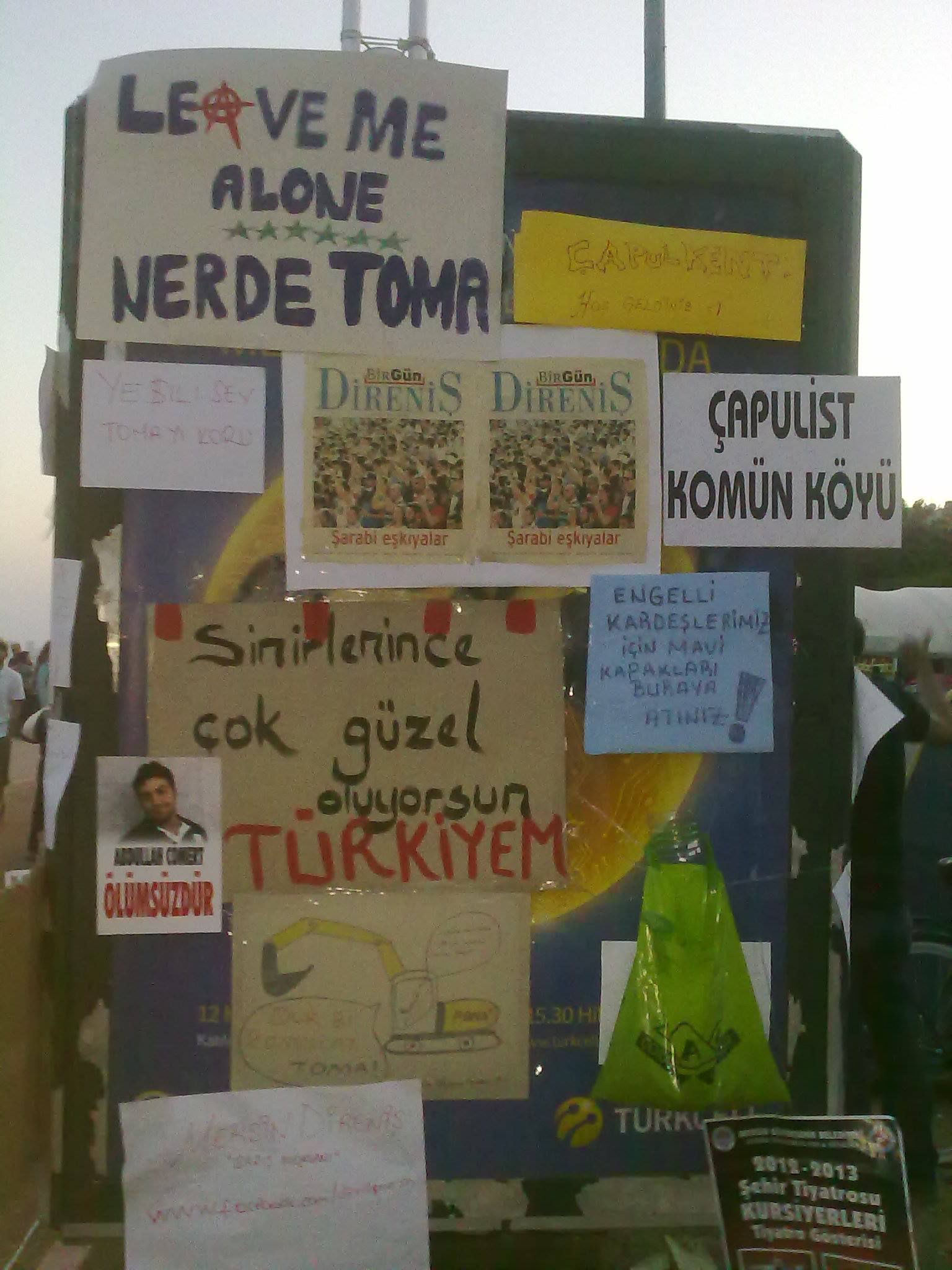
Fundada pels insurgents de la plaça del poble, una foto de la Comuna Txapulista Mersin.
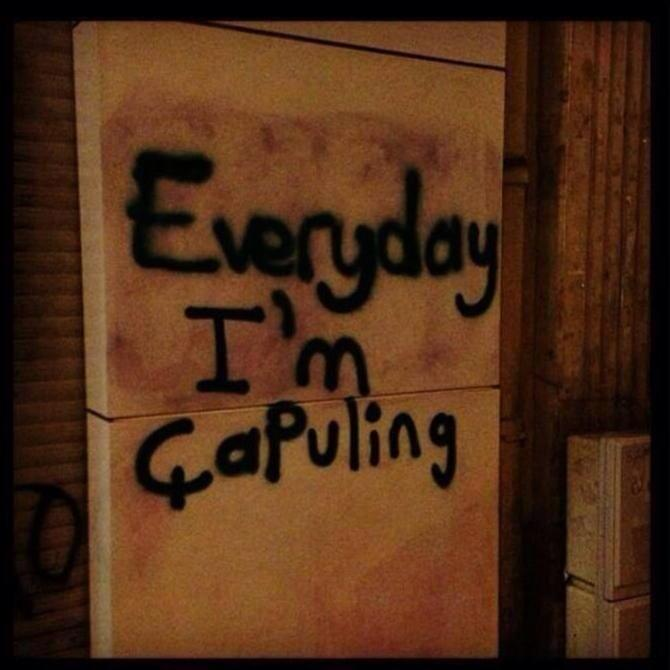
Grafit de Turquia. Joc de paraules amb « Every day I’m Shuffling. », lletra de la cançó Party Rock Anthem del grup LMFAO.
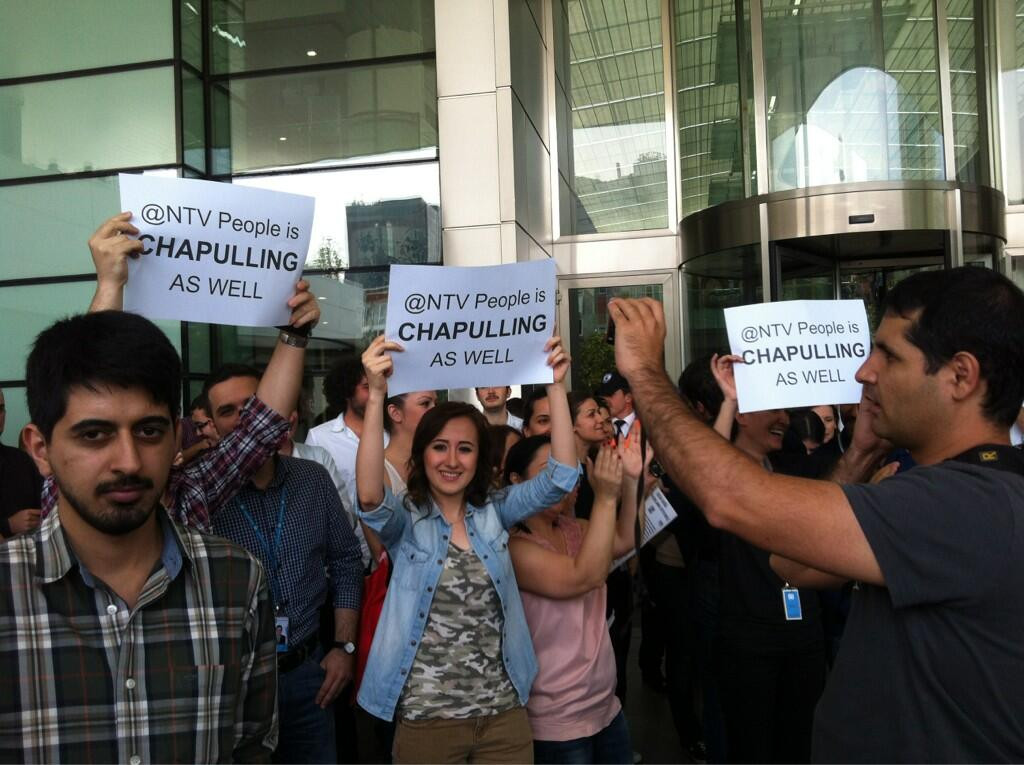
Empleats de la cadena d'actualitat NTV que anuncien que ells txapulen.
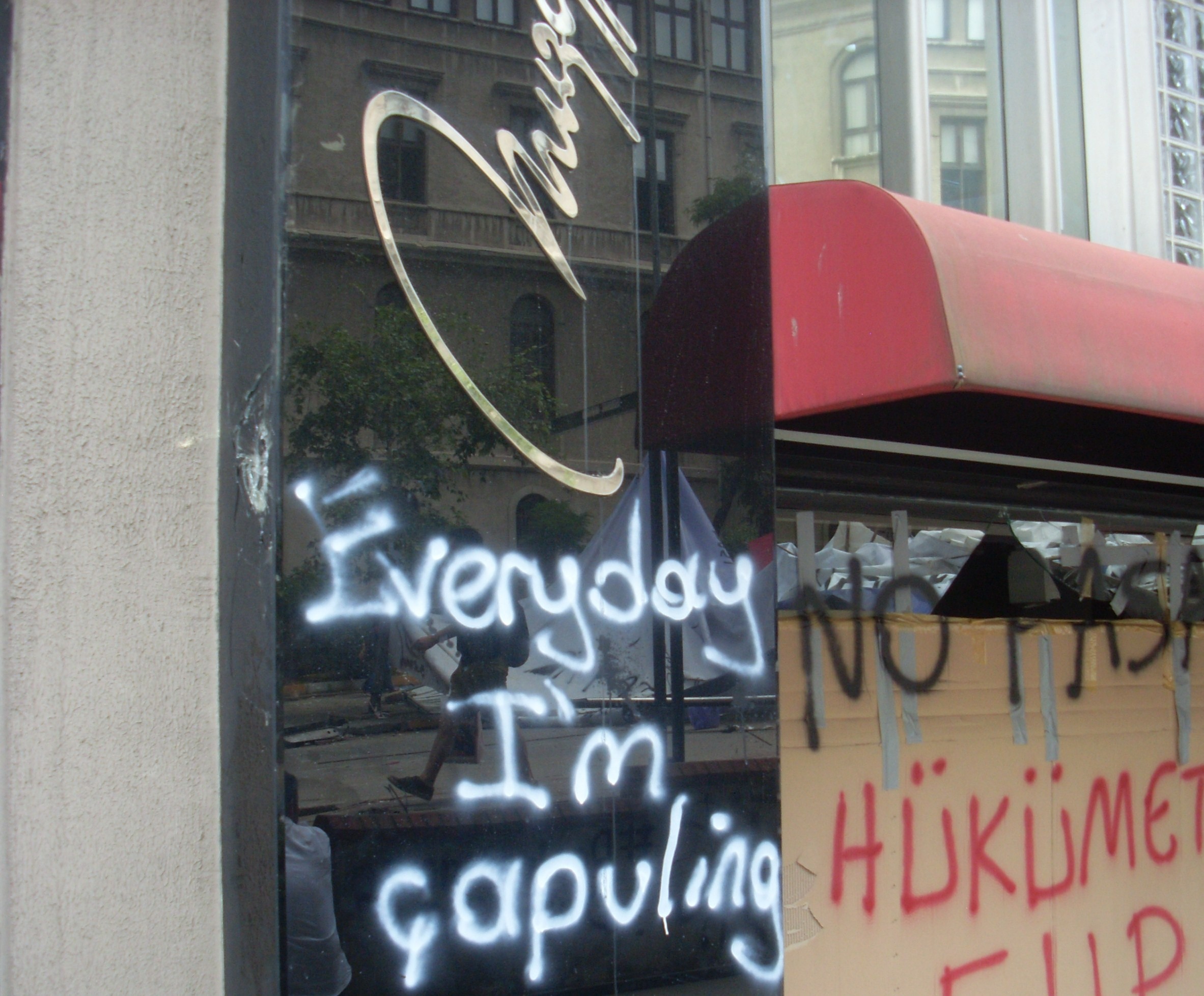
Grafit a l'Avinguda d'İnönü-Taksim amb el famós Çapuling (txapular)
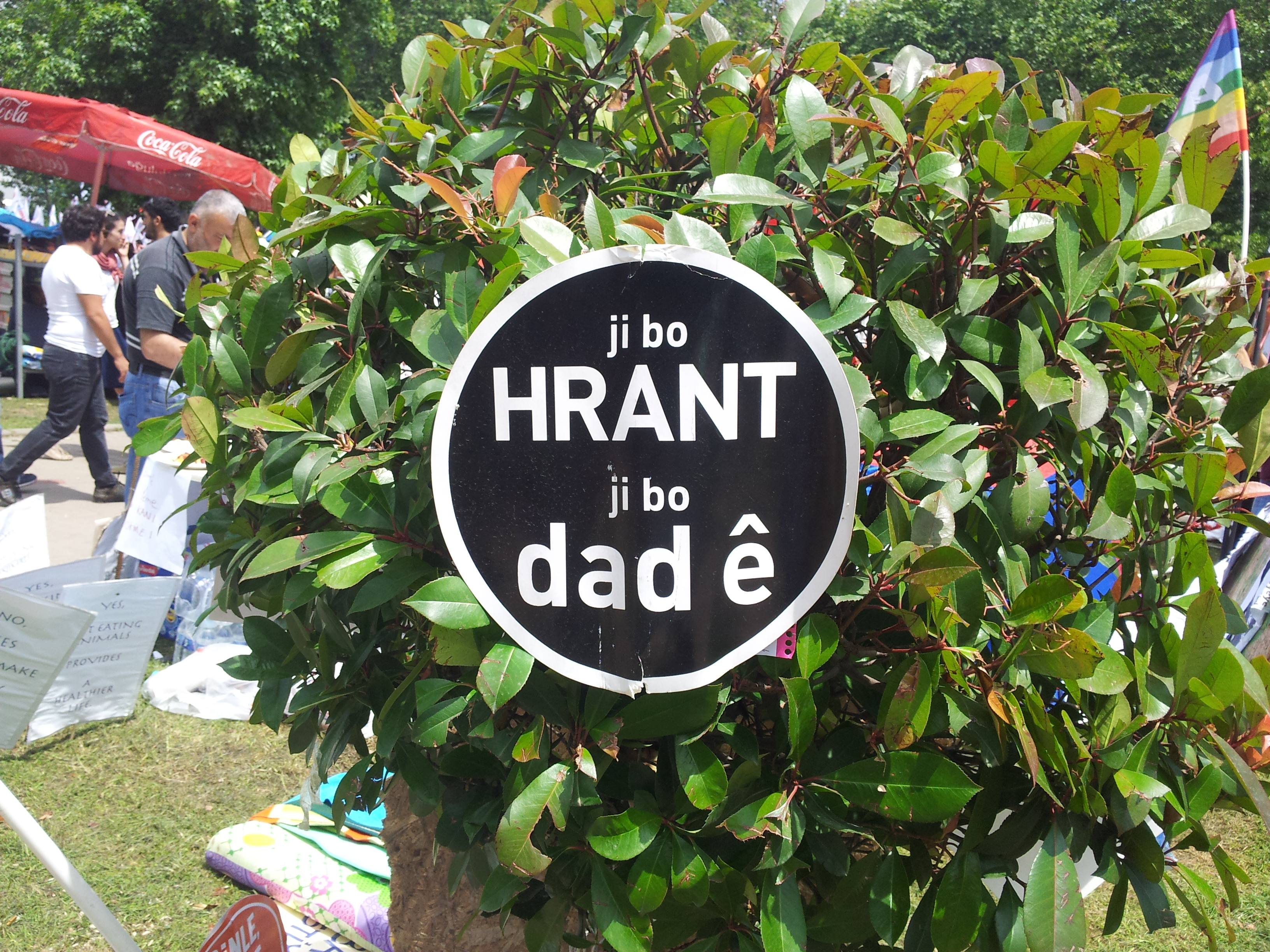
Parc Gezi. Una pancarta durant les manifestacions, amb un text en kurd on es pot llegir: "Ji Bo Hrant, Ji Bo Dade ê (Justícia per a Hrant)"
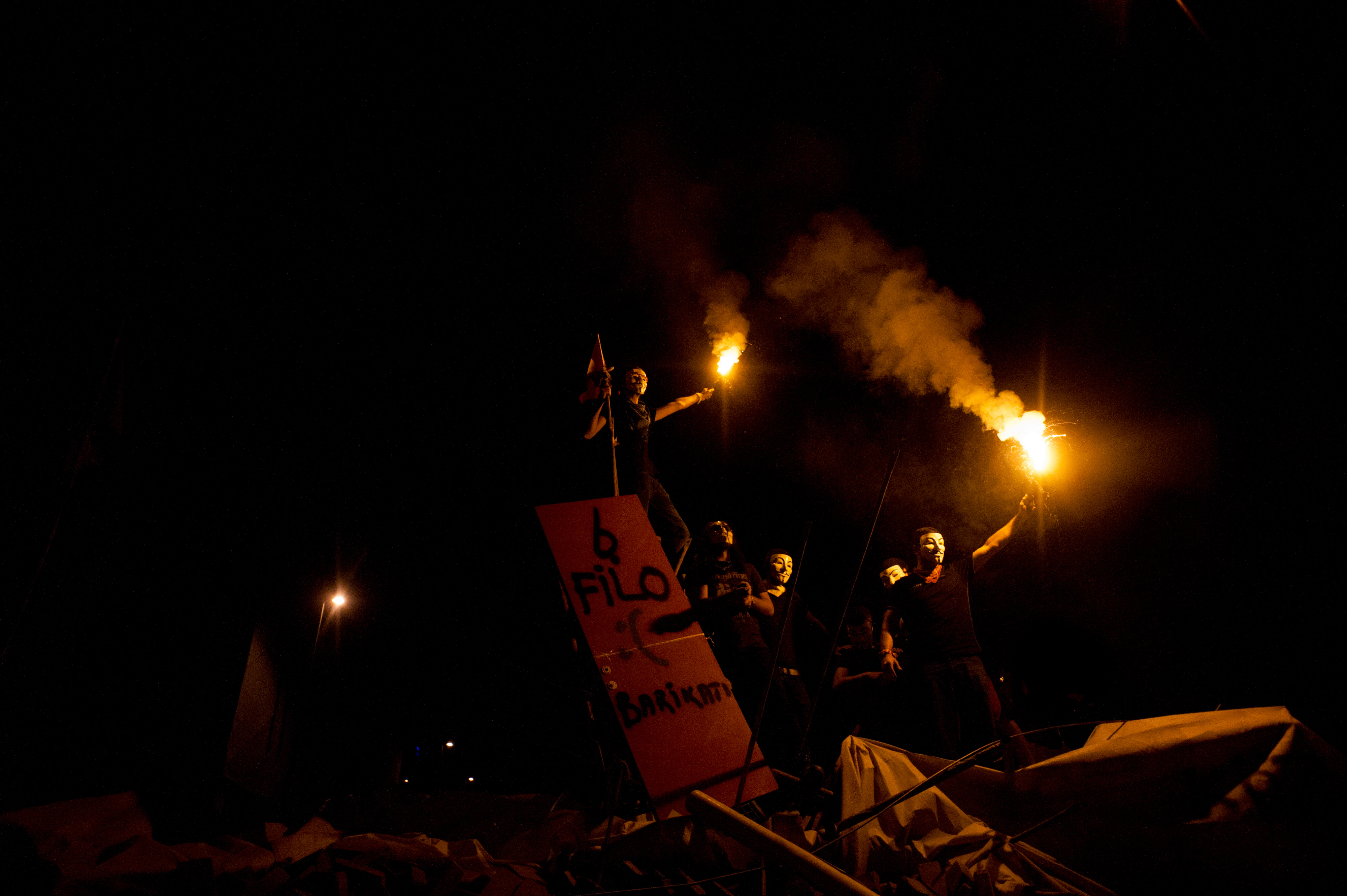
Plaça Taksim amb una de les barricades instal·lades per activistes. 7 juny 2013
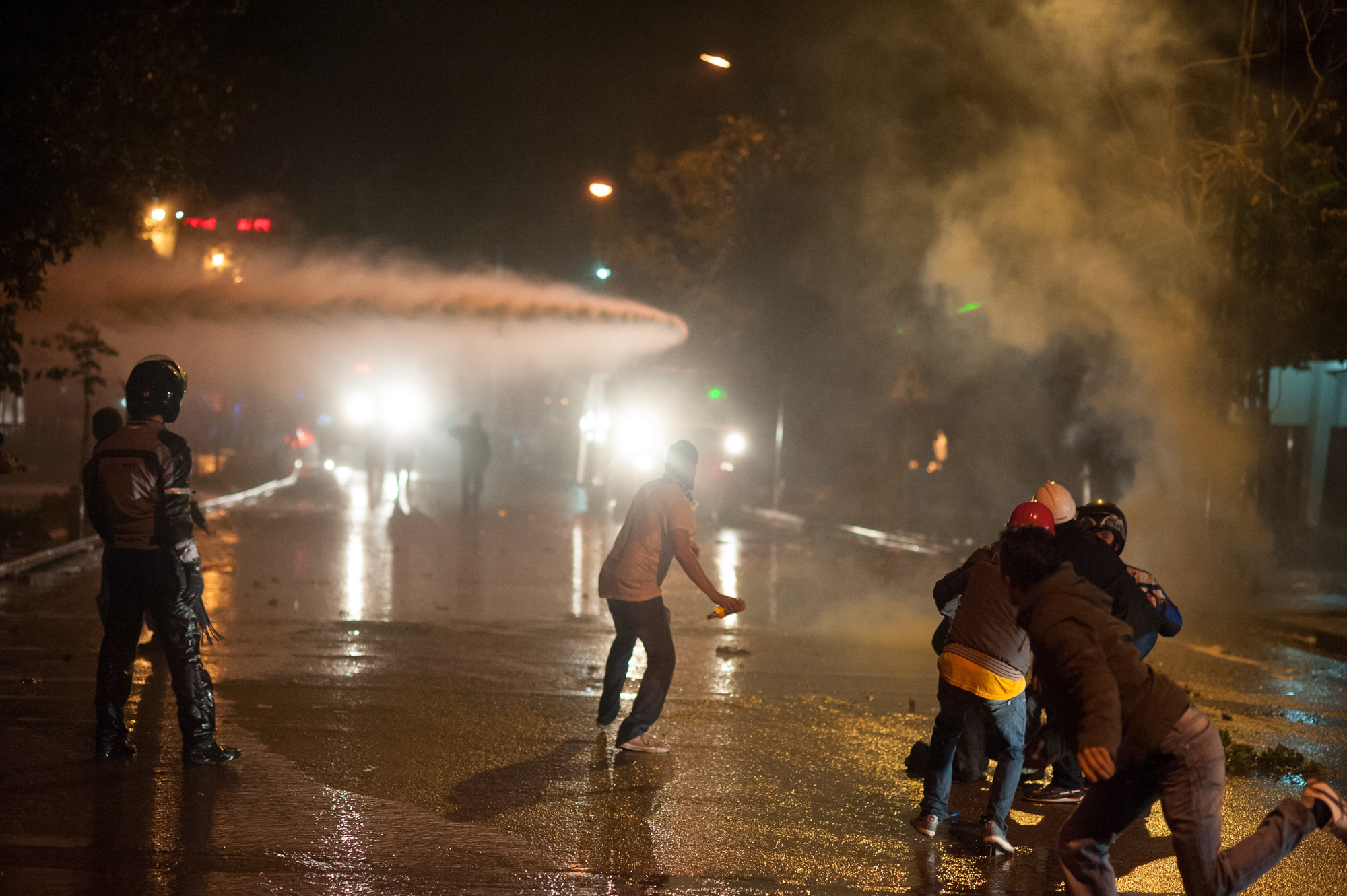
Una secció transversal dels conflictes a Ankara
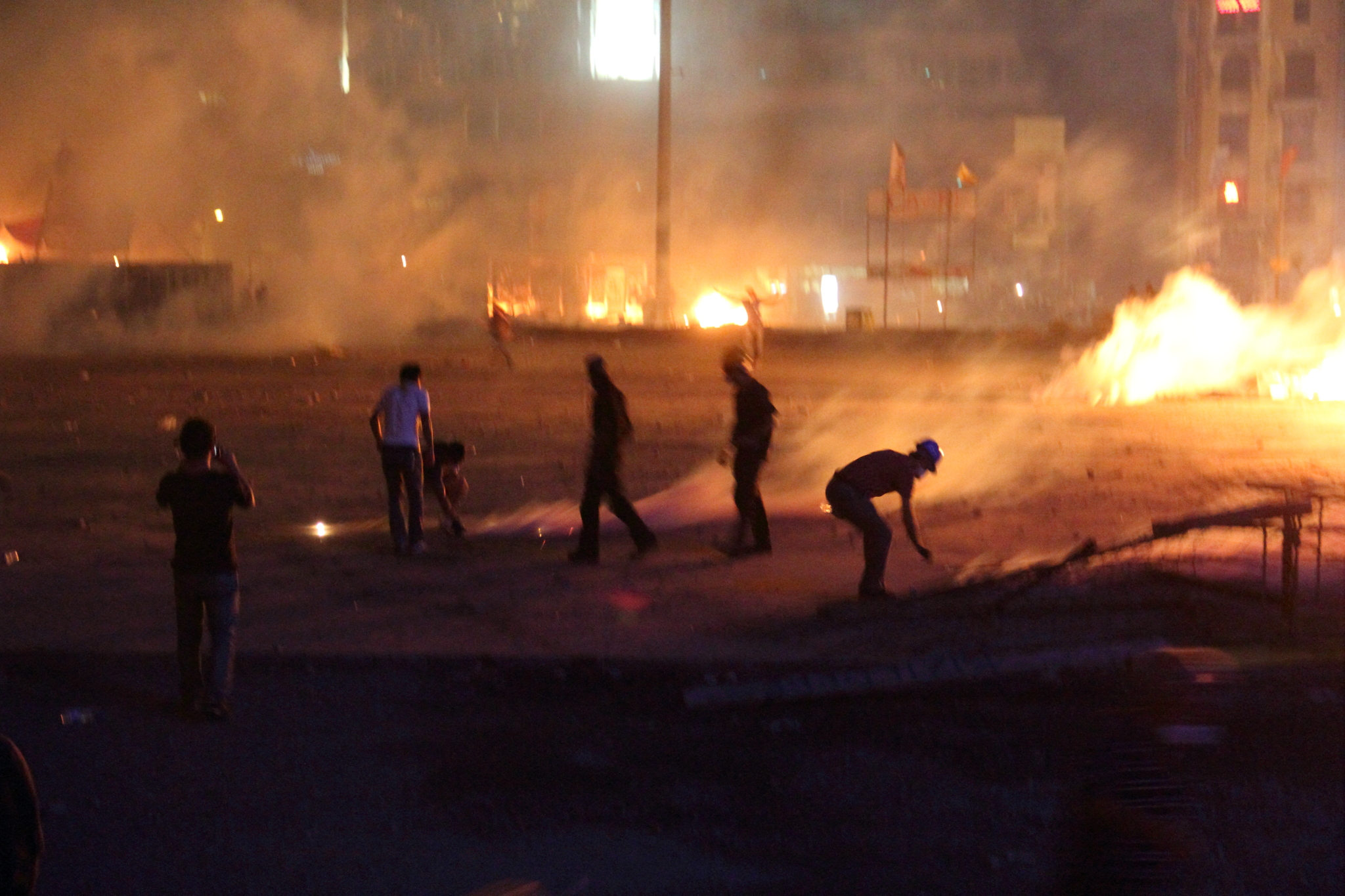
Nit després de la intervenció de la policia l'11 de juny de 2013 a una secció transversal en les protestes
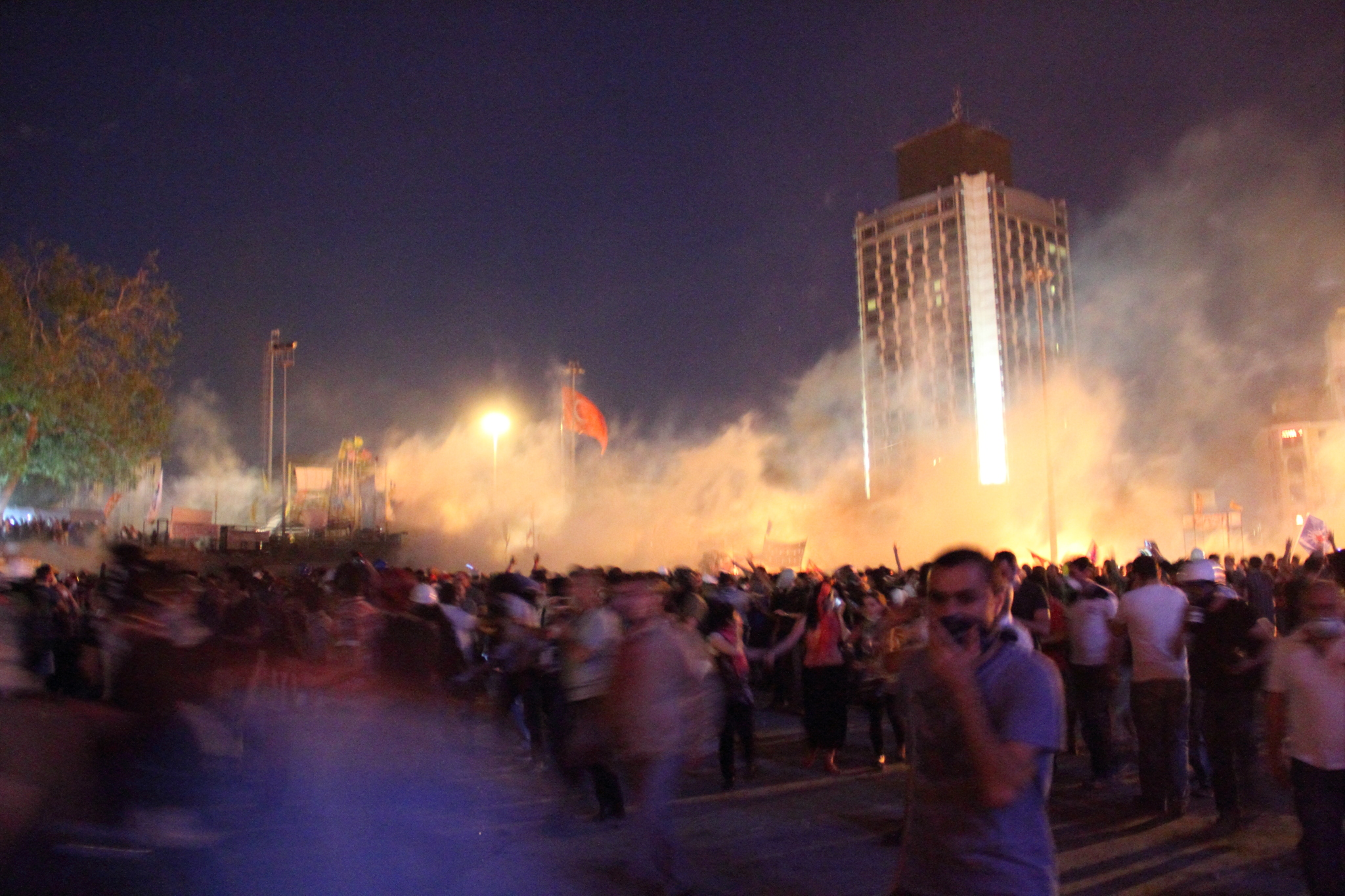
Nit després de la intervenció de la policia l'11 de juny de 2013 a un secció addicional en les protestes
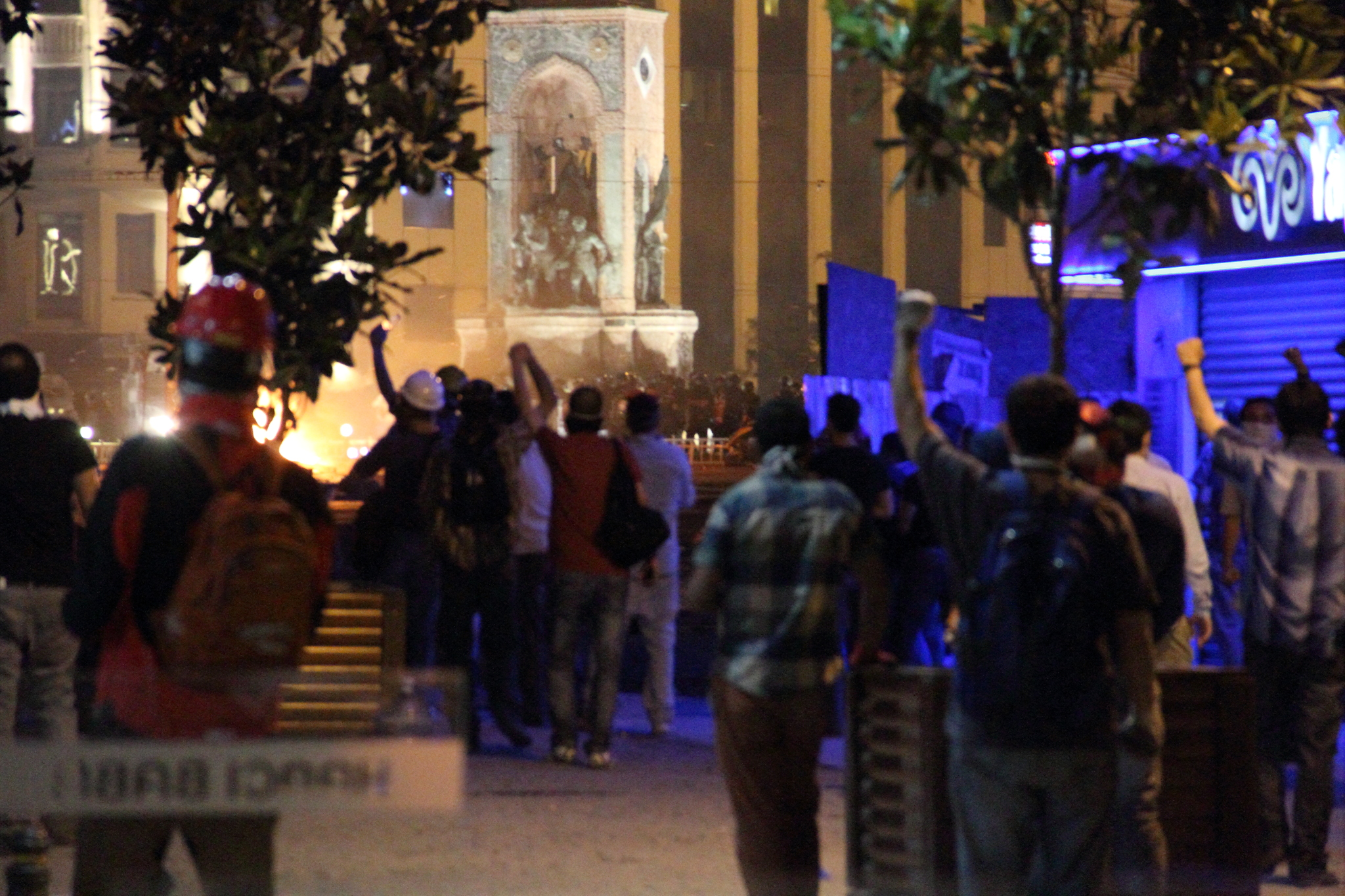
Avinduga d'Istiklal la nit de l'11 de juny del 2013, després de la intervenció de la policia en les protestes
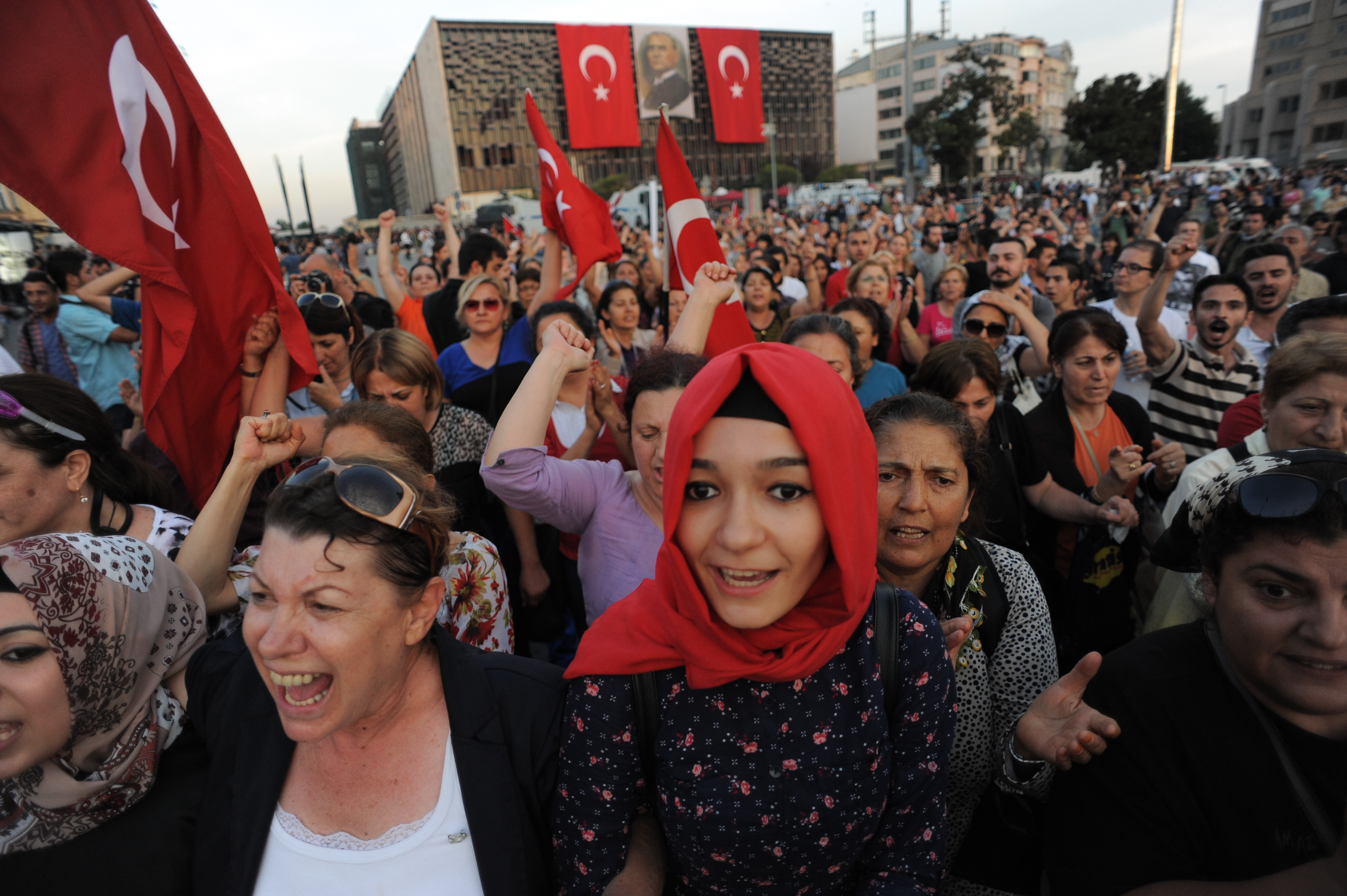
Una secció transversal de les protestes el 16 de juny
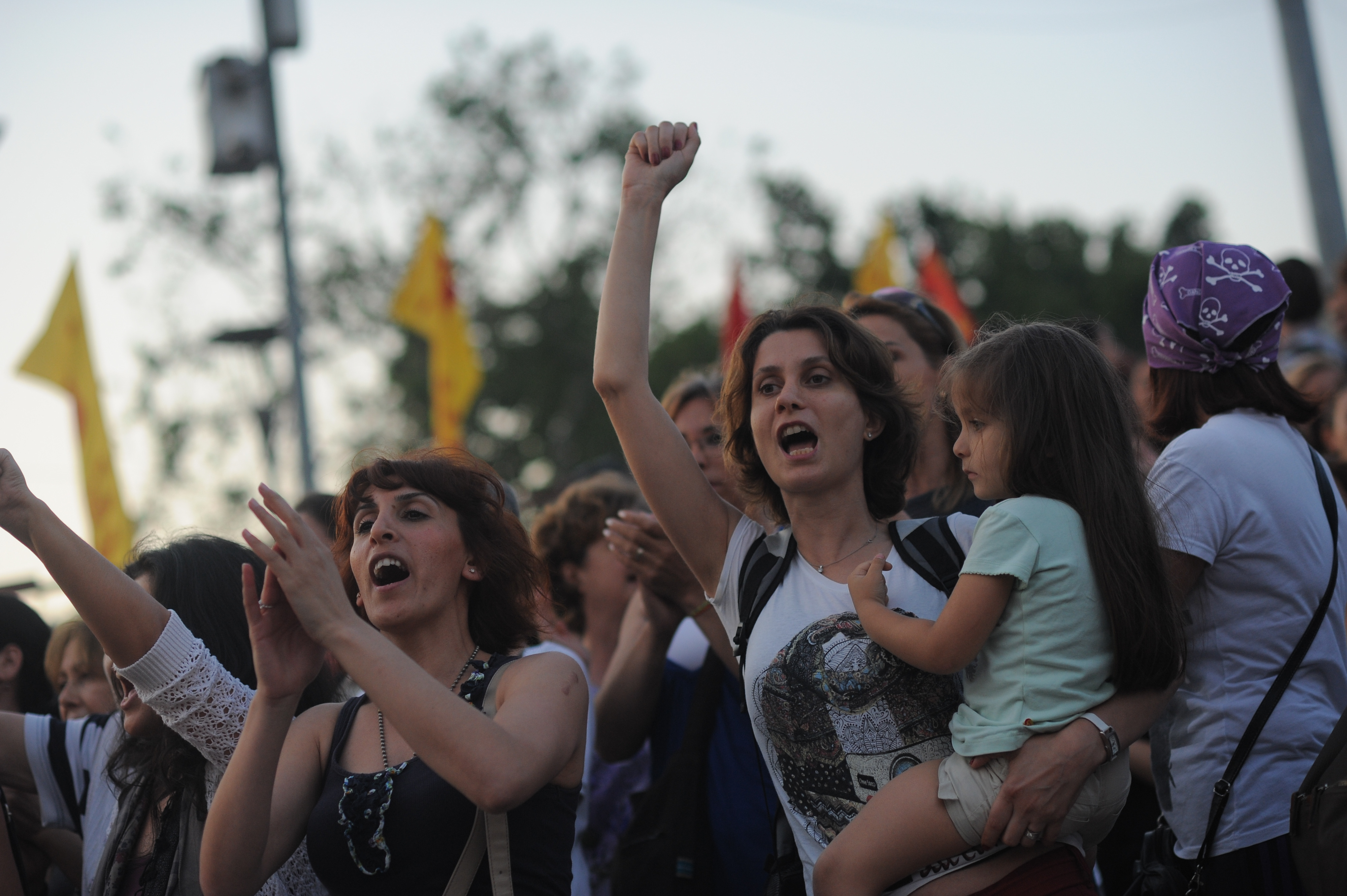
Una secció transversal de les protestes del 16 juny 2013
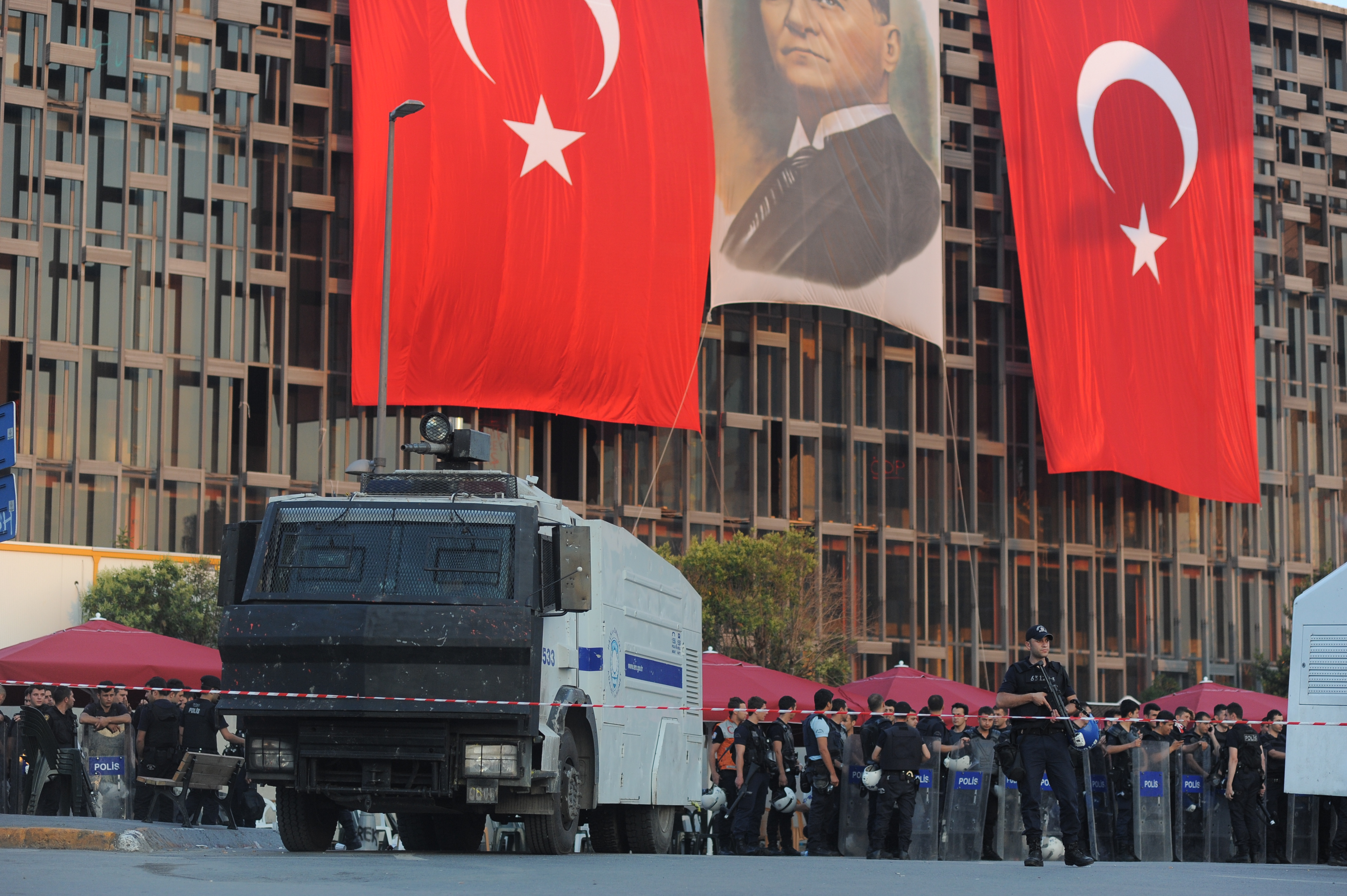
16 juny del 2013. la plaça de Taksim netejada després de la intervenció
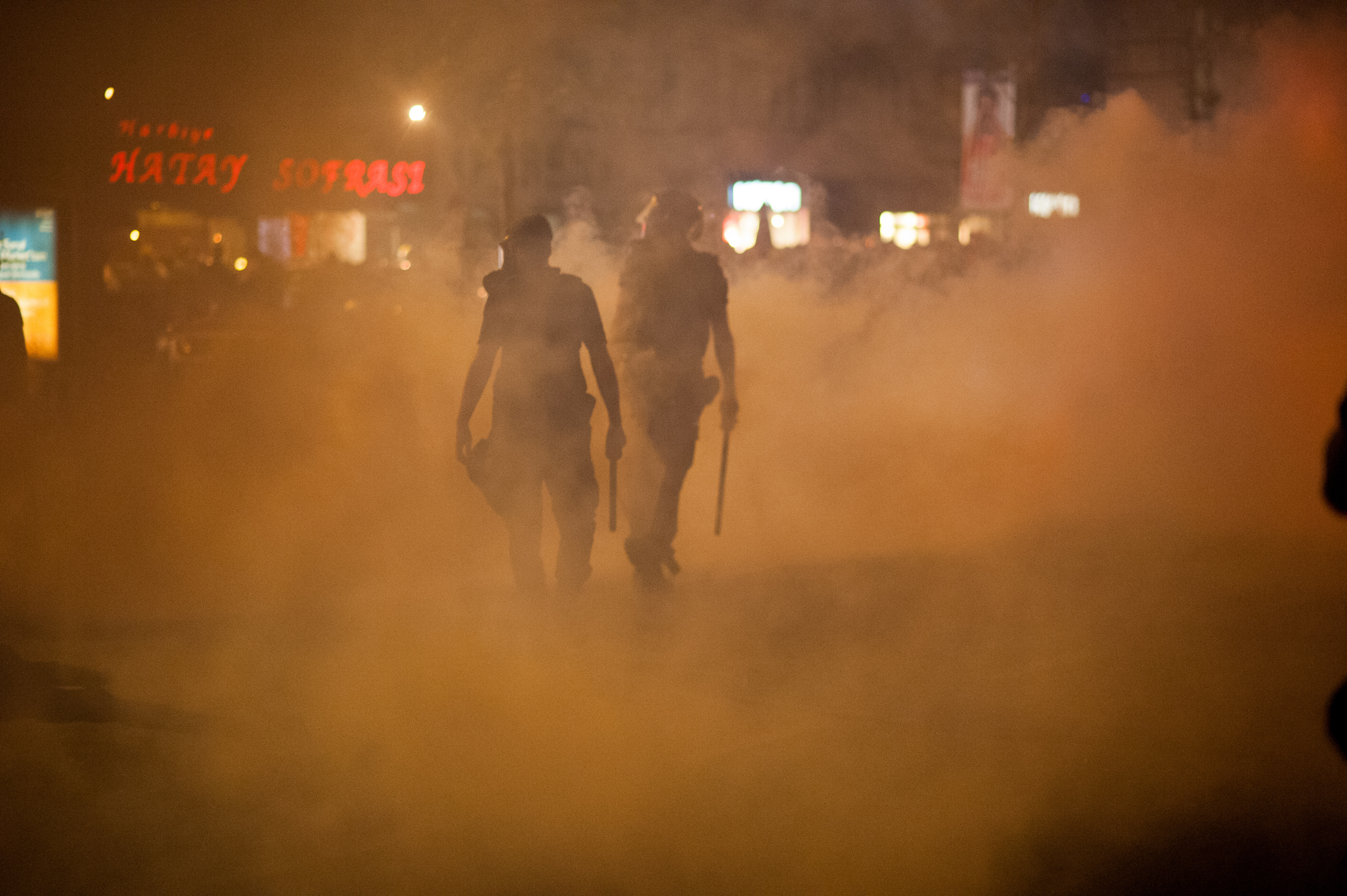
La intervenció policial a Taksim, 16 de juny de 2013